# Amsterdamse museumtrams

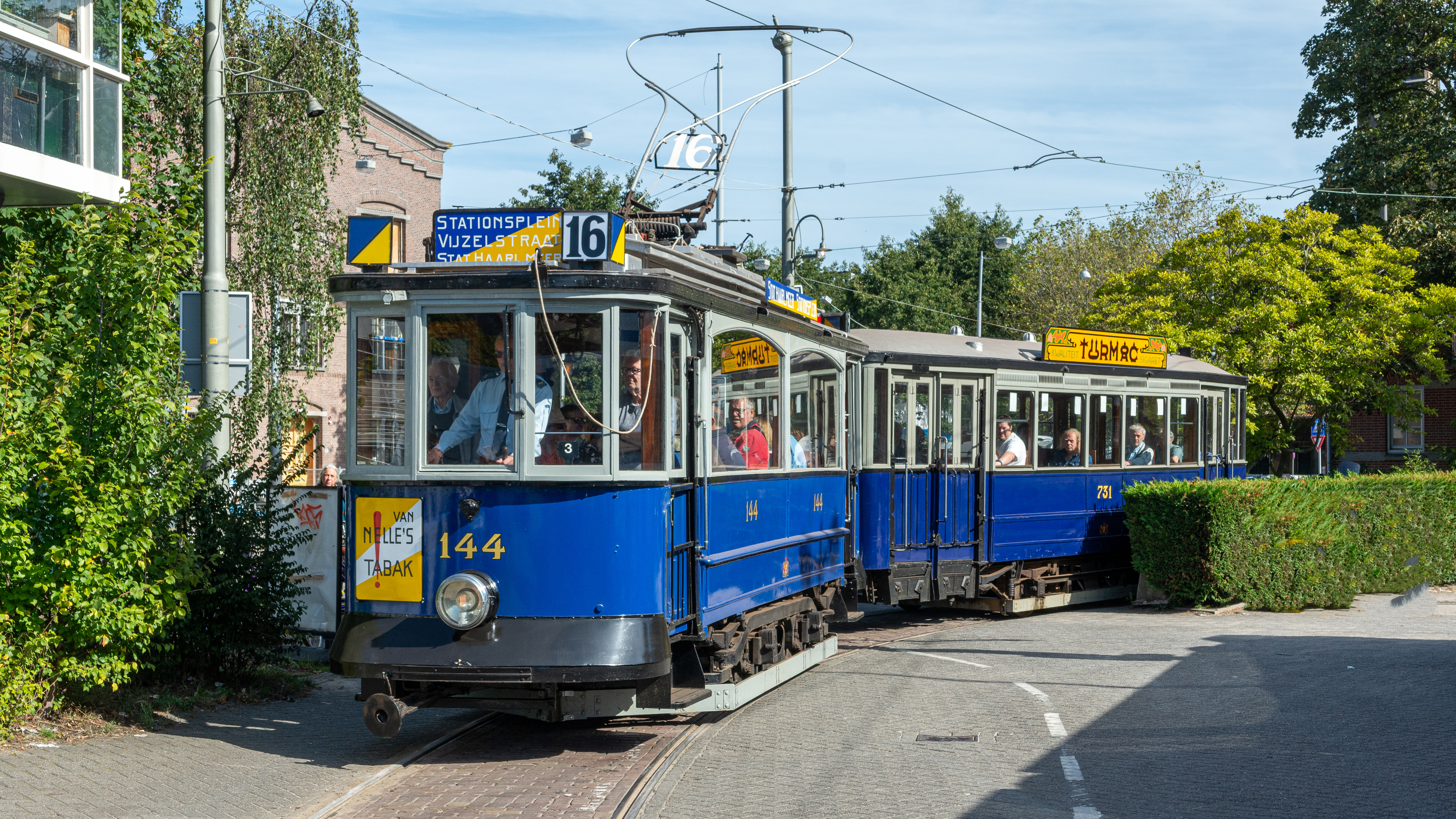
De Amsterdamse motorwagen 144 met bijwagen 731 bij het Haarlemmermeerstation.

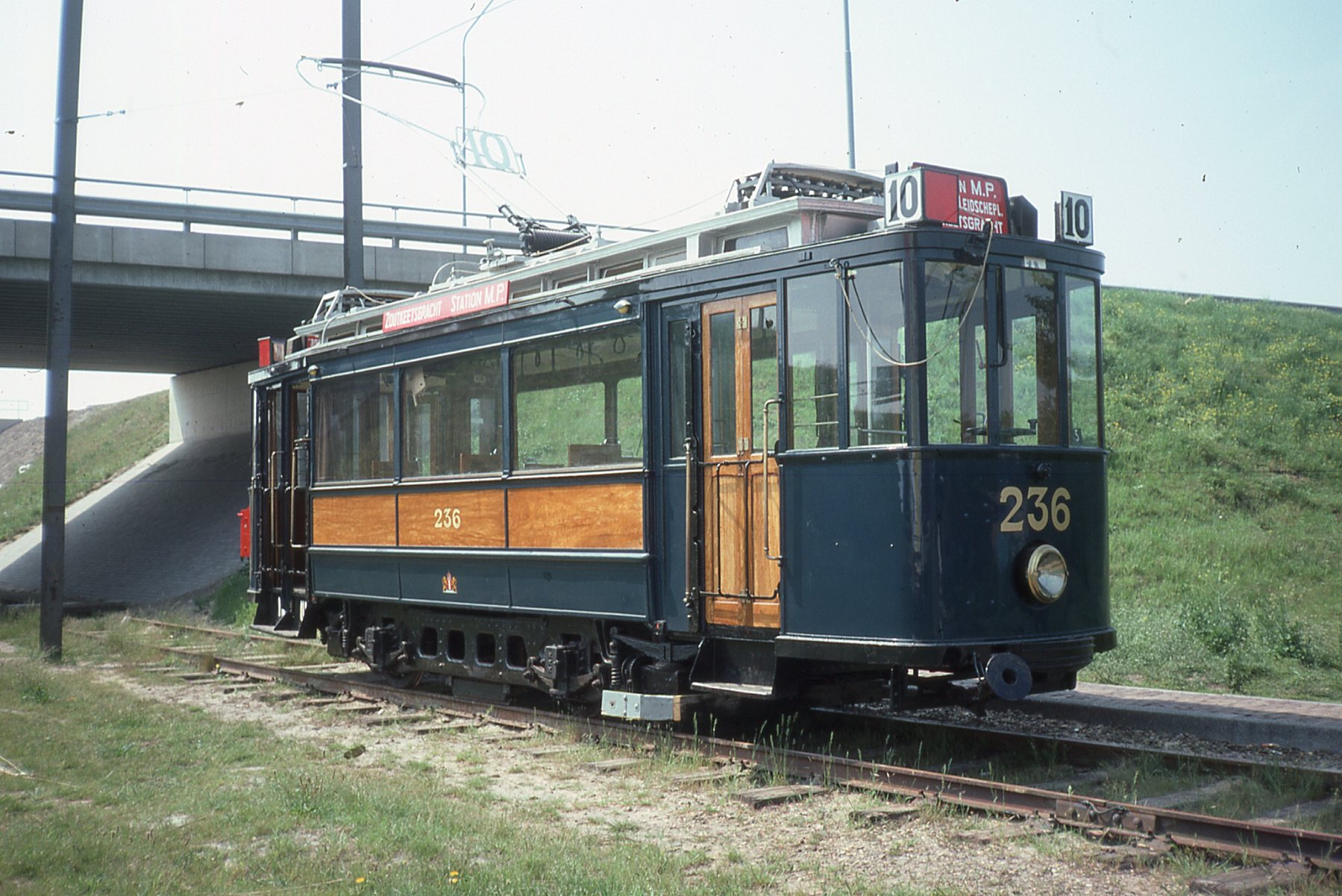
De Amsterdamse motorwagen 236 op de Electrische Museumtramlijn Amsterdam in 1976.

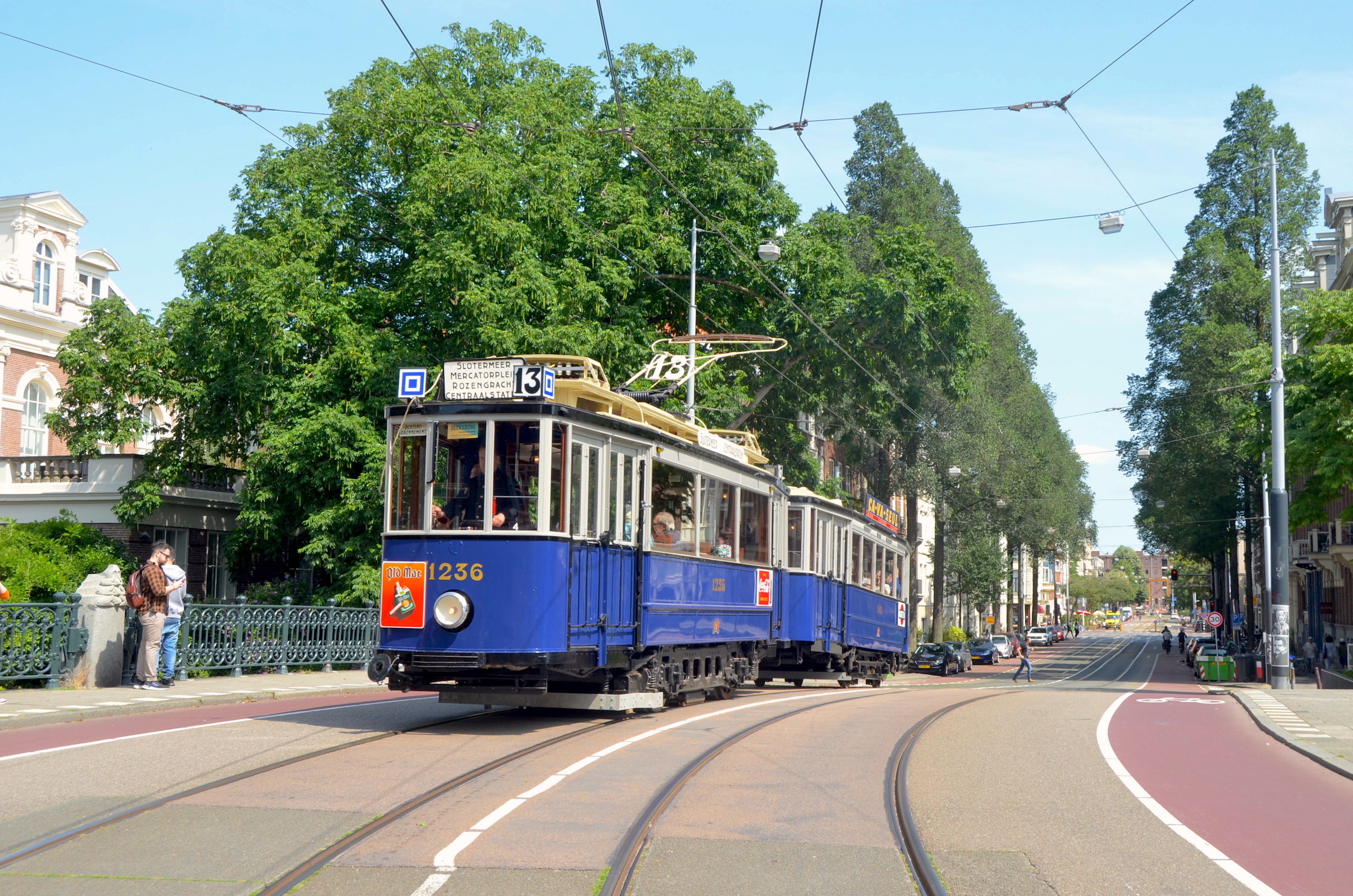
De Amsterdamse motorwagen 1236 (ex-236) met bijwagen 748 in de Roetersstraat.

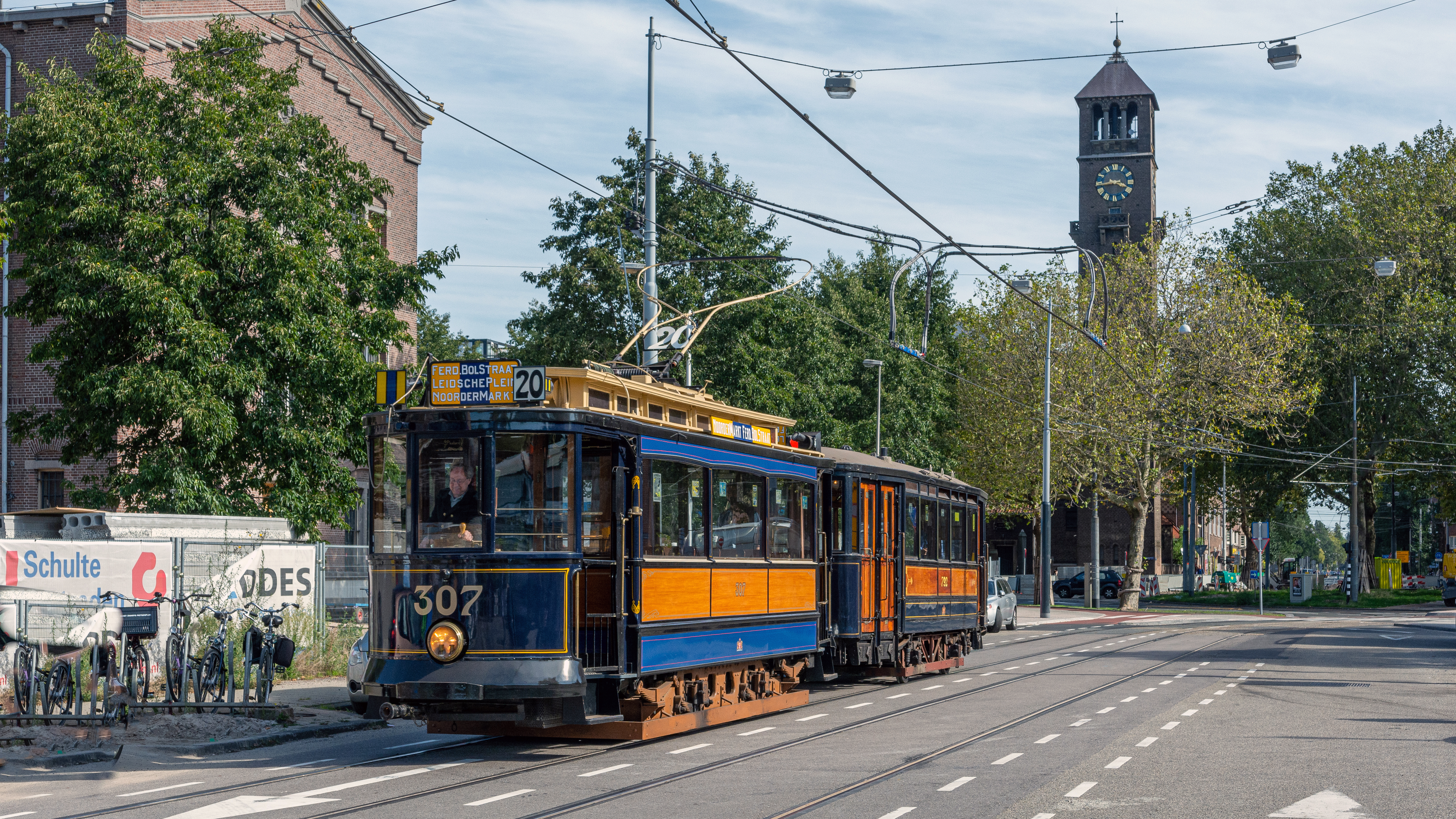
De Amsterdamse motorwagen 307 met bijwagen 792 in de Havenstraat bij het Haarlemmermeerstation.

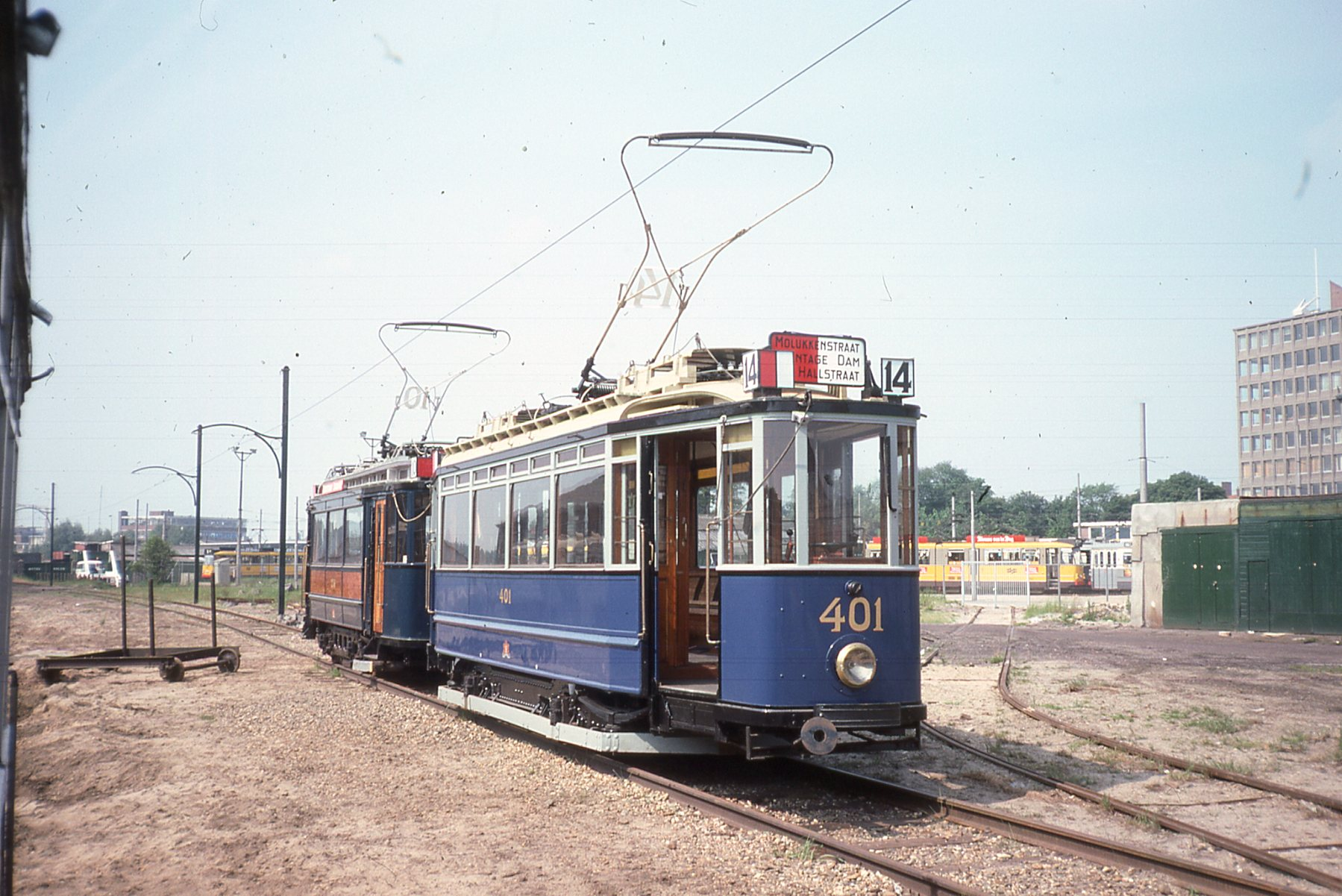
De Amsterdamse motorwagen 401 op de Electrische Museumtramlijn Amsterdam in 1976.

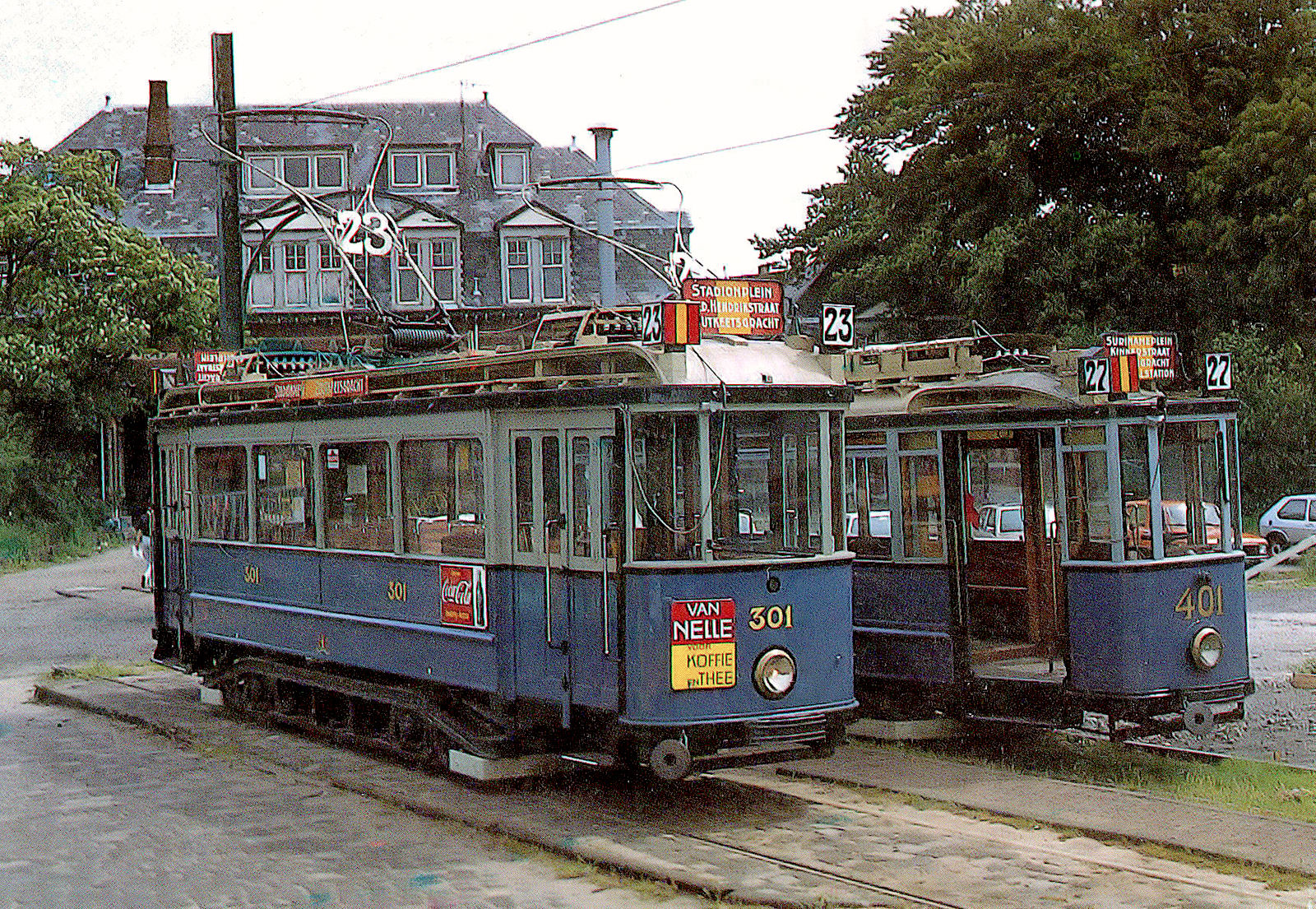
De Amsterdamse motorwagens 301 (ex-1, ex-GTU 75) en 401 op de Electrische Museumtramlijn Amsterdam bij het Haarlemmermeerstation; 3 juli 1982.

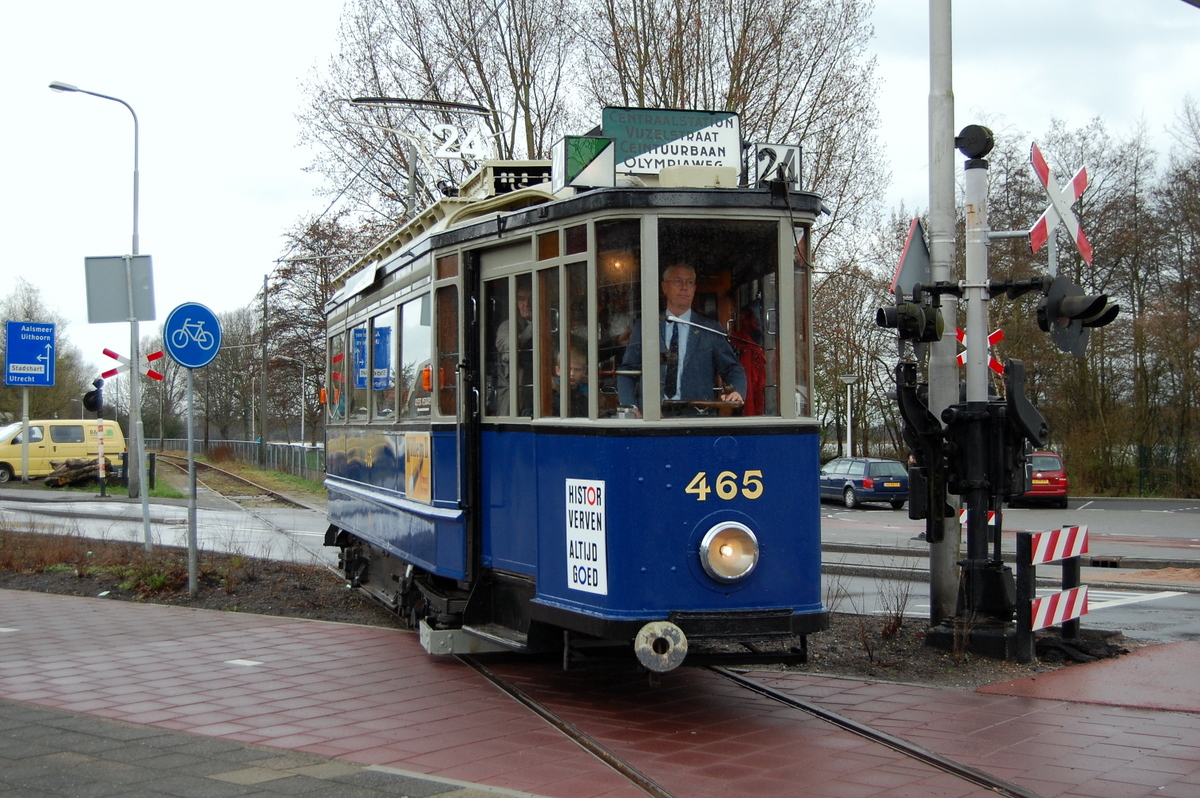
De Amsterdamse motorwagen 465 op de Electrische Museumtramlijn Amsterdam.

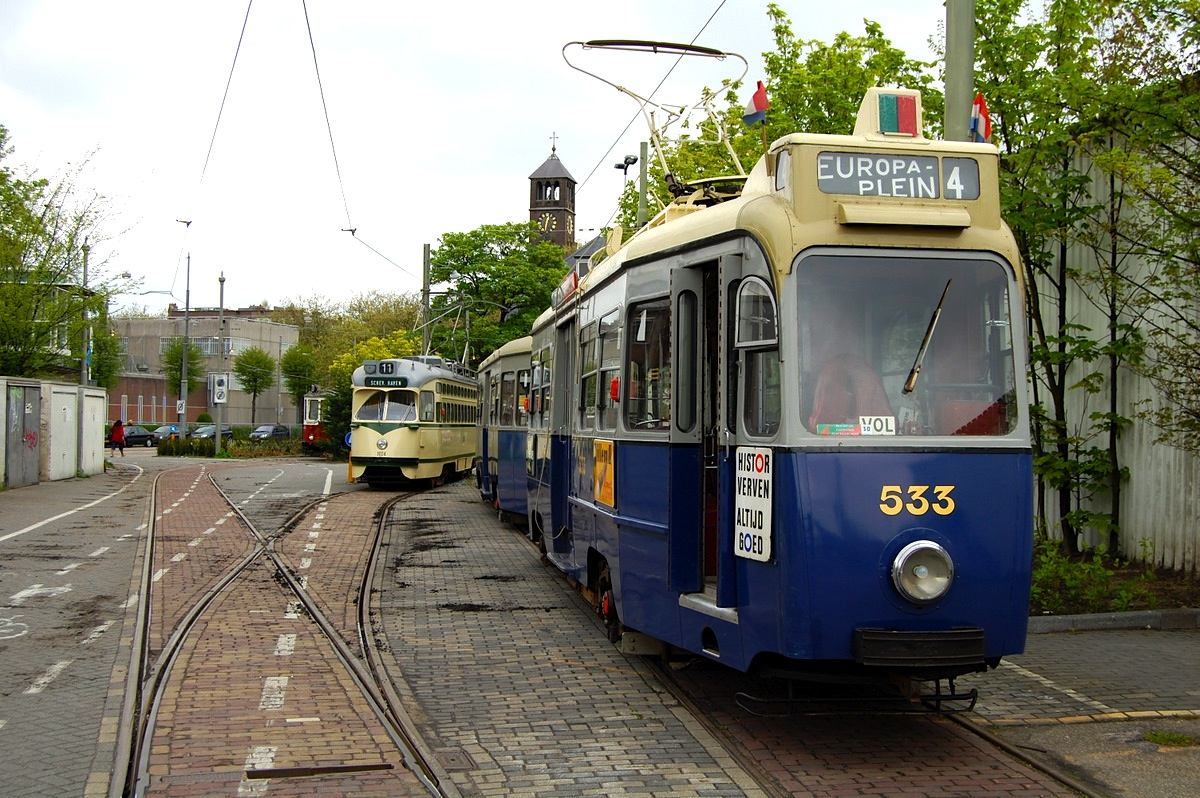
De Amsterdamse drieasser 533 bij het Haarlemmermeerstation.

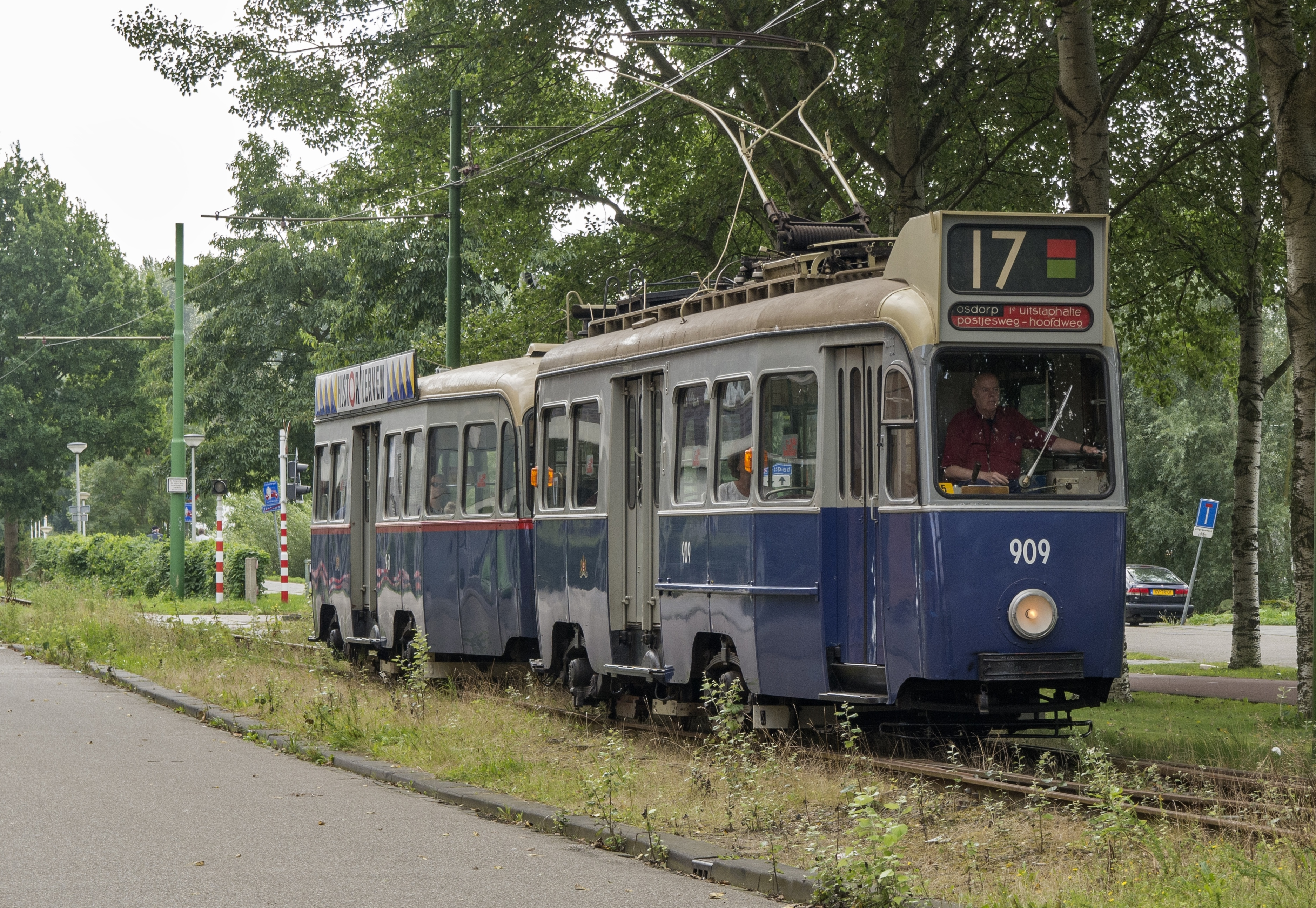
Amsterdams drieasser tramstel 909 + 961 bij de wisselplaats Jollenpad; 28 augustus 2016.

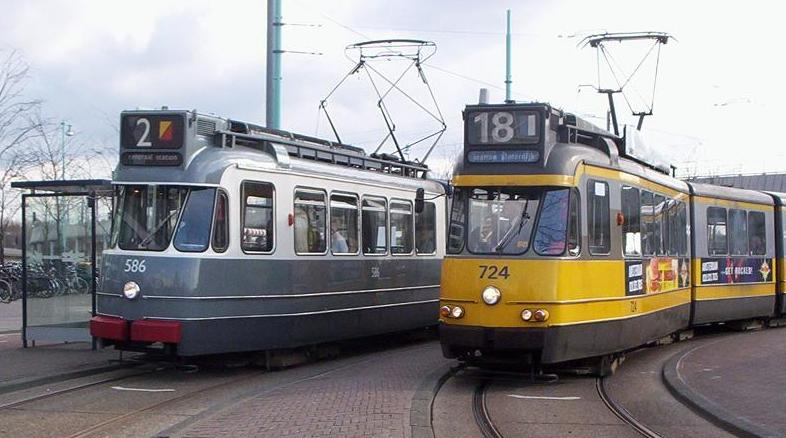
Amsterdamse gelede wagens: enkelgelede wagen 586 als museumtram in de oorspronkelijke grijze kleur en dubbelgelede wagen in het geel. Van deze serie is de 709 als museumtram bewaard.

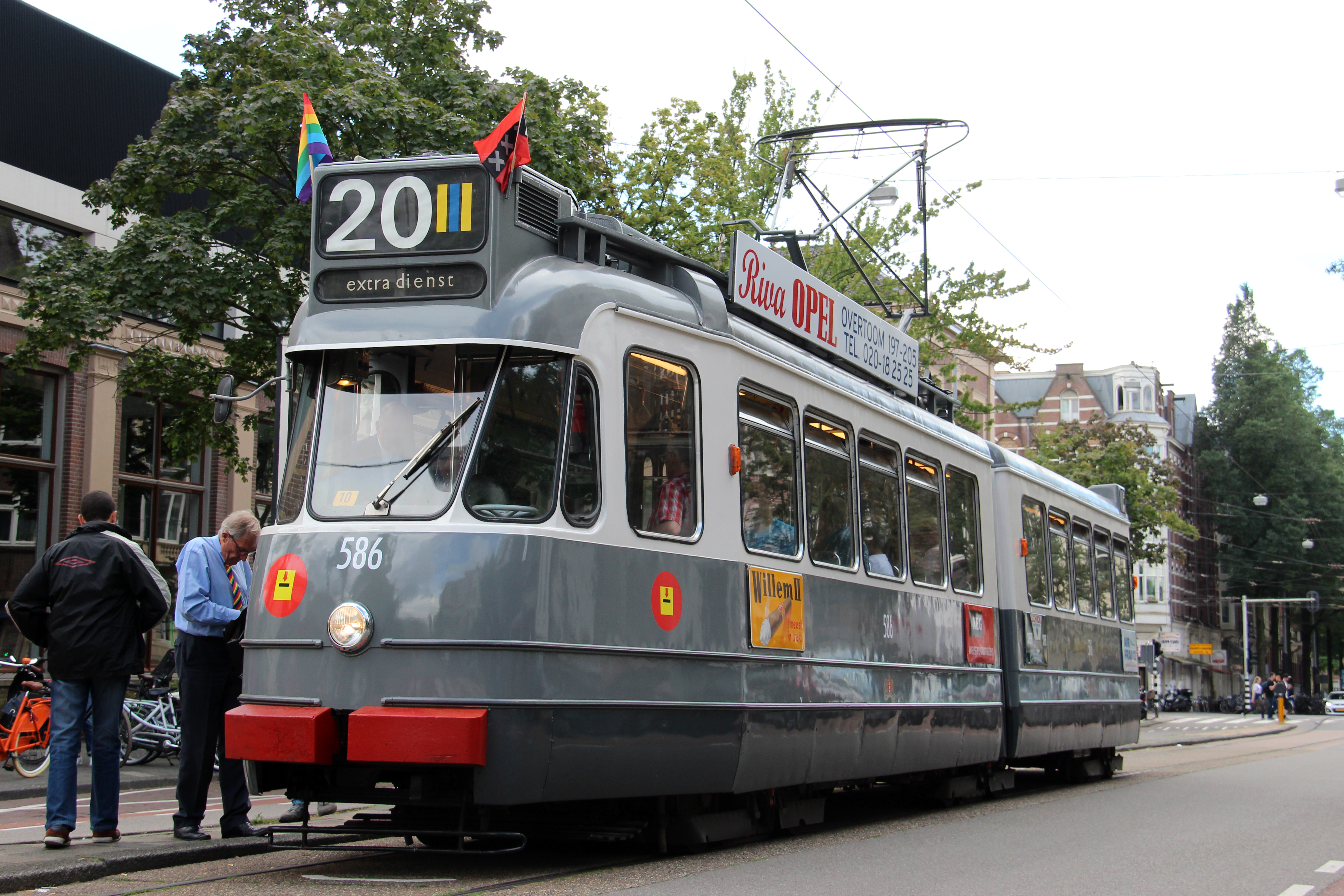
Enkelgelede wagen 586 (type 2G) na opknapbeurt weer in dienst, op de Touristtram, Plantage Kerklaan; 31 juli 2016.

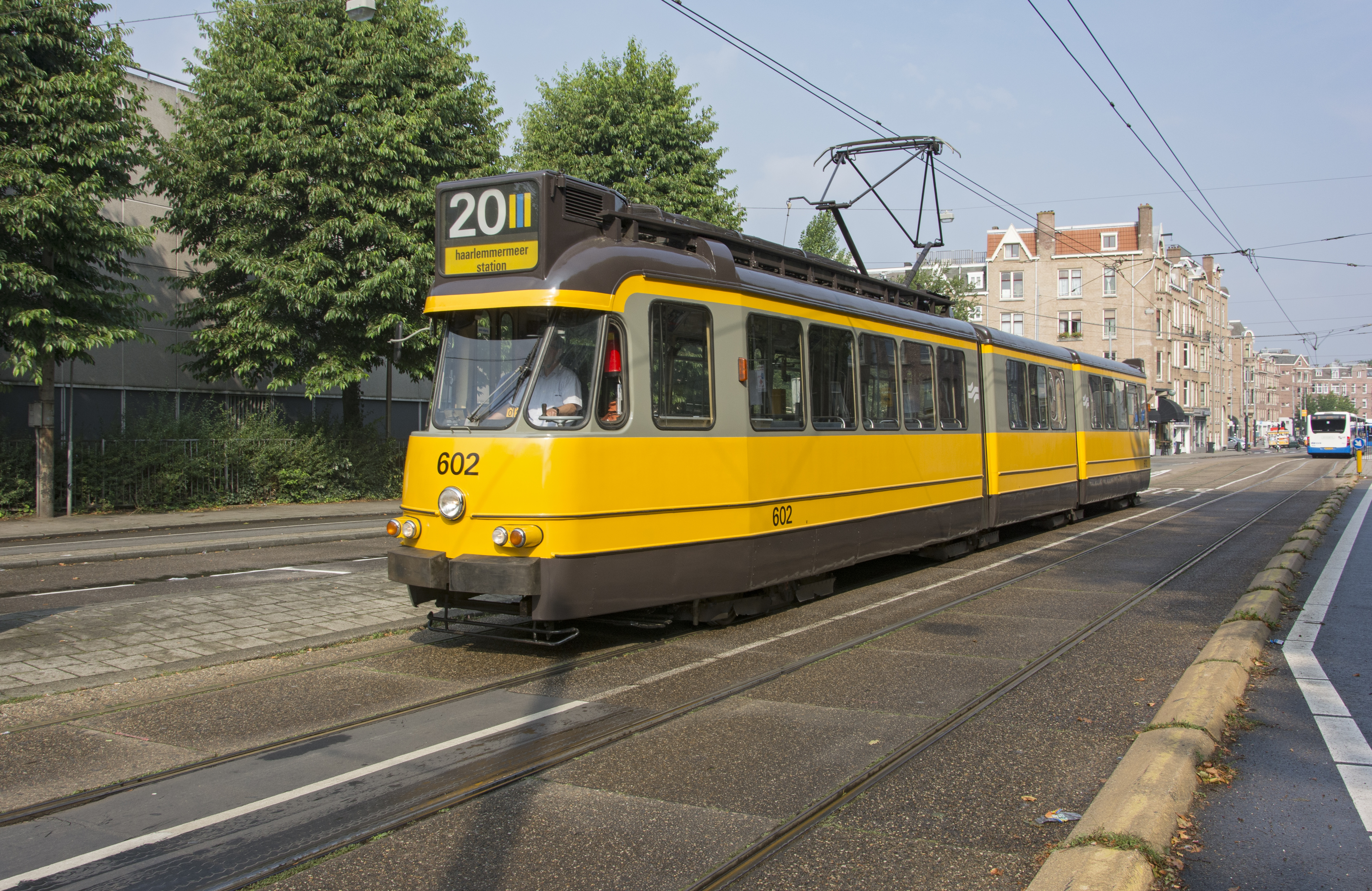
Dubbelgelede wagen 602 (type 3G) op de Amstelveenseweg.

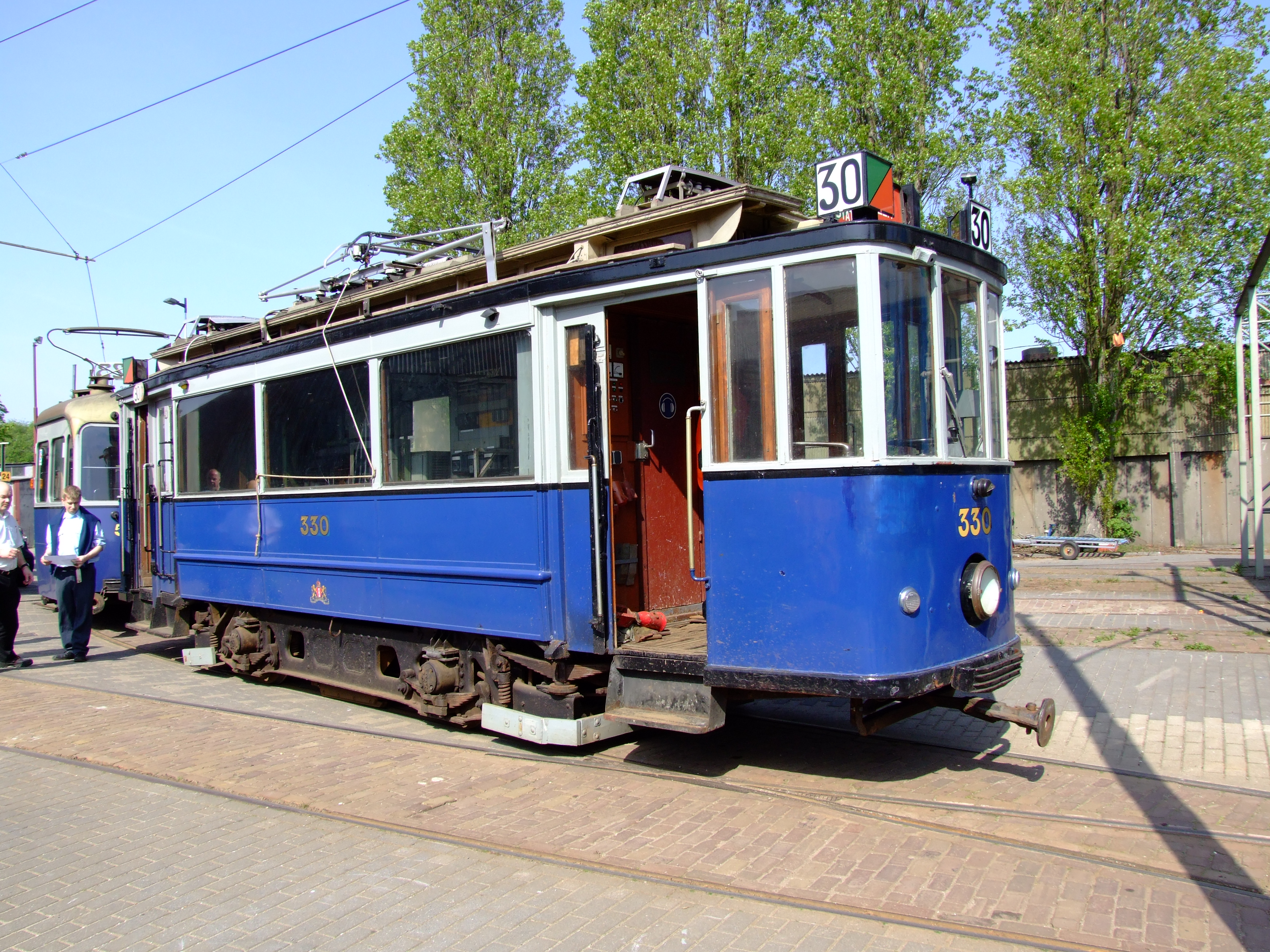
Motorwagen 330 is voorzien van een dieselaggregaat en doet dienst als rangeerwagen; sinds 2023 als werkwagen H47.

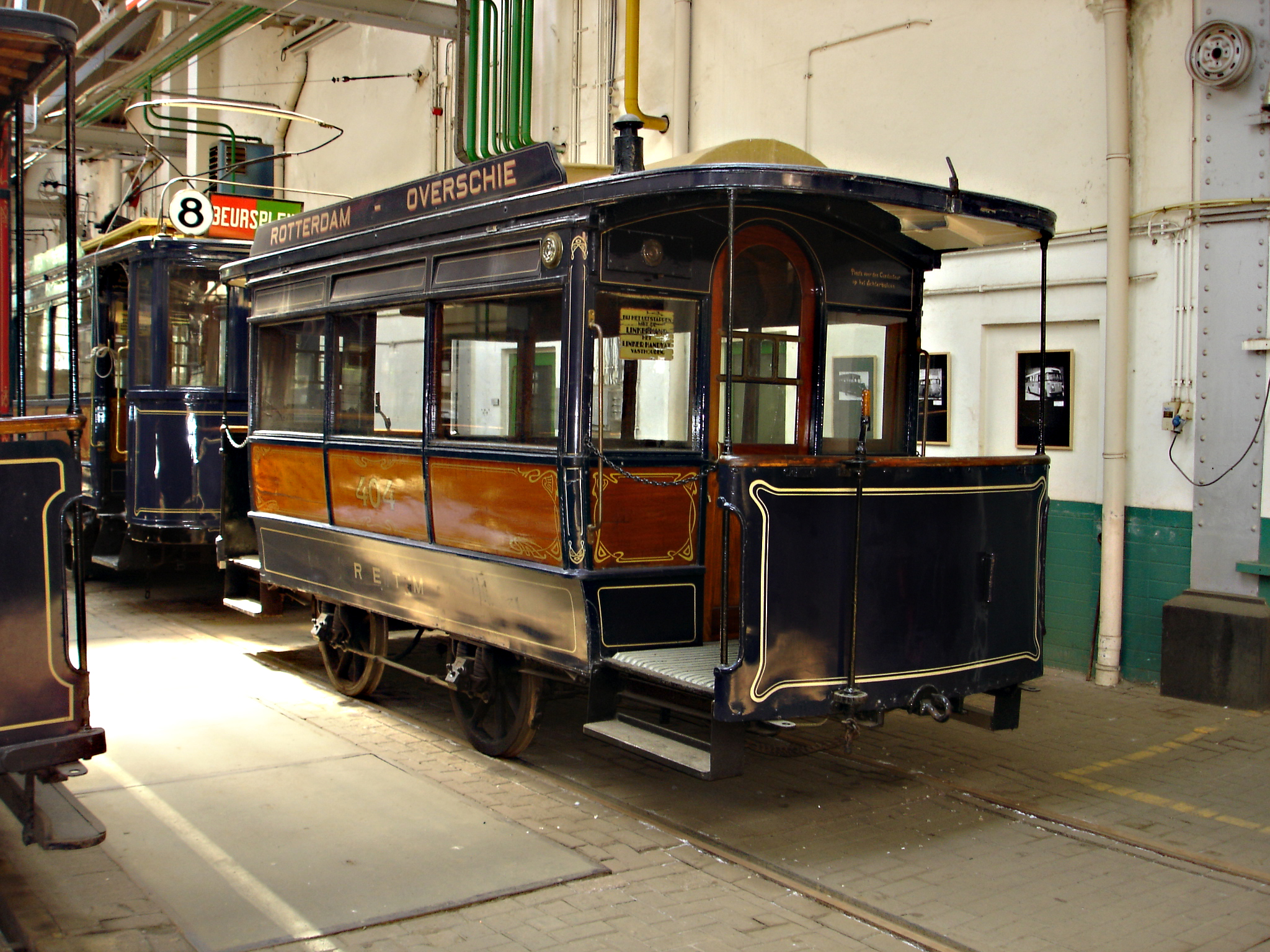
De enige nog bestaande Amsterdamse paardentram als RETM 404 in Rotterdam.

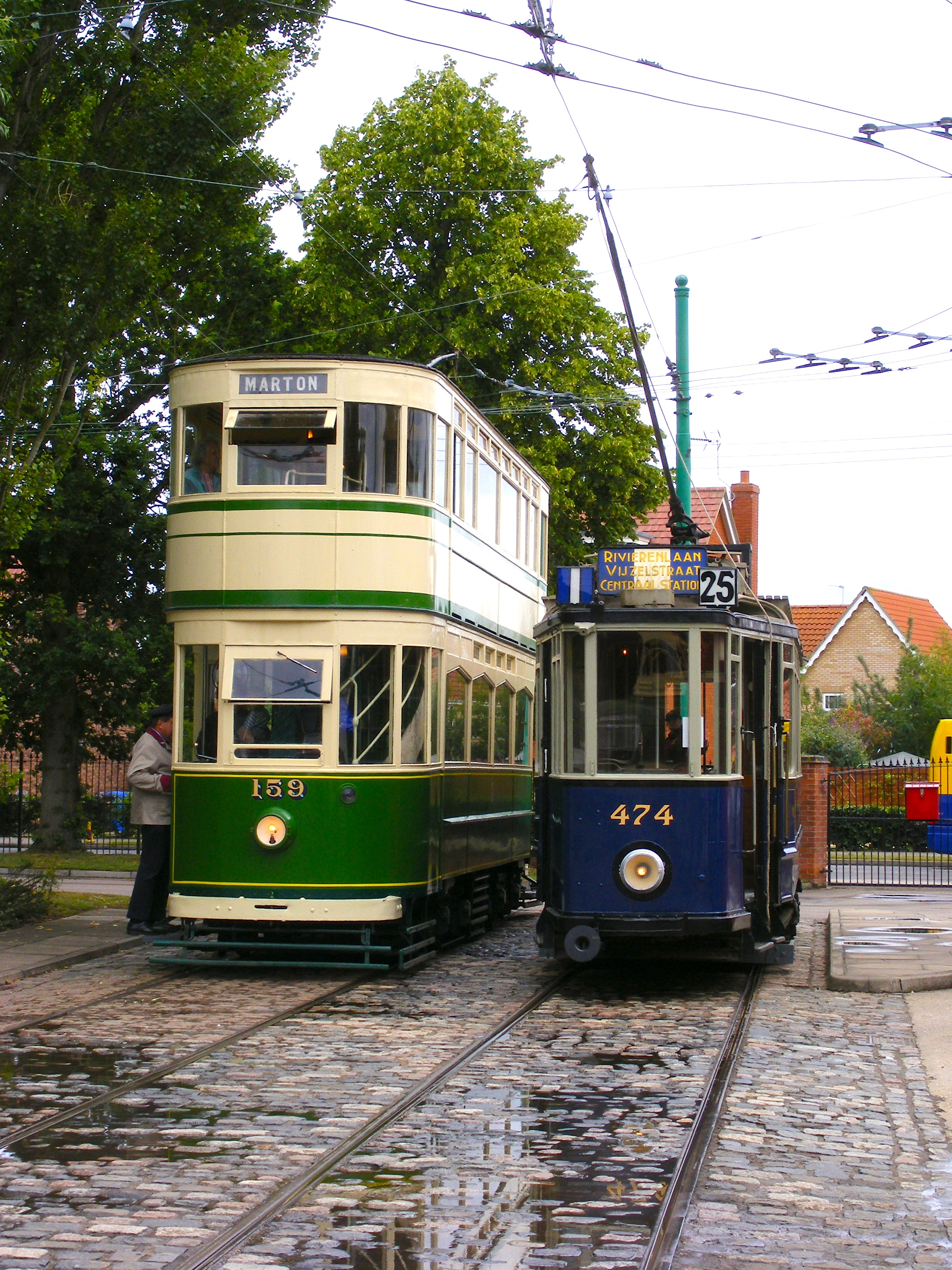
De Amsterdamse motorwagen 474 is sinds 1981 onderdeel van de tramcollectie van het East Anglia Transport Museum (Engeland).

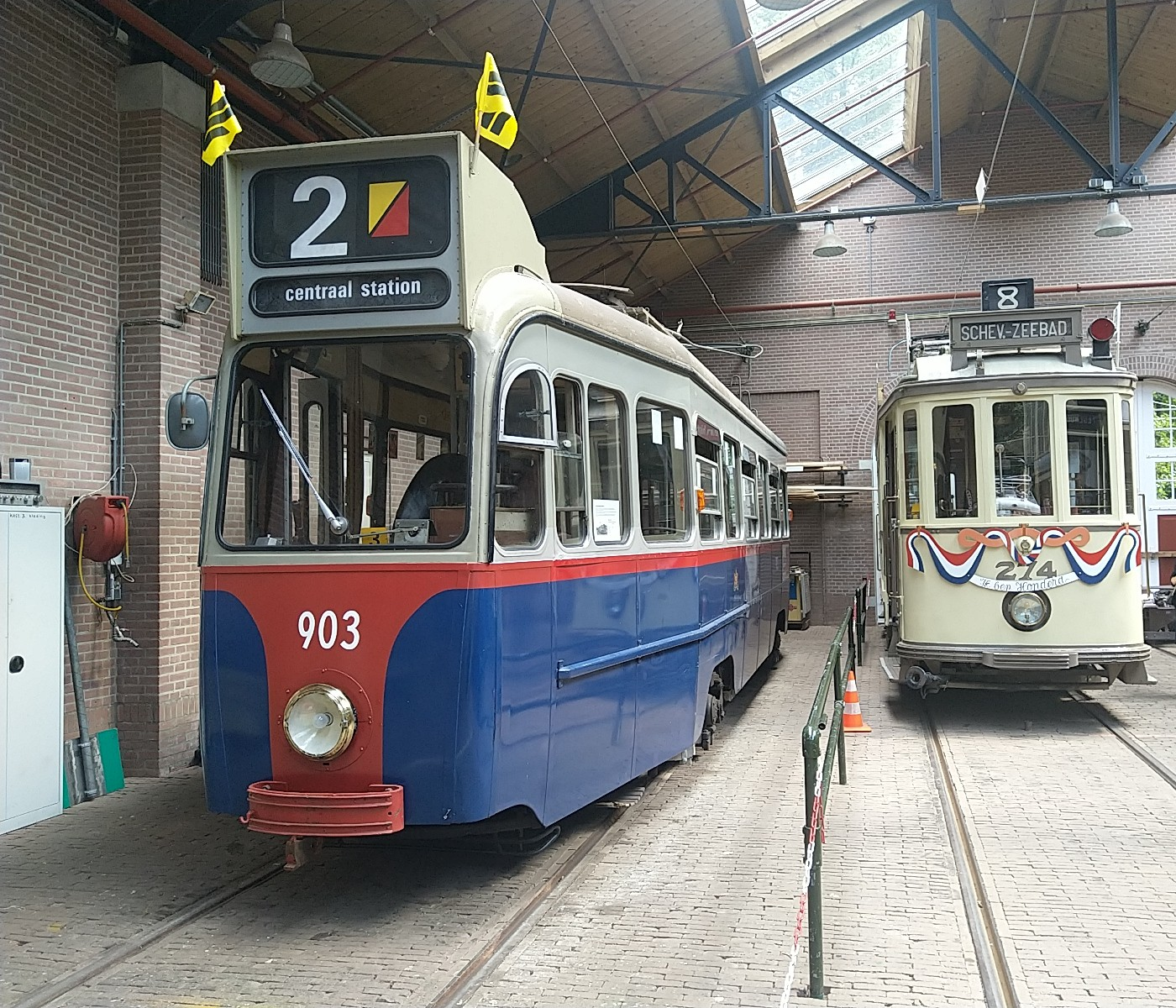
De Amsterdamse motorwagen 903 in de remise van de Tramlijn Nederlands Openluchtmuseum te Arnhem. Ernaast de Haagse motorwagen 274. Beide trams zijn afkomstig van de Elektrische Museumtramlijn Amsterdam.

In Amsterdam is in de tweede helft van de 20e eeuw een uitgebreide collectie museumtrams opgebouwd. Het bewaren van oud trammaterieel is in Amsterdam grotendeels een particulier initiatief. Wel werd vanaf de jaren zeventig samengewerkt met het Gemeentevervoerbedrijf Amsterdam (GVB). Hieronder een overzicht van de belangrijkste ontwikkelingen, zonder pretentie van volledigheid.

## De eerste pogingen
Met de buitendienststelling van oud trammaterieel ontstond vanaf de jaren veertig bij diverse tram-belangstellenden de wens om een enkele vertegenwoordiger van afgevoerde tramtypen voor het nageslacht te behouden. De eerste initiatieven werden in de jaren na de Tweede Wereldoorlog genomen. In 1948 werd al gepoogd om een der af te voeren open bijwagens (nr. 595) voor museumdoeleinden te bewaren. Deze poging liep toen op niets uit. Beter verging het Union-motorwagen 28, die in 1950 verhuisde naar het toen pas opgerichte Nederlands Tram Museum te Weert. Deze tram werd in 1962 alsnog gesloopt. Wel bewaard bleef Union-motorwagen 144, die in 1950 voor sloop gespaard werd om vanaf 1956 opgesteld te worden in het Nederlands Spoorwegmuseum te Utrecht, waar deze tot 1990 zou blijven. In de jaren vijftig gingen nog enkele Amsterdamse trams naar Weert en dankzij dit vroege initiatief zijn motorwagen 307 en de bijwagens 663 (NZH B32) en 946 bewaard gebleven.
Het Gemeentevervoerbedrijf zette in 1960/'61 wel de motorwagens (1)236 en (30)1 (ex-GTU 75), twee van de laatste vertegenwoordigers van respectievelijk de Grootbordesmotorwagens en de Utrechters, apart. Tussen 1957 en 1962 werden de laatste nog in Amsterdam aanwezige Unions nog gesloopt, terwijl van de kleine middeninstapbijwagens (881-900) de laatste exemplaren in 1958 werden afgevoerd. Ook van de series motorwagens 391-395 en 476-490 bleef niets bewaard.

## Tramweg-Stichting
Toen in 1967 als gevolg van de aflevering van een grote serie dubbelgelede wagens het einde zou te komen van de laatste nog dienstdoende tweeassers namen particulieren binnen de in 1965 opgerichte Tramweg-Stichting het initiatief om enkele trams te bewaren met het doel om hiermee in de toekomst ook in een trammuseum te kunnen gaan rijden. Wegens ruimtegebrek in de remises van het Gemeentevervoerbedrijf moesten deze trams echter uit Amsterdam vertrekken en zo gingen in het najaar van 1967 motorwagen 401, bijwagen 908 en acht grootbordesbijwagens naar Bovenkarspel. Ook de voornoemde motorwagens 236 en 301 gingen deze weg.
Twee jaar later kwamen de elf ontheemde trams naar Hoorn waar inmiddels een werkplaats was die het startpunt vormde van de Stoomtram Hoorn-Medemblik. In 1968-'70 kwamen nog enkele trams uit Amsterdam en ook uit Weert (307 en 663), zodat er in 1970 vijftien Amsterdamse trams in Hoorn in de open lucht stonden. Ook kregen twee trams (454 en 946) in 1968 onderdak bij de Rotterdamse tram.

## Terug naar Amsterdam
Het Gemeentevervoerbedrijf zelf had vanaf 1970 een overgebleven tweeassig tramstel (464 met 721) gereserveerd voor gezelschapsvervoer. Als reserve fungeerde motorwagen 467 die later ook beschikbaar was. In 1971 konden de eerste drie opgeknapte trams (236, 748 en 757) weer terugkeren in Amsterdam om mee te rijden in een tramoptocht ter gelegenheid van het veertigjarige bestaan van de NVBS. Twee jaar later kwamen ook de 301 en 401 voor restauratie terug naar Amsterdam, waar zij nu wel onderdak kregen bij het Gemeentevervoerbedrijf, in de Remise Lekstraat. Dit hield verband met het naderende 75-jarig jubileum van de Amsterdamse tram dat in 1975 groots gevierd zou gaan worden.

## De Museumtramlijn
Naast ritten met passagiers op het stadsnet en een grote tram- en busoptocht werd ook de eerste fase van de latere Electrische Museumtramlijn Amsterdam bij het Haarlemmermeerstation gerealiseerd. In een in 1973 aangekochte loods konden in 1973-'75 de meeste elders verblijvende Amsterdamse museumtrams onder dak gebracht worden. Dit werd de remise Karperweg, uitvalsbasis van de Museumtramlijn. Bij de opening van de Museumtramlijn in september 1975 waren in Amsterdam zes motorwagens (236, 301, 307, 401, 454, 465) en dertien bijwagens (663, 731, 748, 754, 757, 766, 778, 792, 807, 816, 820, 822 en 946) aanwezig. Alleen de 144 stond nog in Utrecht en de 739 in Weert.
Vanaf de opening van de Museumtramlijn werden ook trams uit andere steden ingezet (zie elders in dit artikel).

## Verdere uitbreiding
Na 1975 werd de collectie Amsterdamse museumtrams in 1977 nog uitgebreid met een drieassig stel in de niet verbouwde vorm (533 en 987), in de jaren tachtig kwamen hier nog enkele motor- en bijwagens bij (o.a. 891, 903, 909, 958, 961, 968). Ook diverse werkwagens werden aan de collectie toegevoegd. Genoemd kunnen worden: de pekelmotorwagens (o.a. P7, H41), rangeermotorwagen R1 (ex-321), railreinigers Rr2 en Rr3 en sneeuwvegers Sv1 en Sv2. Ook de oudste nog bestaande Amsterdamse tram, de bakwagen H2 (gebouwd in 1918 op een onderstel uit 1900) bleef bewaard. Uit pekelmotorwagen H47 werd een dieselelektrische rangeermotorwagen verbouwd, die het oude nummer 330 kreeg; later weer terugvernummerd in H47.
In de jaren zeventig en tachtig werden rijvaardig gerestaureerd (onder andere) de volgende trams: 236, 301, 401, 454, 465, 533, 731, 748, 792, 807, 916, 946 en 987. Bijwagen 766 vertrok naar Scheveningen en werd daar verbouwd tot bijwagen B37 in NZH-stijl, kwam in 2021 terug uit Den Haag naar Amsterdam staat nu in Aalsmeer. De 757 ging naar het trammuseum te Wehmingen (Duitsland).
Een van de grootste lacunes in de Amsterdamse museumtramcollecte was het ontbreken van een open bijwagen. Hierin werd in 1990 voorzien door de nieuwbouw van een replica die het nummer 600 kreeg. De in 1989 verworven motorwagen 470 werd in 1991 terugverbouwd tot bijwagen 916. In 1990 keerde ook Union-motorwagen 144 terug in Amsterdam. Inmiddels was in 1986 de wagenbak van Union-motorwagen 72, die 35 jaar als schuur had dienstgedaan, uit Vijfhuizen (Haarlemmermeer) gerepatrieerd, met de bedoeling hier weer een rijvaardige motorwagen uit te restaureren.

## Eeuwfeest elektrische tram
Het eeuwfeest van de Amsterdamse elektrische tram in 2000 gaf nog eens een stimulans om enkele trams rijvaardig te maken. Zo reed de 144 in september bij de grote tramoptocht voor het eerst in een halve eeuw weer op eigen kracht. Op 24 april 2011 werd deze in dienst gesteld op de Electrische Museumtramlijn.
In de jaren na 2000 werd (onder andere in Den Haag) restauratiewerk verricht aan de 72, 307 en 663, die nu rijvaardig zijn. De 307 en 663 werden na voltooiing van de restauratie op 10 mei 2009 officieel in dienst gesteld, 59 resp. 61 jaar nadat zij buiten dienst waren gesteld. De 72 werd in verband met het jubileum van de Haagse tram in 2004 in de uitvoering van de HTM 2 gebracht. In april 2009 verscheen deze tram voor het eerst weer als Amsterdamse 72, in de oorspronkelijke uitvoering van 1903, (in Den Haag) op straat. Met deze projecten houdt zich de Stichting TramWerk bezig. Op 18 september 2010 reed de Union-motorwagen 72 voor het eerst sinds 1950 weer in Amsterdam. Bijwagen 754 is nog in restauratie en werd hiertoe op 30 december 2020 naar Haarlem overgebracht.
De Amsterdamse railreiniger Rr3 ging in 2004 naar de Tramlijn Nederlands Openluchtmuseum te Arnhem en werd na restauratie in 2006 rijvaardig in dienst gesteld voor het doel waarvoor deze is gebouwd: het schoonhouden van de rails.

### Gelede wagens
Inmiddels gingen ook de oude gelede wagens uit de jaren vijftig, zestig en zeventig buiten dienst. Tussen 1996 en 2004 werden voor museumdoeleinden van de verschillende subseries telkens een of twee exemplaren bewaard, dit betrof de 586, 869, 602, 665, 709, 734 en 776.
Op 8 juni 2011 keerde gelede wagen MPK 800 (ex-GVB 615) terug uit Poznan. Deze bleef in de groene MPK-kleur van Poznan bewaard in Amsterdam. Op 14 februari 2023 vertrok deze weer naar Poznan.
De Amsterdamse gelede wagen 794 werd op 19 augustus 2016 aan de collectie toegevoegd.
Op 14 juni 2021 werden de gelede wagens 820 en 919 aan de collectie toegevoegd.
Ondanks de (onderdak)problemen en vele andere obstakels is in de afgelopen halve eeuw toch een aardig representatieve collectie Amsterdamse museumtrams bewaard gebleven, zij het versnipperd en verspreid over diverse locaties en organisaties. Een aantal van deze trams is rijvaardig aan te treffen op het Amsterdamse tramnet en/of de Electrische Museumtramlijn Amsterdam.

## Niet-Amsterdamse trams
Naast de uit Amsterdam afkomstige museumtrams zijn er sinds 1975 ook trams uit andere steden bij de Museumtramlijn terechtgekomen. Dit betreft trams uit onder andere Den Haag, Rotterdam, Utrecht - Zeist (NBM), Groningen, Kassel, Wenen, Graz en Praag. In de loop der jaren gingen diverse trams weer naar elders. De (meeste) trams uit Kassel, Wenen en Graz zijn tussen 2002 en 2023 weer vertrokken uit Amsterdam.
De Groningse wagen is niet origineel, maar een uit Den Haag afkomstige vrijwel gelijksoortige wagen met hetzelfde bouwjaar in Gronings uiterlijk gebracht. In tegenstelling tot destijds in Groningen, waar de tram op meterspoor reed rijdt de huidige GTG 41 op normaalspoor.
Ook met enkele niet-Amsterdamse trams kan een ritje op de Museumtramlijn gemaakt worden.

## Tramweg-Stichting koopt boedel AOM
In september 2010 werden 55 bewaard gebleven trams overgenomen door de Tramweg Stichting. Het ging om de failliete boedel van het Amsterdams Openbaar Vervoer Museum (AOM). Deze in 1987 opgerichte organisatie (niet te verwarren met de Elektrische Museumtramlijn Amsterdam) had in de loop der jaren een grote aantal trams verzameld en deels gerestaureerd en organiseerde tot 2005 toeristische tramritten door Amsterdam. Dit materieel stond van 1996 tot 2005 opgesteld in de remise Tollensstraat. Deze werd echter bestemd voor andere doeleinden (tot 2010 was dit leegstand), zodat (een deel van) de trams in opdracht van de gemeente in 2005 werden overgebracht naar een loods in Amsterdam-Noord.
Het AOM ging in juni 2010 failliet. De Tramweg-Stichting kocht vervolgens met medewerking van gemeente en particulieren de Amsterdamse trams uit de AOM-boedel aan. Het gaat daarbij om onder meer de Amsterdamse Union 144, de ex-Utrechtse 301, de middeninstapper 946 en het nog te restaureren open bijwagen 606. Het AOM bezat ook trams uit andere steden in binnen- en buitenland, waarvoor een andere bestemming werd gezocht. Het in Amsterdam-Noord gestalde materieel werd in de eerste maanden van 2011 overgebracht naar het Haarlemmermeerstation, naar een loods in Wervershoof en naar museumorganisaties elders.
In Wervershoof verbleven: 236, 321 (ex-H1), 340 (ex-H42), 467; 739, 748, 816, 820; H3 (ex-463), H45 (ex-354), P7 (ex-H37), Rr2, SL2, Sv1, Sv2; H11 (ex-999), H14, H17 (ex-780); vier incomplete wagenbakken: 133, 606, 679, proeflagevloermiddenbak (ex-886).

### Amsterdam Vervoer Museum (AVM)
De door de Tramweg-Stichting in 2010 verworven Amsterdamse museumtrams zijn per 21 november 2014 ondergebracht in een nieuwe Amsterdamse beheersstichting: Stichting Beheer Collectie Amsterdam Vervoer Museum (AVM).

## Opslagloods in Nagele
In december 2014 werd de loods in Wervershoof ontruimd en verhuisden zo'n twintig trams naar elders. De P7 en Rr2 gingen naar de remise Karperweg in Amsterdam. De overige trams vertrokken naar een loods in Nagele, behalve bijwagen 820, die voor sloop werd afgevoerd (het onderstel bleef bewaard). Vanuit Amsterdam ging de H41 naar Nagele en vanuit Overloon verhuisde de H44 daarheen. De NBM 28 verhuisde vanuit Scheveningen via Wervershoof naar Overloon en werd in december 2017 gedoneerd aan tramlijn van Nederlands Openluchtmuseum, maar keerde een paar jaar later terug naar Overloon vanwege mislukken van het restauratieproject. De 822 en H2 verhuisden in 2017 van Overloon naar Nagele. In 2021 werd bijwagen 766 (B37) van de Tramweg-Stichting uit Scheveningen overgebracht naar Nagele.

## Opslagloods in Aalsmeer
In het voorjaar van 2023 werd een loods te Aalsmeer verworven. Vanaf maart 2023 werden diverse trams vanuit de opslag in Nagele en ook uit Amsterdam opgeslagen in Aalsmeer in afwachting op toekomstig herstel. Ook wegens de komende ontruiming van de remise Karperweg in 2024 werden diverse trams uit Amsterdam naar Aalsmeer overgebracht.
Sinds 2023 zijn de volgende trams opgeborgen in Aalsmeer: 1 (ex-301), 321 (ex-H1), 340 (ex-H42), 467, 909, 739, 766 (ex-B37), 780 (kantoorwagen), 822, 961, 709, 869 (ex-569), H2 (open goederenwagen, ex-GTr2), H41 (ex-329), H44 (ex-328), H45 (ex-354), H52 (ex-SL2), Sv1 (sneeuwveger), 133, 606, 679, 886C en HTM 1024. Voorts staat hier metrotreinstel 23. De wagenbak van de 133 werd gesloopt. Ook de Sv2 werd in 2023 gesloopt. In 2024 werden ook de Rr2, HTM 779 en 'NBM' 402 opgeborgen te Aalsmeer. In maart 2024 werden ook de nog in Overloon opgeslagen trams overgebracht naar Aalsmeer. Dit betrof de H39 (ex-334) en NBM 23 en 28 van het Stichts Tram Museum. In juni 2024 verhuisden ook de 916 en NBM 12 naar Aalsmeer waar verder wordt gewerkt aan het herstel. Motorwagen 72 werd zomer 2024 voor reparatie naar Aalsmeer overgebracht. Op deze locatie zijn ook museum-autobussen van o.a. de Stichting BRAM ondergebracht.

## Ontruiming remise Karperweg
Door de ontruiming en sloop in de tweede helft van 2024 van de remise Karperweg achter het Haarlemmermeerstation, sinds 1974 stalling en werkplaats van de Museumtramlijn, moesten de daar aanwezige trams verhuizen. Enkele trams vertrokken in 2023 naar organisaties elders (zie hierboven), andere werden opgeslagen in Aalsmeer en/of gingen naar de remise Lekstraat. In juli 2024 vertrokken als laatsten de H80 en WVB 6011, waarmee na ruim een halve eeuw een einde kwam aan het 'hoofdstuk Karperweg'.
In de tijdelijke loods aan het Jollenpad was vanaf juli 2024 plaats voor negen trams, waarmee de Museumtramlijn vanaf juli 2024 wordt geëxploiteerd: HTM 816, RET 507, NBM 20, 43, 55 en Praag 352 alsmede de werkwagens GVB H47, Bonn A41 en KWRE 122. Ook de WVB 7053 en 7064 werden hier geplaatst.
In de remise Lekstraat bevinden zich (zomer 2024): GVB 144, 1236, 307, 401, 454, 464, 465, 468, 533, 586, 602, 776, 820, 822, 919 en 663, 731, 748, 776, 792, 946, 987. De meeste van deze trams zijn inzetbaar voor ritten op het stadsnet. De 665 stond bij de HWR te Diemen en werd in januari 2025 opgeslagen in een loods in Amsterdam-Noord.

## Materieeloverzicht (stand juni 2025)
(Vette wagennummers zijn bedrijfsvaardig in Amsterdam; cursieve wagennummers zijn uitgeleend)

### Amsterdamse trams
- Motorwagens: 1 (ex-301), 72, 144, 307, 321 (ex-H1), 340 (ex-H42), 401, 454, 464, 465, 467, 468, 469, 474, 533, 891, 902, 903, 909, 1236 (ex-236)
- Bijwagens: 600, 663 (ex-B32), 731, 739, 748, 754, 757, 766 (ex-B37), 776 (ex-721), 780 (kantoorwagen), 792, 822, 916, 946, 958, 961, 968, 987
- Gelede wagens: 586 (ex-886), 602, 665, 709, 776 (Haventram), 794, 800 (ex-615), 820, 822, 869 (ex-569), 904, 919
- Werkwagens: H2 (open goederenwagen, ex-GTr2), H11 (badkuip, ex-999), H14 (platte wagen, ex-M4), H41 (ex-329), H44 (ex-328), H45 (ex-354), H47 (dieselelektrisch, ex-330), H52 (ex-SL2), H80 (dieselloc, ex-H60), H81 (dieselloc), P7 (ex-345), Rr2 (railreiniger), Sv1 (sneeuwveger)
- Incomplete wagenbakken: 606, 679, 886C

### Niet-Amsterdamse trams
- Den Haag (HTM): 779, 816, 1024
- Rotterdam (RET): 507, 1629
- Groningen (GTG): 41 (ex-HTM 267)
- Utrecht – Zeist (NBM): 12 (ex-HTM 256), 20, 43, 55 (ex-GVB 778), 402 (ex-Bonn A43/A44)
- Bonn (SSB): A41 (werkwagen), A47 (platte werkwagen)
- Berlijn (BVG): werkwagens 521, 522, 523 en 531
- Wesel-Rees (KWRE): 122 (werkwagen)
- Hannover (ÜSTRA): 1815 (werkwagen)
- Wenen (WstW-VB): werkwagens: 6011, 7053, 7064
- Praag (EDHMP): 352

### Amsterdamse trams elders
- De Groningse motorwagen 41 is vanaf april 2024 (voor een opknapbeurt) enige tijd uitgeleend naar de Tramlijn Nederlands Openluchtmuseum te Arnhem. Ook open bijwagen 600 verhuisde naar Arnhem, deze keerde in september 2024 terug in Amsterdam.
- Bijwagen 958 vertrok op 12 augustus 2023 naar de Tramlijn Nederlands Openluchtmuseum te Arnhem.
- Motorwagen 903 vertrok op 23 juni 2022 naar de Tramlijn Nederlands Openluchtmuseum te Arnhem.[1]
- Motorwagen 533 was van 23 juli t/m 15 augustus 2021 uitgeleend aan de Tramlijn Nederlands Openluchtmuseum te Arnhem, voor ritten bij het 25-jarig jubileum van de tramlijn.
- Motorwagen 464 en bijwagen 776 (ex-721) en open bijwagen 600 waren van 16 tot 22 juni 2015 uitgeleend aan de Tramlijn Nederlands Openluchtmuseum te Arnhem, voor ritten op een openbaar vervoer feest op 20 en 21 juni. Bijwagen 600 reed daarbij achter motorwagen HTM 274.[2]
- Motorwagen 72 (Union) en open bijwagen 600 waren van juni tot augustus 2012 uitgeleend aan de Tramlijn Nederlands Openluchtmuseum te Arnhem.[3] Vervolgens keerde de 600 terug, terwijl de 72 naar de Tramweg-Stichting te Scheveningen ging. Op 31 december 2016 keerde deze terug in Amsterdam.
- Paardentram: 64 (als RETM 404 in Trammuseum Rotterdam).
- Motorwagens: 891 (Ouwsterhaule), H39 (ex-334) en H46 (ex-339) in Overloon (Stichts Tram Museum); Rr3 (ex-H56) bij de Tramlijn Nederlands Openluchtmuseum (de H46 werd in maart 2024 gesloopt).
- Motorwagen 496 (ex-896) die sinds 2002 op NDSM-werf in Amsterdam-Noord stond als onderkomen van kunstenaars is op 27 september 2016 door brand verloren gegaan en gedoneerd aan de EMA. Hier is hij na geplukt te zijn in april 2021 gesloopt. Op 5 april 2017 nam bijwagen 816 zijn plek in als onderkomen voor kunstenaars.
- Bijwagens: 965 die op NDSM-werf in verwaarloosde toestand stond, is daar verdwenen en is verbouwd tot hotelkamer in de Witte de Withstraat in Amsterdam.
- Gelede trams: 612 (Aalsmeer), 744 (Voorthuizen); geen museumtrams.

### Amsterdamse museumtrams in het buitenland
- Motorwagens: 469 en 902 (Hannoversches Straßenbahn-Museum te Wehmingen), 474 (East Anglia Transport Museum in Engeland).
- Bijwagens: 757 en 968 (Hannoversches Straßenbahn-Museum te Wehmingen).
- Gelede wagen: MPK 805 (Poznan; ex-GVB 610), 904 (Hannoversches Straßenbahn-Museum te Wehmingen).

### Amsterdamse metro
Naast Amsterdamse trams zijn er ook twee Amsterdamse metrostellen als museummaterieel bewaard.
- Metro (M1-M2-M3): 23 ('Zilvermeeuw'); (niet rijvaardig en opgeslagen in Aalsmeer)
- Sneltram (S1-S2): 66 (nog rijvaardig bij het GVB aanwezig en bruikbaar voor instructie)

### Mutaties in het wagenpark sinds 2007
- Op 22 maart 2025 arriveerde in Aalsmeer de Mack-kraanwagen GVB 75, die na het einde van de Tweede Wereldoorlog was overgenomen van het Canadese leger en bij de Amsterdamse tram dienstdeed tot in de jaren tachtig.
- In maart 2025 werden de gelede wagens 734 en 3001 (ex-767) afgevoerd vanaf het Havenstraatterrein waar zij na de sloop van de loodsen waren achtergebleven.
- In januari 2025 werd de RET 1629 ('Rottertram') overgebracht vanuit Rotterdam naar een loods in Amsterdam-Noord. Ook de GVB 665 werd daar opgeborgen.
- In mei 2024 vertrok de Berlijnse motorwagen 3434 voor opslag naar Friesland.
- In maart 2024 werd pekelwagen H46 (ex-339) in Amsterdam gesloopt. Deze verbleef sinds 2005 in Overloon.
- Op 18 oktober 2023 vertrokken vier Weense trams van Amsterdam naar een trammuseum in de Tsjechische stad Ostrava. Dit betrof de 1628, 2614, 4143 en 5290, die sinds 1978, resp. 1987 in Amsterdam verbleven en tussen 1979 en 2022 regelmatig op de Museumtramlijn in bedrijf waren.
- De Amsterdamse sneeuwveger Sv2 werd gesloopt in augustus 2023. Diverse onderdelen werden bewaard voor de sneeuwveger Sv1.
- De Amsterdamse bijwagen 958 vertrok op 12 augustus 2023 naar de Tramlijn Nederlands Openluchtmuseum te Arnhem.
- De Weense motorwagen 110 en bijwagen 1810 zijn op 8 en 15 mei 2023 vertrokken naar het Hannoversches Straßenbahn-Museum te Wehmingen.
- De Amsterdamse rangeermotorwagen 330 werd na een schilderbeurt (oranje/geel) in februari 2023 terugvernummerd in H47.
- Gelede wagen MPK 800 (ex-GVB 615) vertrok op 14 februari 2023 naar Poznan voor het leveren van onderdelen voor de MPK 805 (ex-GVB 610).
- De Amsterdamse bijwagen 807 werd bij de Remise Karperweg gesloopt in januari 2023.
- Op 30 oktober 2022 kwam na een schilderbeurt de (weer gele) gelede wagen 794 in dienst. Ook de gelede wagens 820 en 919 kwamen beschikbaar voor museumtramritten.
- Op 18 september 2022 zijn na restauratie op de Museumtramlijn in dienst gekomen de bijwagens HTM 779 en NBM 55. Ook motorwagen HTM 816 kwam na langdurig herstel weer op de baan. Hiermee is er voor het eerst sinds 1975 een Haags tramstel in dienst gekomen op de Museumtramlijn: HTM 816 + 779. Motorwagen NBM 20 beschikt nu naast de al langer rijdende bijwagen NBM 43 nu ook over de NBM 55, verbouwd uit de Amsterdamse bijwagen 778.
- Motorwagen GVB 1236 (ex-236) en bijwagen 748 zijn op 23 juli 2022 na restauratiewerk door Stichting TramWerk in dienst gesteld voor ritten in Amsterdam.
- PCC-car HTM 1024 vertrok op 12 juli 2022 in bruikleen naar de Tramlijn Nederlands Openluchtmuseum te Arnhem. Op 7 oktober 2022 keerde deze terug in Amsterdam.
- De Amsterdamse motorwagen 903 vertrok op 23 juni 2022 naar de Tramlijn Nederlands Openluchtmuseum te Arnhem.[1]
- De Amsterdamse motorwagen H3 (ex-463) werd bij de Remise Karperweg gesloopt in januari 2022.
- Op 13 oktober 2021 vertrok dubbelgelede tram 904 naar het Hannoversches Straßenbahn-Museum te Wehmingen.[4]
- De Haagse bijwagen 779 kwam op 9 oktober 2021 vanuit het Openluchtmuseum in Arnhem naar de Remise Karperweg in Amsterdam. Deze bijwagen bevond zich sinds 2014 in Den Haag, en was sinds april 2021 in Arnhem, ter gelegenheid van het 25-jarig jubileum van de tramlijn in het Openluchtmuseum.
- De Amsterdamse bijwagen 766, sinds 1989 bij de Tramweg-Stichting in Scheveningen in gebruik als bijwagen B37, vertrok daar op 6 augustus 2021 en werd opgeslagen in Nagele (Noordoostpolder), met de bedoeling deze t.z.t. in dienst te stellen onder zijn oorspronkelijke nummer 766.[5]
- Motorwagen GVB 1236 (ex-236) en bijwagen 748 zijn op 26 juni 2021 na restauratiewerk door Stichting TramWerk overgebracht van Den Haag naar de Remise Karperweg in Amsterdam.
- Op 14 juni 2021 werden de dubbelgelede trams 820 en 919 overgedragen aan de Museumtramlijn.[6]
- Op 30 december 2020 werd de Amsterdamse bijwagen 754 overgebracht naar het De werkplaats van Stichting De Nieuwe Blauwe Tram te Haarlem te Haarlem, waar deze wordt gerestaureerd door de Stichting TramWerk.
- Op 15 augustus 2020 vertrok de HTM 1227 naar het Haags Openbaar Vervoer Museum t.b.v. de Tourist Tram.
- Op 5 oktober 2018 werd het wagenpark uitgebreid met de GVB H1, een hybride rail/wegvoertuig met platte laadvloer, merk Translok, type DH60. Dit voertuig deed voorheen dienst bij de Hoofdwerkplaats Rail in Diemen.
- Bijwagen GVB 946 keerde op 15 juli 2017 na restauratie in Den Haag (Stichting TramWerk) terug naar de Remise Lekstraat en werd vanaf november 2017 weer ingezet voor vervoer van passagiers.
- Motorwagen HTM 2 is op 28 december 2016 overgebracht van de Tramweg-Stichting te Scheveningen naar de Remise Lekstraat en weer vernummerd in GTA 72.
- Motorwagen GVB 1 is op 28 december 2016 overgebracht van het Trammuseum Rotterdam naar de Remise Karperweg.
- De Amsterdamse bijwagen 816 is op 10 december 2016 overgebracht van Nagele naar de Remise Karperweg. De wagen werd opgeknapt en is bestemd voor Stichting Trammeland op het NDSM-terrein. Hij werd op 5 april 2017 daarheen getransporteerd.
- Dubbelgelede tram GVB 794 werd op 19 augustus 2016 overgedragen aan de Museumtramlijn.
- De Hamburgse motorwagen 3600 is na 37 jaar teruggekeerd naar Duitsland. In 1979 kwam deze naar Amsterdam, op 16 juni 2016 vertrok deze naar het Hannoversches Straßenbahn-Museum.
- Na een stilstand van elf jaar is de Amsterdamse enkelgelede tram 586 weer rijvaardig gemaakt en op 29 mei 2016 in dienst gesteld op de Museumtramlijn.
- Motorwagen GVB 236, bijwagen 748 en de truck van 820 zijn op 21 mei 2016 voor restauratie overgebracht van Nagele naar Den Haag (Stichting TramWerk).
- Na een stilstand van negen jaar is de Amsterdamse motorwagen 464 weer rijvaardig gemaakt en op 5 april 2015 in dienst gesteld op de Museumtramlijn. De bijbehorende bijwagen 721 werd vernummerd in 776 en na een opknapbeurt in juni 2015 weer in dienst gesteld.
- Motorwagen GVB 1 is op 26 januari 2015 overgebracht van de Remise Nieuwegein naar het Trammuseum Rotterdam.
- De Amsterdamse bijwagen 820 is op 6 januari 2015 voor sloop afgevoerd, het onderstel bleef bewaard.
- Na een stilstand van negen jaar is de Weense motorwagen 110 weer rijvaardig gemaakt en op 29 juni 2014 in dienst gesteld op de Museumtramlijn. De bijbehorende Weense bijwagen 1810 werd na herstel in dienst gesteld op 14 december 2014.
- Bijwagen HTM 779 is op 25 april 2014 voor voltooiing van de restauratie, die in 2012 is gestart, overgebracht naar Den Haag (Stichting TramWerk). PCC HTM 1227 kwam in ruil hiervoor naar Amsterdam. De restauratie van 779 was gereed in oktober 2014. De wagen bleef voorlopig in Scheveningen. De HTM 58 en 779 zijn inmiddels in bezit van de "Stichting de Wassenaarse Tram". Op 15 augustus 2020 vertrok de 1227 naar het Haags Openbaar Vervoer Museum t.b.v. de Tourist Tram.
- Bijwagen GVB 946 is op 12 april 2014 voor restauratie overgebracht naar Den Haag (Stichting TramWerk).
- Motorwagen GVB 891 is op 11 januari 2013 in bruikleen vertrokken van de Museumtramlijn naar het NOV in Ouwsterhaule in Friesland.
- Motorwagen NBM 20 is op 21 september 2012 na een jarenlang restauratieproces in dienst gesteld. Samen met bijwagen NBM 43 wordt nu een tramstel gevormd van de vroegere tramlijn Utrecht - Zeist.
- Bijwagen HTM 779 keerde op 22 juni 2012 ongerestaureerd weer terug uit Rotterdam.
- Motorwagen GVB 1 is op 26 april 2012 overgebracht naar de Remise Nieuwegein van de Sneltram Utrecht.
- Motorwagen Kassel 224 is op 14 juni 2011 afgevoerd. Het onderstel bleef bewaard. Deze motorwagen was de eerste en de laatste van de trams uit Kassel die tussen 1981 en 2011 in Amsterdam verbleven.
- Op 8 juni 2011 keerde gelede wagen MPK 800 (ex-GVB 615) terug uit Poznan. Deze bleef in de groene MPK-kleur van Poznan bewaard in Amsterdam en ging in februari 2023 terug naar Poznan.
- Na een stilstand van zes jaar is de Amsterdamse dubbelgelede tram 602 op 24 april 2011 in dienst gesteld op de Museumtramlijn.
- Op 24 april 2011 werd de Union-motorwagen 144 sinds de restauratie in 2000 voor het eerst ingezet op de Museumtramlijn.
- Motorwagen HTM 1227 is op 21 april 2011 vertrokken naar de Tramweg-Stichting in Scheveningen.
- In ruil voor de naar Graz teruggekeerde trams is de Amsterdamse drieasser 902 van Graz overgebracht naar het Hannoversches Straßenbahn-Museum.
- Bijwagen Graz 350B is op 18 april 2011 vertrokken naar Graz.
- Bijwagen Graz 319B is in april 2011 vertrokken naar Graz.
- Motorwagen Kassel 310 is in april 2011 verkocht en overgebracht naar MPK Gorzow (Polen).
- Motorwagen Graz 206 is op 5 april 2011 vertrokken naar Graz.
- Bijwagen GVB 968 is op 31 maart 2011 uitgeleend en overgebracht naar het Hannoversches Straßenbahn-Museum.
- Motorwagen Kassel 305 is op 30 maart 2011 verkocht en overgebracht naar MPK Gorzow (Polen).
- Motorwagen GVB 469 is op 28 maart 2011 uitgeleend en overgebracht naar het Hannoversches Straßenbahn-Museum.
- Bijwagen HTM 779 is op 25 maart 2011 overgebracht naar de Centrale Werkplaats van de RET (Rotterdam) om daar gerestaureerd te worden.
- Motorwagens HTM 1308 en 2104 zijn op 19 maart 2011 overgebracht naar Den Haag voor technische controle voor het gebruik in Brussel; de trams zijn tussen 30 mei en 2 juni 2011 overgebracht naar Brussel, voorlopig voor twee jaar.
- Motorwagen Kassel 212 is op 26 februari 2011 overgebracht naar Controversy Tram-Inn te Hoogwoud (Noord-Holland).
- Motorwagens H2, H40 en Wenen 6414 zijn op 21 januari 2011 gesloopt.
- Motorwagen RET 130 is op 7 december 2010 teruggekeerd naar Rotterdam (RoMeO).
- Op 18 september 2010 reed de Union-motorwagen 72 sinds de restauratie in 2004 voor het eerst in Amsterdam.
- Op 18 september 2010 werd de RET-motorwagen 507 na herstel weer in dienst gesteld.
- Motorwagen WLB 28 is op 27 februari 2010 afgevoerd. Hiermee is de laatste WLB-tram uit het wagenpark verdwenen. De tram is in februari 2011 als horecagelegenheid opgesteld op het Carrascoplein bij Station Amsterdam Sloterdijk. Deze stond daar tot 2017 en ging daarna naar 'Camping Dijk en Meer' in Andijk.
- Werkwagen H81 (dieselloc) is op 20 januari 2010 overgebracht van de Hoofdwerkplaats Rail in Diemen naar de Remise Lekstraat. Officiële overdracht was op 1 januari 2010.
- Werkwagen H80 (dieselloc) is op 28 december 2009 overgebracht van de Hoofdwerkplaats Rail in Diemen naar de Remise Karperweg. Officiële overdracht was op 1 januari 2010.
- Bijwagen GTr 663 is in mei 2009 teruggekeerd in Amsterdam en in mei in dienst gesteld.
- Motorwagen GTr 307 is in april 2009 teruggekeerd in Amsterdam en in mei in dienst gesteld.
- Werkwagen Essen 652 is in april 2009 bedrijfsvaardig gerestaureerd voor de Bestuursregio Utrecht (BRU) voor gebruik op de sneltramlijnen in Utrecht.
- Motorwagen RET 507 is in april 2009 voor restauratie overgebracht naar Den Haag (Stichting TramWerk) en in december 2009 teruggekeerd in Amsterdam.
- Motorwagen HTM 58 is in april 2008 voor restauratie teruggekeerd naar Den Haag (Stichting TramWerk). De restauratie was gereed in maart 2014. De wagen blijft voorlopig in Scheveningen.
- Bijwagen WVB 5312 is in maart 2008 teruggekeerd naar Wenen en op 30 mei 2010 gerestaureerd in gebruik genomen.
- Bijwagen RET 1040 is in december 2007 teruggekeerd naar Rotterdam (RoMeO).

### Materieeloverzicht[7][8]
| Nummer                                         | Herkomst           | Bouwjaar (fabriek)               | Opmerkingen |
| ---------------------------------------------- | ------------------ | -------------------------------- | --- |
| Amsterdamse motorwagens                        |                    |                                  | |
| 1 (ex-301)                                     | GTA                | 1927 (Werkspoor)                 | Ex-GTU 75 in 1939. Buiten dienst in 1961; museumtram sinds 1967; restauratie gereed in 1978; buiten dienst sinds 2005; in 2018 in restauratie |
| 72 (ex-HTM 2)                                  | GTA                | 1903 (Raab)                      | Buiten dienst in 1951. Van 1952 tot 1985 tuinhuisje In Vijfhuizen; museumtram sinds 1985; herbouwd in dienst gesteld in 2004 in Den Haag als HTM 2; in Amsterdam als 72 in dienst gesteld in 2011                                                          |
| 144                                            | GTA                | 1904 (Raab)                      | Buiten dienst in 1950. Van 1954 tot 1990 in het Nederlands Spoorwegmuseum, Utrecht; museumtram sinds 1990; in dienst gesteld in 2011 |
| 1236 (ex-236)                                  | GTA                | 1913 (Werkspoor)                 | Buiten dienst in 1960; museumtram sinds 1967; restauratie gereed in 1971; buiten dienst sinds 2005; in 2016 in restauratie; na herstel weer dienstvaardig in 2022                                                                                          |
| 307 (ex-407)                                   | GTA                | 1911 (Werkspoor)                 | Tot 1914 bijwagen 407. Buiten dienst in 1950. Van 1954 tot 1969 in NTM Weert; museumtram sinds 1969; restauratie gereed in 2009 |
| 321 (ex-H1)                                    | GTA                | 1918 (Werkspoor)                 | Buiten dienst in 1957; van 1959 tot 1991 Rangeerwagen Centrale Werkplaats; museumtram sinds 1991 |
| 340 (ex-H42)                                   | GTA                | 1919 (Werkspoor)                 | Buiten dienst in 1956; in 1956 verbouwd tot pekelwagen; museumtram sinds 1989 |
| 401                                            | GTA                | 1929 (Werkspoor)                 | Buiten dienst in 1967; museumtram sinds 1967; restauratie gereed in 1975; buiten dienst sinds 2014; in 2018 in restauratie; na herstel weer dienstvaardig in 2020                                                                                          |
| 454 (ex-917)                                   | GTA                | 1929 (Beijnes)                   | Tot 1936 bijwagen 917. Buiten dienst in 1968; museumtram sinds 1968; restauratie gereed in 1985; buiten dienst sinds 2016; na herstel weer dienstvaardig in 2020                                                                                           |
| 464 (ex-912)                                   | GTA                | 1929 (Beijnes)                   | Tot 1937 bijwagen 912. Buiten dienst in 1968; museumtram sinds 1970 |
| 465 (ex-911)                                   | GTA                | 1929 (Beijnes)                   | Tot 1937 bijwagen 911. Buiten dienst in 1968; museumtram sinds 1975 |
| 467 (ex-919)                                   | GTA                | 1929 (Beijnes)                   | Tot 1937 bijwagen 909. Buiten dienst in 1968; museumtram sinds 1975 |
| 468 (ex-915)                                   | GTA                | 1929 (Beijnes)                   | Tot 1937 bijwagen 915. Buiten dienst in 1968; museumtram sinds 1975 |
| 533 (ex-933)                                   | GVB                | 1950 (Werkspoor)                 | Drieasser. Buiten dienst in 1974; museumtram sinds 1977 |
| 909 (ex-509)                                   | GVB                | 1949 (Werkspoor)                 | Drieasser. Buiten dienst in 1979; museumtram sinds 1980 |
| Amsterdamse gelede wagens                      |                    |                                  | |
| 586 (ex-886)                                   | GVB                | 1959 (Beijnes)                   | Gelede tram. Van 1972 tot 1995 dubbelgelede wagen 886; buiten dienst in 1994; museumtram sinds 1995 |
| 602                                            | GVB                | 1959 (Beijnes)                   | Gelede tram. Buiten dienst in 2003; museumtram sinds 2003 |
| 665                                            | GVB                | 1964 (Werkspoor)                 | Gelede tram. Buiten dienst in 2003; museumtram sinds 2003 |
| 709                                            | GVB                | 1968 (Werkspoor)                 | Gelede tram. Buiten dienst in 2004; museumtram sinds 2004 |
| 776                                            | GVB                | 1975 (LHB)                       | Gelede tram. Buiten dienst in 2003; museumtram sinds 2003 |
| 794                                            | GVB                | 1979 (LHB)                       | Gelede tram. Buiten dienst in 2016; museumtram sinds 2016 |
| 820                                            | GVB                | 1991 (BN)                        | Gelede tram. Buiten dienst in 2021; museumtram sinds 2021 |
| 869 (ex-569)                                   | GVB                | 1957 (Werkspoor)                 | Gelede tram. Van 1957 tot 1972 enkelgelede wagen 569. Buiten dienst in 1994; museumtram sinds 1995 |
| 919                                            | GVB                | 1990 (BN)                        | Gelede tram. Buiten dienst in 2021; museumtram sinds 2021 |
| Amsterdamse bijwagens                          |                    |                                  | |
| 600                                            | GTA                | 1890 (Werkspoor)                 | Buiten dienst in 1943. Oorspronkelijke bijwagen in 1948 gesloopt. Replica gebouwd in 1990 |
| 663 (ex-NZH B32)                               | GTA                | 1912 (Werkspoor)                 | In 1940 naar NZH Haarlem (B32). Buiten dienst in 1948. Van 1948 tot 1967 in NTM Weert; museumtram sinds 1967; restauratie gereed in 2009 |
| 731                                            | GTA                | 1914 (Werkspoor)                 | Buiten dienst in 1968; museumtram sinds 1970; restauratie gereed in 1985 |
| 739                                            | GTA                | 1914 (Werkspoor)                 | Buiten dienst in 1968. Van 1968 tot 1990 in NTM Weert; museumtram sinds 1990 |
| 748                                            | GTA                | 1916 (Werkspoor)                 | Buiten dienst in 1967; museumtram sinds 1967; restauratie gereed in 1971; in 2016 in restauratie; na herstel weer dienstvaardig in 2022 |
| 754                                            | GTA                | 1916 (Werkspoor)                 | Buiten dienst in 1967; museumtram sinds 1967; in 2020 in restauratie |
| 776 (ex-721)                                   | GTA                | 1914 (Werkspoor)                 | Buiten dienst in 1968; museumtram sinds 1970; in 2015 vernummerd 721 –> 776 |
| 792                                            | GTA                | 1917 (Werkspoor)                 | Buiten dienst in 1968; museumtram sinds 1970; restauratie gereed in 1985 |
| 822                                            | GTA                | 1918 (Werkspoor)                 | Buiten dienst in 1966; museumtram sinds 1967; in 2005 naar Overloon; in 2017 naar Nagele; in 2023 naar Aalsmeer |
| 916 (ex-470)                                   | GTA                | 1929 (Werkspoor)                 | Tot 1937 bijwagen 916. Van 1937 tot 1990 motorwagen 470. Buiten dienst in 1970; museumtram sinds 1989; restauratie gereed in 1995 |
| 946                                            | GTA                | 1930 (Allan)                     | Buiten dienst in 1957; van 1958 tot 1968 in NTM Weert; museumtram sinds 1968; naar Amsterdam in 1974; restauratie gereed in 1975 en 2017 |
| 961                                            | GVB                | 1949 (Werkspoor)                 | Drieasser. Buiten dienst in 1983; museumtram sinds 1988 |
| 987                                            | GVB                | 1950 (Werkspoor)                 | Drieasser. Buiten dienst in 1974; museumtram sinds 1977 |
| Amsterdamse werkwagens                         |                    |                                  | |
| Gtr2 (ex-H2)                                   | GTA                | 1900 / 1918 (Werkspoor)          | Open bakwagen op truck serie 1-5. Buiten dienst in 1975; museumtram sinds 1975; in 2005 naar Overloon; in 2017 naar Nagele; in 2023 naar Aalsmeer |
| H11 (ex-999)                                   | GVB                | 1950 (Werkspoor)                 | Drieasser. Buiten dienst in 1981; in 1982 verbouwd tot 'badkuipwagen'; museumtram sinds 1996 |
| H14 (ex-T2)                                    | GTA                | 1914 / 1956 (Werkspoor / GVB-CW) | Platte wagen, op onderstel bijwagen 788 / 717; museumtram sinds 1990 |
| H17 (ex-780)                                   | GTA                | 1917 (Werkspoor)                 | Buiten dienst in 1968; in 1968 verbouwd tot kantoorwagen; museumtram sinds 1996 |
| H41 (ex-329)                                   | GTA                | 1918 (Werkspoor)                 | Buiten dienst in 1957; in 1958 verbouwd tot pekelwagen; museumtram sinds 1996 |
| H43 (ex-322)                                   | GTA                | 1918 (Werkspoor)                 | Buiten dienst in 1956; in 1956 verbouwd tot pekelwagen; museumtram sinds 1996 |
| H44 (ex-328)                                   | GTA                | 1918 (Werkspoor)                 | Buiten dienst in 1956; in 1956 verbouwd tot pekelwagen; museumtram sinds 1989 |
| H45 (ex-354)                                   | GTA                | 1919 (Werkspoor)                 | Buiten dienst in 1956; in 1956 verbouwd tot pekelwagen; museumtram sinds 1989 |
| H47 (ex-330)                                   | GTA                | 1918 (Werkspoor)                 | Buiten dienst in 1956; in 1956 verbouwd tot pekelwagen; museumtram sinds 1989; verbouwd tot dieselelektrische rangeerwagen 330 in 1993; terugvernummerd tot H47 in 2023                                                                                    |
| P7 (ex-345; H37)                               | GTA                | 1919 (Werkspoor)                 | Buiten dienst in 1957; in 1958 verbouwd tot pekelwagen; museumtram sinds 1989 |
| H52 (ex-SL2)                                   | GTA                | 1910 / 1953 (Werkspoor)          | Slijpwagen; museumtram sinds 1987 |
| Rr2                                            | GTA                | 1912 (V.I.W.)                    | Railreiniger; museumtram sinds 1978 |
| Sv1                                            | GTA                | 1905 (Mac Guire Cummings)        | Sneeuwveger; museumtram sinds 1991 |
| H80 (ex-H60)                                   | GVB                | 1941 (Du Croo & Brauns)          | Dieselloc. Sinds 1986 in gebruik als werkwagen bij het GVB; museumtram sinds 2010 |
| H81 (ex-W1)                                    | GVB                | 1939 (Orenstein & Koppel)        | Dieselloc. Sinds 1961 in gebruik als werkwagen bij het GVB; museumtram sinds 2010 |
| Losse wagenbakken                              |                    |                                  | |
| 606                                            | GTA                | 1912 (Allan)                     | Van 1948 tot 1980 tuinhuisje bij Kinselmeer |
| 679                                            | GTA                | 1913 (Waggonfabrik Uerdingen)    | Van 1950 tot 1996 tuinhuisje bij Kinselmeer |
| 886C                                           | GVB                | 1972 / 1987 (Düwag)              | Proef-lagevloer-middenbak. Buiten dienst in 1990; museumtram in 1990 |
| Niet-Amsterdamse trams in Amsterdam            |                    |                                  | |
| 816                                            | HTM                | 1927 (Allan)                     | Buiten dienst in 1965; museumtram sinds 1976; in 1977 naar Amsterdam |
| 779                                            | HTM                | 1929 (La Brugeoise)              | Buiten dienst in 1965; museumtram sinds 1970; in 1977 naar Amsterdam; in 2014 naar Den Haag; in 2021 naar Amsterdam |
| 1024                                           | HTM                | 1952 (La Brugeoise)              | PCC-car. Buiten dienst in 1981; museumtram sinds 1982; in 1982 naar Amsterdam |
| 507                                            | RET                | 1931 (Allan)                     | Rotterdamse vierasser. Buiten dienst in 1970; museumtram sinds 1970; in 1975 naar Amsterdam |
| 41                                             | GTG                | 1921 (HAWA)                      | Ex-HTM 267. Buiten dienst in 1963; pekelwagen H16 in 1965; museumtram sinds 1976; in 1976 naar Amsterdam; in 1981 in Groningen verbouwd tot GTG 41. Restauratie gereed in 1981; tweede restauratie gereed in 1992. Vanaf april 2024 uitgeleend naar Arnhem |
| 12                                             | NBM                | 1919 (HAWA)                      | Ex-HTM 256. Buiten dienst in 1963; pekelwagen H12 in 1965; museumtram sinds 1980; in 1980 naar Amsterdam; sinds 1994 in restauratie / verbouwing tot NBM 12 (Stichts Tram Museum)                                                                          |
| 20                                             | NBM                | 1910 (Allan)                     | Buiten dienst in 1949; van 1949 tot 1966 bij de KWRE (Duitsland); museumtram sinds 1966 (TS); in 1978 naar Amsterdam; restauratie voltooid in 2012 (Stichts Tram Museum)                                                                                   |
| 43                                             | NBM                | 1916 (Allan)                     | Buiten dienst in 1949; van 1949 tot 1966 bij de KWRE (Duitsland); museumtram sinds 1966 (TS); in 1977 naar Amsterdam; restauratie voltooid in 2006 (Stichts Tram Museum)                                                                                   |
| 55 (ex-GVB 778)                                | NBM                | 1917 (Werkspoor)                 | Buiten dienst in 1966; museumtram sinds 1967; sinds 1990 in restauratie / verbouwing tot NBM 55; voltooid in 2021 (Stichts Tram Museum) |
| 402 (ex-SSB Bonn)                              | NBM                | 2006                             | Bagagewagen. Replica gebouwd op basis van Bonner goederenwagens A44/A45 (Stichts Tram Museum) |
| Buitenlandse trams in Amsterdam                |                    |                                  | |
| A41                                            | SSB Bonn           | 1959 (Esslingen)                 | Werkmotorwagen voor baanonderhoud; in 1989 naar Amsterdam |
| A47                                            | SSB Bonn           | …                                | Platte wagen voor baanonderhoud; in 1989 naar Amsterdam |
| 521                                            | BVG Berlin         | 1920 (HAWA)                      | Bakwagen; in 1991 naar Amsterdam |
| 522                                            | BVG Berlin         | 1920 (HAWA)                      | Bakwagen; in 1991 naar Amsterdam |
| 523                                            | BVG Berlin         | 1920 (HAWA)                      | Bakwagen; in 1991 naar Amsterdam |
| 531                                            | BVG Berlin         | 1898 (Falkenried)                | In 1991 naar Amsterdam |
| 1815                                           | Hannover           | 1925 (HAWA)                      | Platte wagen; in 1991 naar Amsterdam |
| 122                                            | Wesel-Rees (KWRE)  | …                                | Bovenleidingmontagewagen. Verworven in 1967; in 1974 naar Amsterdam |
| 6011                                           | WVB Wenen          | 1912 (Simmering)                 | Type SP; in 1985 naar Amsterdam. Kraanwagen |
| 7053                                           | WVB Wenen          | 1916 (Simmering)                 | Type gm; in 1987 naar Amsterdam. Bakwagen |
| 7064                                           | WVB Wenen          | 1916 (Simmering)                 | Type gm; in 2007 naar Amsterdam. Bakwagen |
| 352                                            | EDHMP Praag        | 1915 (Ringhoffer)                | In 1987 naar Amsterdam |
| Amsterdamse museumtrams elders                 |                    |                                  | |
| AOM 64                                         | AOM                | 1880 (Beijnes)                   | Paardentram; in 1915 verkocht naar Rotterdam, museumtram aldaar sinds 1931 |
| 469 (ex-H9)                                    | GTA                | 1929 (Beijnes)                   | Tot 1937 bijwagen 914. Buiten dienst in 1968; rangeerwagen tot 1992; museumtram sinds 1992; in 2011 naar Wehmingen (D) |
| 474 (ex-909)                                   | GTA                | 1929 (Beijnes)                   | Tot 1938 bijwagen 909. Buiten dienst in 1968; museumtram sinds 1975; in 1980 naar East Anglia Transport Museum (GB) |
| 757                                            | GTA                | 1916 (Werkspoor)                 | Buiten dienst in 1968; museumtram sinds 1970; in 1982 naar Wehmingen (D) |
| 766 (NZH B37)                                  | GTA                | 1917 (Werkspoor)                 | Buiten dienst in 1966; museumtram sinds 1967; naar Scheveningen in 1981; restauratie gereed in 1989 als NZH B37; in 2021 overgebracht naar Nagels; in 2023 naar Aalsmeer                                                                                   |
| 816                                            | GTA                | 1918 (Werkspoor)                 | Buiten dienst in 1967; museumtram sinds 1967; naar NDSM-werf in 2017 |
| 891 (ex-491)                                   | GVB                | 1948 (Werkspoor)                 | Drieasser. Buiten dienst in 1983; museumtram sinds 1988; in 2013 naar Ouwsterhaule |
| 902 (ex-502)                                   | GVB                | 1949 (Werkspoor)                 | Drieasser. Buiten dienst in 1982; museumtram sinds 1988; in 1988 naar Graz (A), in 2011 naar Wehmingen (D) |
| 903 (ex-503)                                   | GVB                | 1949 (Werkspoor)                 | Drieasser. Buiten dienst in 1981; museumtram sinds 1988; in 2022 naar Arnhem |
| 958                                            | GVB                | 1949 (Werkspoor)                 | Drieasser. Buiten dienst in 1982; museumtram sinds 1988; in 2023 naar Arnhem |
| 965                                            | GVB                | 1949 (Werkspoor)                 | Drieasser. Buiten dienst in 1983; museumtram sinds 1988; in 2002 naar NDSM-werf, daar verdwenen in 2014 en daarna in gebruik als hotelkamer in Amsterdam                                                                                                   |
| 968                                            | GVB                | 1949 (Werkspoor)                 | Drieasser. Buiten dienst in 1983; museumtram sinds 1988; in 2011 naar Wehmingen (D) |
| MPK 805 (Ex-GVB 610)                           | GVB                | 1959 (Beijnes)                   | Gelede tram; Buiten dienst in 2003; in 2003 naar Poznan (PL); buiten dienst in 2011; museumtram sinds 2011; in 2023 teruggekeerd naar Poznan |
| 904                                            | GVB                | 1990 (BN)                        | Gelede tram; Buiten dienst in 2021; museumtram sinds 2021; in 2021 naar Wehmingen (D) |
| H39 (ex-334)                                   | GTA                | 1918 (Werkspoor)                 | Buiten dienst in 1957; in 1958 verbouwd tot pekelwagen; museumtram sinds 1989; in 2005 naar Stichts Tram Museum; Overloon; in maart 2024 overgebracht naar Aalsmeer                                                                                        |
| Rr3 (ex-H56)                                   | GVB                | 1958 (Schörling)                 | Buiten dienst in 1988; museumtram sinds 1989; in 2005 naar Arnhem |
| Amsterdamse museumtrams gesloopt               |                    |                                  | |
| 133                                            | GTA                | 1904 (Raab)                      | Van 1950 tot 1989 tuinhuisje in Friesland; alleen wagenbak; gesloopt in 2023 |
| 572 (ex-872)                                   | GVB                | 1959 (Beijnes)                   | Gelede tram. Van 1973 tot 1995 dubbelgelede wagen 872. Museumtram Sinds 1994; in 2002 naar NDSM-werf, daar in 2005 gesloopt |
| 734                                            | GVB                | 1974 (LHB)                       | Gelede tram. Buiten dienst in 2002; museumtram sinds 2003; in 2025 afgevoerd |
| 767 (ex-3001)                                  | GVB                | 1975 (LHB)                       | Gelede tram. Buiten dienst in 2002; verbouwd tot 'RedCrosser' in 2003; buiten dienst in 2016; in 2025 afgevoerd |
| 892 (ex-492)                                   | GVB                | 1948 (Werkspoor)                 | Drieasser. Buiten dienst in 1982; museumtram sinds 1988; in 2002 naar NDSM-werf, daar in 2005 gesloopt |
| 896 (ex-496)                                   | GVB                | 1949 (Werkspoor)                 | Drieasser. Buiten dienst in 1983; museumtram sinds 1988; in 2002 naar NDSM-werf, daar verbrand in 2016; onderstel bewaard gebleven |
| 922 (ex-522)                                   | GVB                | 1950 (Werkspoor)                 | Drieasser. Buiten dienst in 1983; museumtram sinds 1988; naar Barneveld in 2005 |
| 972 (ex-572)                                   | GVB                | 1950 (Werkspoor)                 | Drieasser. Buiten dienst in 1982; museumtram sinds 1988; in 2002 naar NDSM-werf, daar in 2005 gesloopt |
| H2 (ex-911)                                    | GVB                | 1949 (Werkspoor)                 | Buiten dienst in 1970; in 1974 verbouwd tot transportwagen; museumtram sinds 1983; in 2011 gesloopt |
| H3 (ex-463)                                    | GTA                | 1930 (Beijnes)                   | Tot 1937 bijwagen 926. Buiten dienst in 1968; rangeerwagen tot 1992; museumtram sinds 1992; in 2022 gesloopt |
| H31 (ex-341)                                   | GTA                | 1918 (Werkspoor)                 | Buiten dienst in 1957; van 1962 tot 1995 pekelwagen; museumtram sinds 1996 in 2002 naar NDSM-werf, daar in 2005 gesloopt |
| H32 (ex-343)                                   | GTA                | 1918 (Werkspoor)                 | Buiten dienst in 1957; van 1959 tot 1995 pekelwagen; museumtram sinds 1996; in 2005 naar Goes; in 2012 gesloopt |
| H33 (ex-347)                                   | GTA                | 1918 (Werkspoor)                 | Buiten dienst in 1957; van 1959 tot 1995 pekelwagen; museumtram sinds 1996 in 2002 naar NDSM-werf, daar in 2005 gesloopt |
| H34 (ex-336)                                   | GTA                | 1918 (Werkspoor)                 | Buiten dienst in 1957; van 1959 tot 1995 pekelwagen; museumtram sinds 1996; in 1995 naar Arnhem; in 1998 gesloopt |
| H35 (ex-335)                                   | GTA                | 1918 (Werkspoor)                 | Buiten dienst in 1957; van 1958 tot 1995 pekelwagen; museumtram sinds 1996; in 2005 naar Hoorn; in 2005 gesloopt |
| H36 (ex-344)                                   | GTA                | 1918 (Werkspoor)                 | Buiten dienst in 1957; van 1958 tot 1995 pekelwagen; museumtram sinds 1996; in 2005 naar Hoorn; in 2005 gesloopt |
| H38 (ex-348)                                   | GTA                | 1918 (Werkspoor)                 | Buiten dienst in 1957; van 1958 tot 1986 pekelwagen; museumtram sinds 1986; in 1987 gesloopt |
| H40 (ex-346)                                   | GTA                | 1918 (Werkspoor)                 | Buiten dienst in 1957; van 1958 tot 1995 pekelwagen; museumtram sinds 1996; in 2011 gesloopt |
| H46 (ex-339)                                   | GTA                | 1918 (Werkspoor)                 | Buiten dienst in 1956; in 1956 verbouwd tot pekelwagen; museumtram sinds 1989; in 2005 naar Stichts Tram Museum; Overloon; in maart 2024 in Amsterdam gesloopt                                                                                             |
| H48 (ex-472)                                   | GTA                | 1930 (Beijnes)                   | Tot 1937 bijwagen 927. Buiten dienst in 1964. Van 1964 tot 1995 pekelwagen; museumtram sinds 1989. Naar Barneveld in 2005 |
| H49 (ex-471)                                   | GTA                | 1929 (Beijnes)                   | Tot 1937 bijwagen 907. Buiten dienst in 1965. Van 1965 tot 1995 pekelwagen; museumtram sinds 1996; in 2002 naar NDSM-werf, daar in 2005 gesloopt |
| H50 (ex-466)                                   | GTA                | 1929 (Beijnes)                   | Tot 1937 bijwagen 906. Buiten dienst in 1966. Van 1966 tot 1995 pekelwagen; museumtram sinds 1996. Kop bewaard in studentencafé LAX. Naar Barneveld in 2005                                                                                                |
| Sv2                                            | GTA                | 1912 (Mac Guire Cummings)        | Sneeuwveger; museumtram sinds 1991; in 2023 gesloopt |
| 807                                            | GTA                | 1918 (Werkspoor)                 | Buiten dienst in 1967; museumtram sinds 1967; restauratie gereed in 1983; in 2023 gesloopt |
| 820                                            | GTA                | 1918 (Werkspoor)                 | Buiten dienst in 1966; museumtram sinds 1967; in 2015 gesloopt |
| 846                                            | GTA                | 1921 (HAWA)                      | Buiten dienst in 1959; Van 1959 tot 1974 Sanatorium Zonnestraal; museumtram sinds 1974; in 1976 gesloopt |
| 908 (ex-456)                                   | GTA                | 1929 (Beijnes)                   | Van 1937 tot 1968 motorwagen 456. Buiten dienst in 1968; museumtram sinds 1968; in 2004 gesloopt; kop is bewaard |
| E1                                             | GTA                | 1901 (GTA-CW)                    | Bovenleidingmontagewagen; gesloopt in 1990; assen in 1990 gebruikt voor 600 |
| H1                                             | GVB                | 1996                             | Dieselloc. Sinds 1996 in gebruik als rangeervoertuig bij de Hoofdwerkplaats Rail in Diemen; museumvoertuig sinds 2018, in 2020 afgevoerd. |
| H13 (ex-T1)                                    | GTA                | 1921 / 1955 (HAWA / GVB-CW)      | Platte wagen, op onderstel bijwagen 856; in 1991 gesloopt; onderstel in 1992 gebruikt voor 792 |
| Niet-Amsterdamse trams, niet meer de collectie |                    |                                  | |
| 58                                             | HTM                | 1925 (Linke Hofmann)             | In 1975 naar Amsterdam; in 2008 terug naar Den Haag |
| 274                                            | HTM                | 1921 (HAWA)                      | In 1975 naar Amsterdam; in 1996 naar Arnhem |
| 824                                            | HTM                | 1929 (La Brugeoise)              | In 1975 naar Amsterdam; in 2002 naar Skjoldenaesholm (DK) |
| 826                                            | HTM                | 1929 (La Brugeoise)              | In 1975 naar Amsterdam; in 1987 terug naar Den Haag |
| 1180                                           | HTM                | 1957 (La Brugeoise)              | PCC-car; in 1996 naar Amsterdam; in 2004 terug naar Den Haag |
| 1187                                           | HTM                | 1957 (La Brugeoise)              | PCC-car; in 1994 naar Amsterdam; in 2004 terug naar Den Haag |
| 1193                                           | HTM                | 1957 (La Brugeoise)              | PCC-car; in 1994 naar Amsterdam; in 2004 terug naar Den Haag |
| 1227                                           | HTM                | 1963 (La Brugeoise)              | PCC-car. Buiten dienst in 1983; museumtram sinds 1983; in 1983 naar Amsterdam; in 1988-'90 in Nederlands Spoorwegmuseum, Utrecht; daarna weer in Amsterdam; in 2011 naar Scheveningen; in 2014 weer naar Amsterdam; in 2020 terug naar Den Haag            |
| 1308                                           | HTM                | 1957 (La Brugeoise)              | PCC-car; in 1994 naar Amsterdam; in 2011 naar Brussel; in 2018 naar Wehmingen (D) |
| 1321                                           | HTM                | 1957 (La Brugeoise)              | PCC-car; in 1996 naar Amsterdam; in 2004 terug naar Den Haag |
| 2104                                           | HTM                | 1957 (La Brugeoise)              | PCC-car; in 1994 naar Amsterdam; in 2011 naar Brussel; in 2018 naar Wehmingen (D) |
| 130                                            | RET                | 1951 (Allan)                     | Allanvierasser; in 1983 naar Amsterdam; in 2010 terug naar Rotterdam |
| 319 (ex-269)                                   | RET                | 1965 (Düwag)                     | Gelede tram; in 1994 naar Amsterdam; in 2002 naar NDSM-werf, daar nog aanwezig tot voorjaar 2022 |
| 367                                            | RET                | 1964 (Düwag)                     | Gelede tram; in 1994 naar Amsterdam; in 2001 gesloopt |
| 378                                            | RET                | 1964 (Düwag)                     | Gelede tram; in 1994 naar Amsterdam; in 1994 / 2001 gesloopt |
| 522 (ex-2507)                                  | RET                | 1931 (Werkspoor)                 | Rotterdamse vierasser; in 1983 naar Amsterdam; in 2002 terug naar Rotterdam |
| 525 (ex-2508)                                  | RET                | 1931 (Werkspoor)                 | Rotterdamse vierasser; in 1983 naar Amsterdam; in 1995 naar Arnhem; in 2000 terug naar Rotterdam |
| 542                                            | RET                | 1931 (Werkspoor)                 | Rotterdamse vierasser; in 1968 verbouwd tot dieselektrische motorwagen; in 1974 naar Amsterdam; in 1998 terug naar Rotterdam |
| 608                                            | RET                | 1969 (Werkspoor)                 | Gelede tram; in 1996 naar Amsterdam; in 1999 terug naar Rotterdam |
| 1602 (ex-602)                                  | RET                | 1969 (Werkspoor)                 | Gelede tram; in 1999 naar Amsterdam; in 2004 terug naar Rotterdam |
| 1605 (ex-605)                                  | RET                | 1969 (Werkspoor)                 | Gelede tram; in 1997 naar Amsterdam; in 2004 terug naar Rotterdam |
| 1629 (ex-629)                                  | RET                | 1969 (Werkspoor)                 | Gelede tram; in 2025 naar Amsterdam, opgeslagen in Amsterdam-Noord |
| 1024                                           | RET                | 1949 (Allan)                     | Allanvierasser; in 1983 naar Amsterdam; in 1987 gesloopt |
| 1040                                           | RET                | 1949 (Allan)                     | Allanvierasser; in 1983 naar Amsterdam; in 2007 terug naar Rotterdam |
| 1050                                           | RET                | 1949 (Allan)                     | Allanvierasser; in 1983 naar Amsterdam; in 1995 naar Arnhem |
| 610                                            | LTM                | 1931 (Beijnes)                   | In 1965 naar Heerlen; in 1973 naar Amsterdam; in 1975 naar Nederlands Spoorwegmuseum, Utrecht; in 2005 naar ZLSM, Simpelveld; in 2010 naar Scheveningen; in 2019 terug naar ZLSM                                                                           |
| H52                                            | HTM                | 1927 (S.E.B.)                    | Elektrische loc; in 1981 naar Amsterdam; in 1989 gesloopt |
| 2                                              | PEN                | 1942 (Werkspoor)                 | Elektrische loc; in 1976 naar Amsterdam; in 2002 naar Veendam |
| C106                                           | NZH                | 1884 (Van der Zypen)             | Open bakwagen; museumtram in 1968; in 1974 naar Amsterdam; in 1981 naar Scheveningen; in 2022 naar Hoorn |
| OSM 1                                          | OSM                | 1899 (Werkspoor)                 | Van 1949 tot 1978 tuinhuisje; in 1979 naar Amsterdam; in 1984 naar Katwijk |
| 6403                                           | MIVA Antwerpen     | 1904 (CGTA)                      | In 1977 naar Amsterdam; in 1990 naar de Kusttram (B) |
| 1043                                           | MIVB Brussel       | 1906 (Métallurgiques)            | In 1980 naar Amsterdam; in 1994 terug naar Brussel (B) |
| 5019                                           | MIVB Brussel       | 1935 (Dyle & Bacalan)            | In 1980 naar Amsterdam; in 1994 terug naar Brussel (B) |
| 2004                                           | MIVB Brussel       | 1930 (Métallurgiques)            | In 1980 naar Amsterdam; in 1994 terug naar Brussel (B) |
| 339                                            | BVG Berlin         | 1924 (LHB/Wumag/Busch)           | Van 1968 tot 1990 in NTM Weert; in 1990 naar Amsterdam; in 1991 terug naar Berlijn (D) |
| 3434                                           | BVG Berlin         | 1927 (Christ. & Unmack)          | Motorwagen Type TM 36; in 1991 naar Amsterdam, in 2024 naar Friesland. |
| 437                                            | SSB Bonn           | 1960 (Düwag)                     | In 1991 naar Amsterdam; in 2003 naar Nieuwegein, in 2005 naar Klagenfurt (A) |
| 3600                                           | HHAV Hamburg       | 1953 (Falkenried)                | In 1978 naar Amsterdam; in 2016 naar Wehmingen (D) |
| 208                                            | DVG Duisburg       | 1944/'48 (Fuchs/Uerdingen)       | In 1988 naar Amsterdam; in 2002 naar Hoogwoud |
| 212                                            | KVG Kassel         | 1936 (Credé)                     | In 1986 naar Amsterdam; in 2011 naar Hoogwoud |
| 218                                            | KVG Kassel         | 1936 (Credé)                     | In 1983 naar Amsterdam; in 2002 naar Wehmingen (D) |
| 224                                            | KVG Kassel         | 1940 (Credé)                     | In 1981 naar Amsterdam; in 2011 gesloopt |
| 269                                            | KVG Kassel         | 1956 (Credé)                     | In 1987 naar Amsterdam; in 2011 naar Den Haag; in 2012 naar Wehmingen (D) |
| 282                                            | KVG Kassel         | 1956 (Credé)                     | In 1988 naar Amsterdam; in 2011 naar Den Haag; in 2012 naar Amsterdam-Noord |
| 303                                            | KVG Kassel         | 1966 (Wegmann)                   | In 1994 naar Amsterdam; in 2002 naar Hoogwoud |
| 305                                            | KVG Kassel         | 1966 (Wegmann)                   | In 1999 naar Amsterdam; in 2011 naar Gorzow (PL) |
| 310                                            | KVG Kassel         | 1966 (Wegmann)                   | In 1999 naar Amsterdam; in 2011 naar Gorzow (PL) |
| 511                                            | KVG Kassel         | 1941 (Credé)                     | In 1982 naar Amsterdam; in 2002 naar Wehmingen (D) |
| 206                                            | GVB Graz           | 1949 (SGP Graz)                  | In 1988 naar Amsterdam; in 2011 terug naar Graz (A) |
| 210                                            | GVB Graz           | 1949 (SGP Graz)                  | In 1986 naar Amsterdam; in 1995 naar Engeland |
| 214                                            | GVB Graz           | 1949 (SGP Graz)                  | In 1986 naar Amsterdam; in 2005 gesloopt |
| 231                                            | GVB Graz           | 1949 (SGP Graz)                  | In 1986 naar Amsterdam; in 2005 gesloopt |
| 319B                                           | GVB Graz           | 1950 (SGP Graz)                  | In 1986 naar Amsterdam; in 2011 terug naar Graz (A) |
| 350B                                           | GVB Graz           | 1950 (SGP Graz)                  | In 1989 naar Amsterdam; in 2011 terug naar Graz (A) |
| 1628                                           | WVB Wenen          | 1957 (Gräf & Stift)              | Type k3; in 1987 naar Amsterdam; in 2023 naar Ostrava (CZ) |
| 2614                                           | WVB Wenen          | 1921 (Graz)                      | Type L1; in 1978 naar Amsterdam; in 2023 naar Ostrava (CZ) |
| 4037                                           | WVB Wenen          | 1928 (Simmering)                 | Type M; in 1984 naar Amsterdam; in 2003 naar Wehmingen (D) |
| 4143                                           | WVB Wenen          | 1929 (Simmering)                 | Type M; in 1978 naar Amsterdam; in 2023 naar Ostrava (CZ) |
| 5290                                           | WVB Wenen          | 1928 (Simmering)                 | Type m3; in 1980 naar Amsterdam; in 2023 naar Ostrava (CZ) |
| 5312                                           | WVB Wenen          | 1929 (Simmering)                 | Type m3; in 1978 naar Amsterdam; in 2008 terug naar Wenen (A) |
| 110                                            | WVB Wenen          | 1955 (Simmering)                 | Type C1; in 1996 naar Amsterdam; in 2023 naar Wehmingen (D) |
| 1810                                           | WVB Wenen          | 1955 (Simmering)                 | Type c1; in 1996 naar Amsterdam; in 2023 naar Wehmingen (D) |
| 28                                             | Wiener Lokalbahnen | 1927 (Graz)                      | In 1987 naar Amsterdam; afgevoerd in 2010, van 2011 tot 2017 horecatram bij Station Sloterdijk; daarna naar camping Andijk |
| 33                                             | Wiener Lokalbahnen | 1928 (Graz)                      | In 1987 naar Amsterdam; in 2005 gesloopt |
| 42                                             | Wiener Lokalbahnen | 1908 (Ringhoffer)                | In 1987 naar Amsterdam; in 1989 naar Nederlands Spoorwegmuseum, Utrecht; in 2005 naar Stroe (Barneveld) |
| 55                                             | Wiener Lokalbahnen | 1908 (Ringhoffer)                | In 1987 naar Amsterdam; in 2005 gesloopt |
| 2624                                           | BKV Budapest       | 1906 (Ganz)                      | In 1959 nieuwe wagenbak. 1986 naar Amsterdam; in 2005 terug naar Boedapest (H) |
| 2964                                           | BKV Budapest       | 1904 (Ganz)                      | In 1986 naar Amsterdam; in 2005 naar Debrecen (H) |

## Afbeeldingen

### Museumtrams in Amsterdam

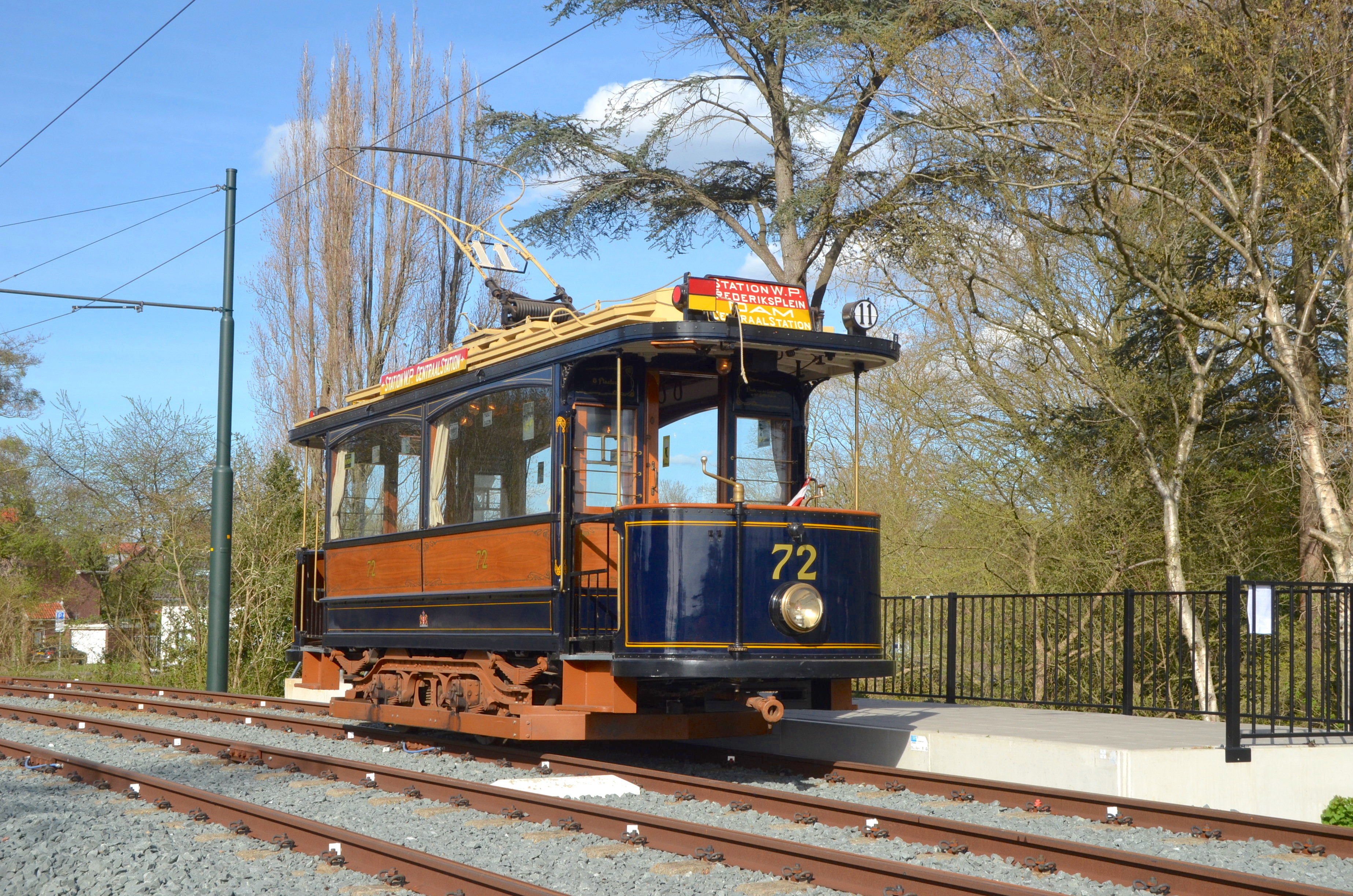
GTA 72 bij de Parklaan (wisselplaats) te Amstelveen.
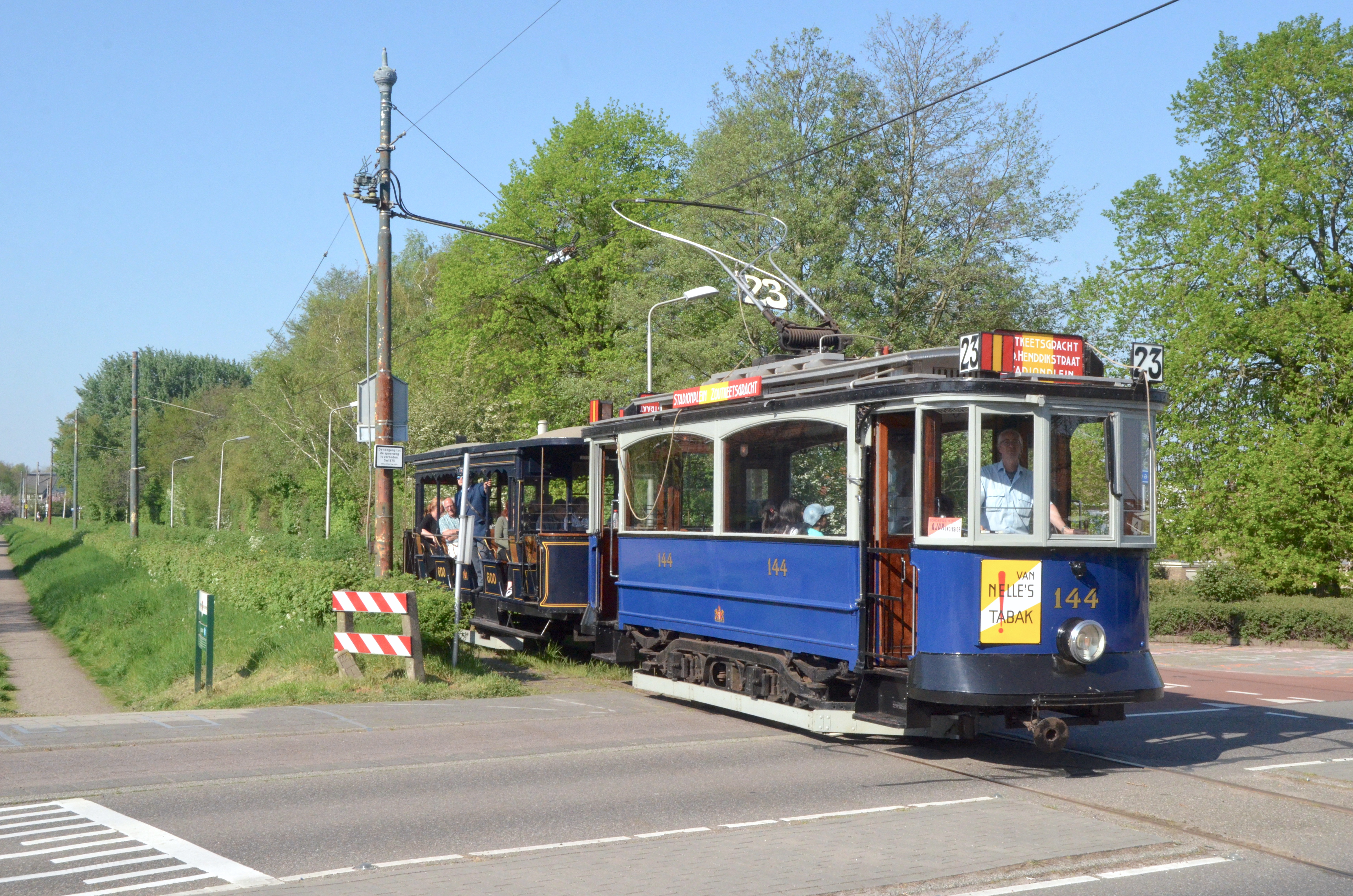
GTA 144 + 600 bij de Molenweg te Amstelveen.
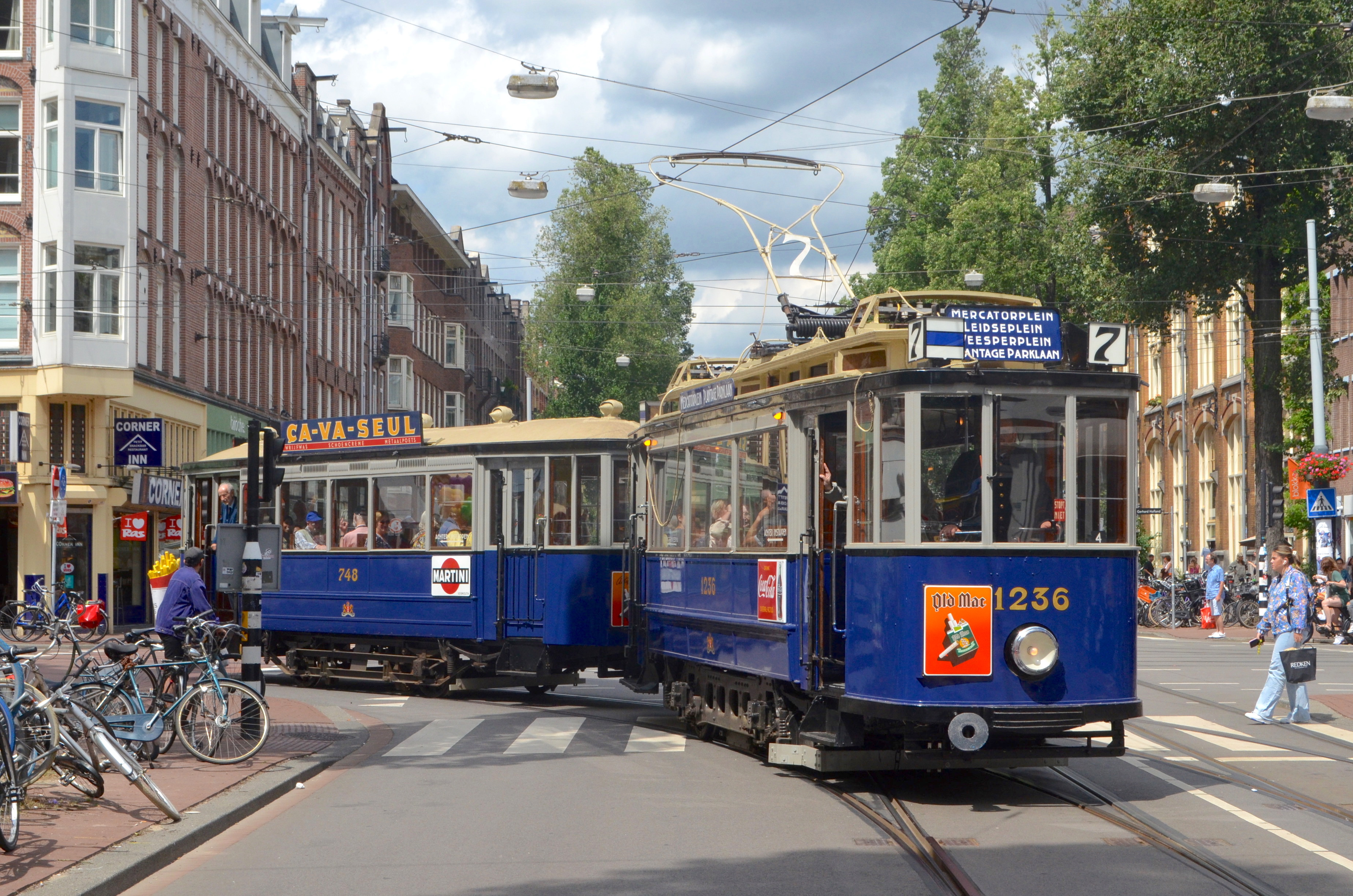
GVB 1236 + 748 op de kruising Kinkerstraat / Bilderdijkstraat.
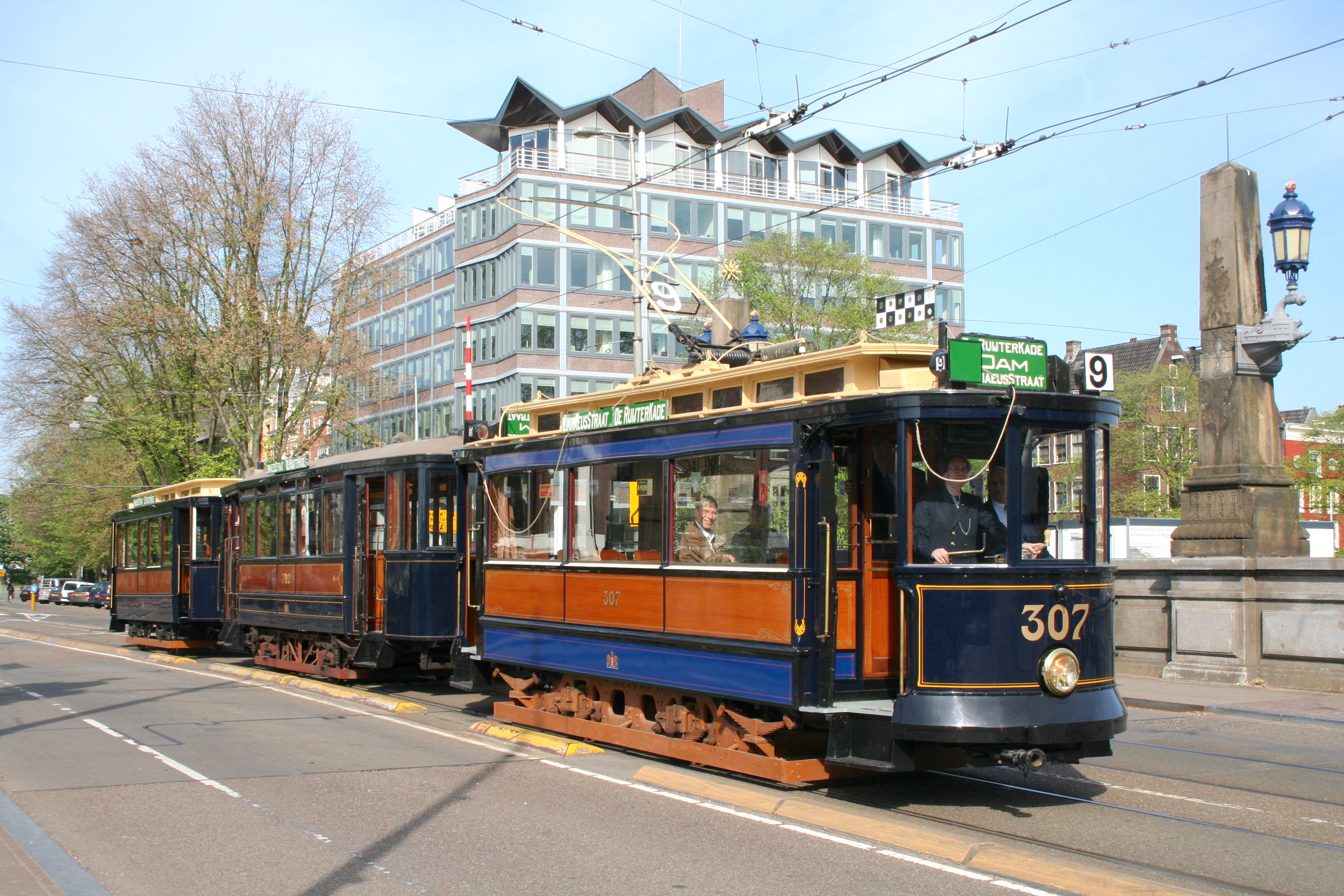
GTA 307 + 792 + 663 op de Hogesluis.
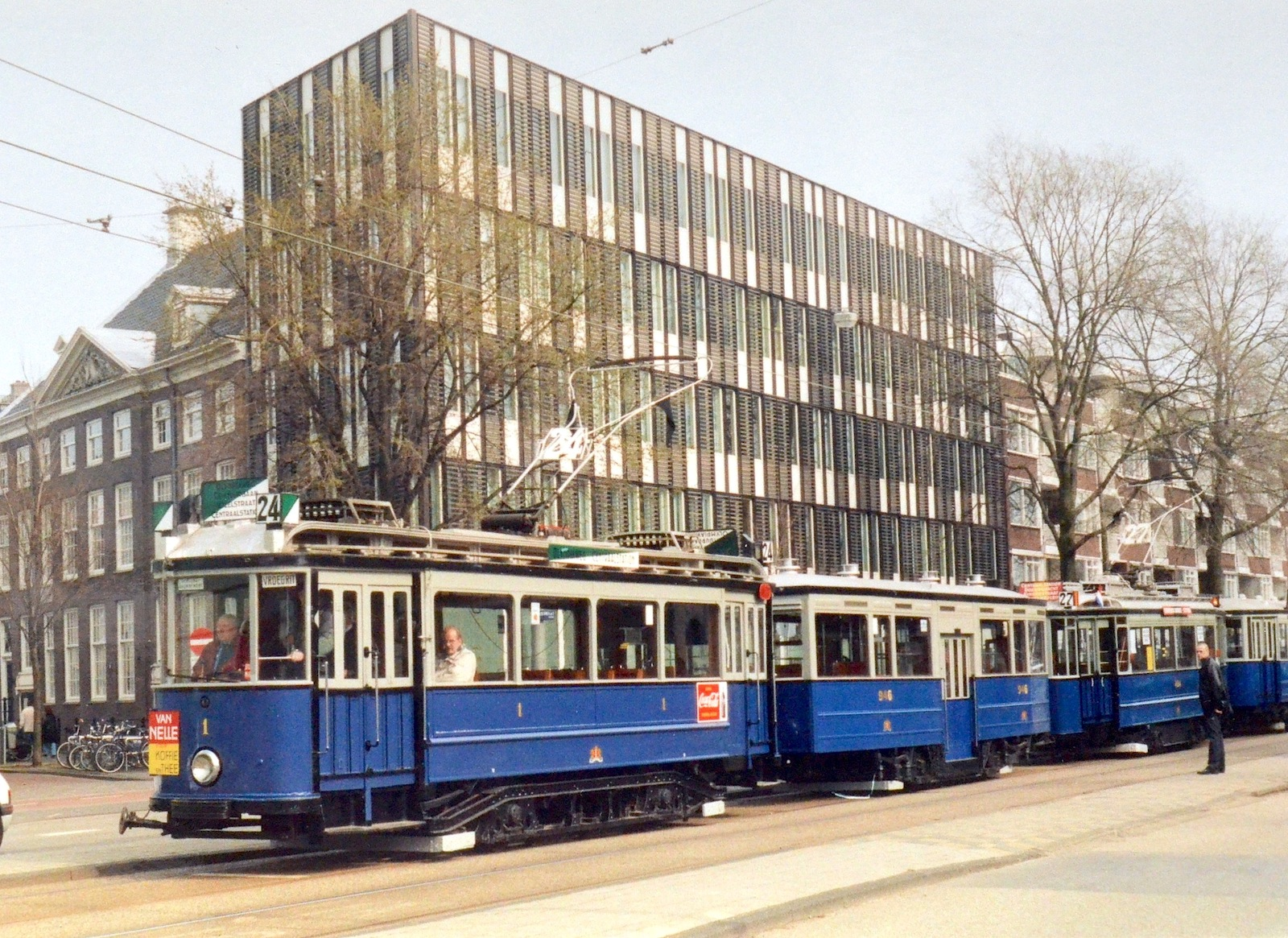
GVB 1 + 946 in de Muiderstraat.
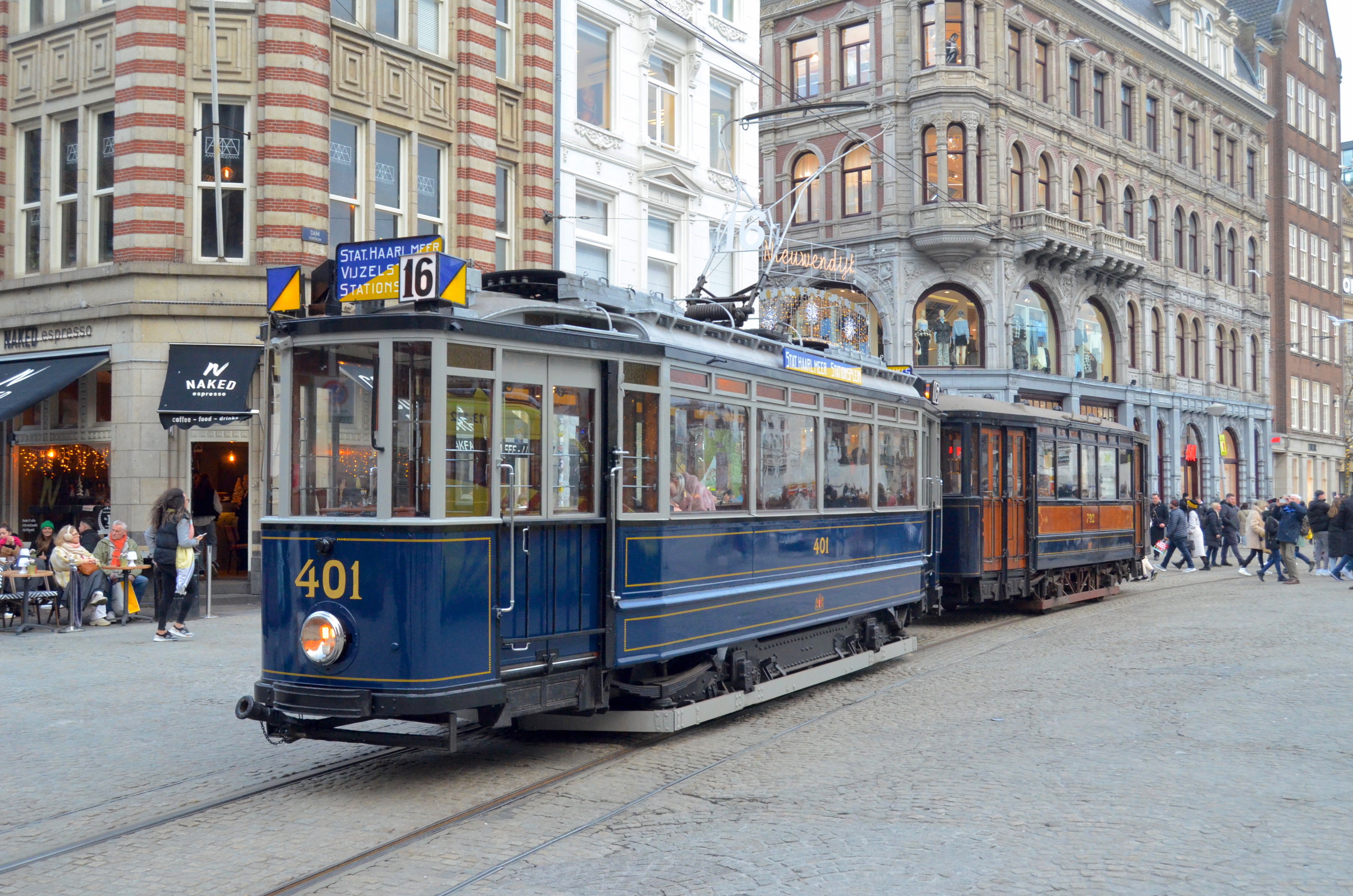
GVB 401 + 792 op de Dam.
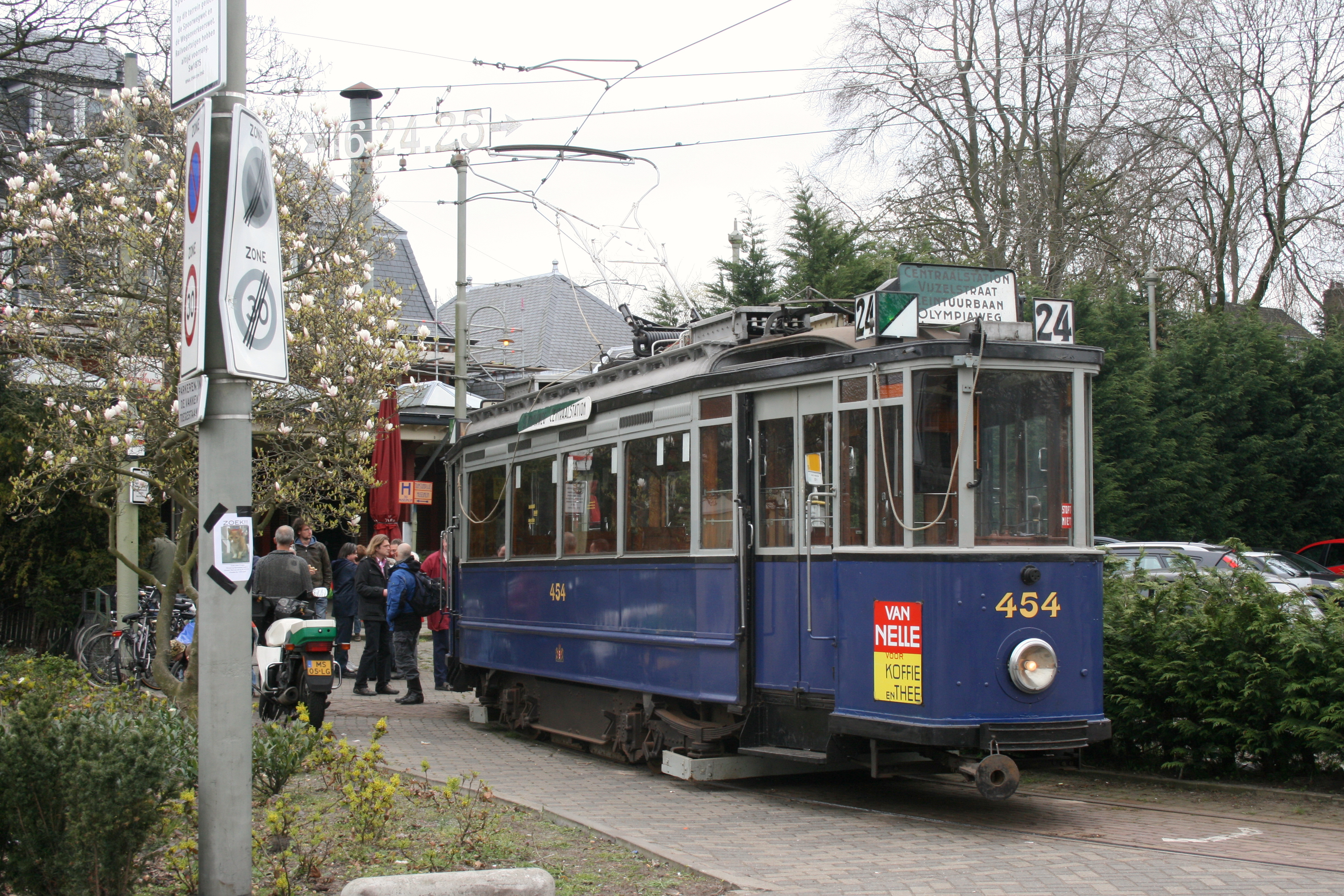
GVB 454 bij het Haarlemmermeerstation.
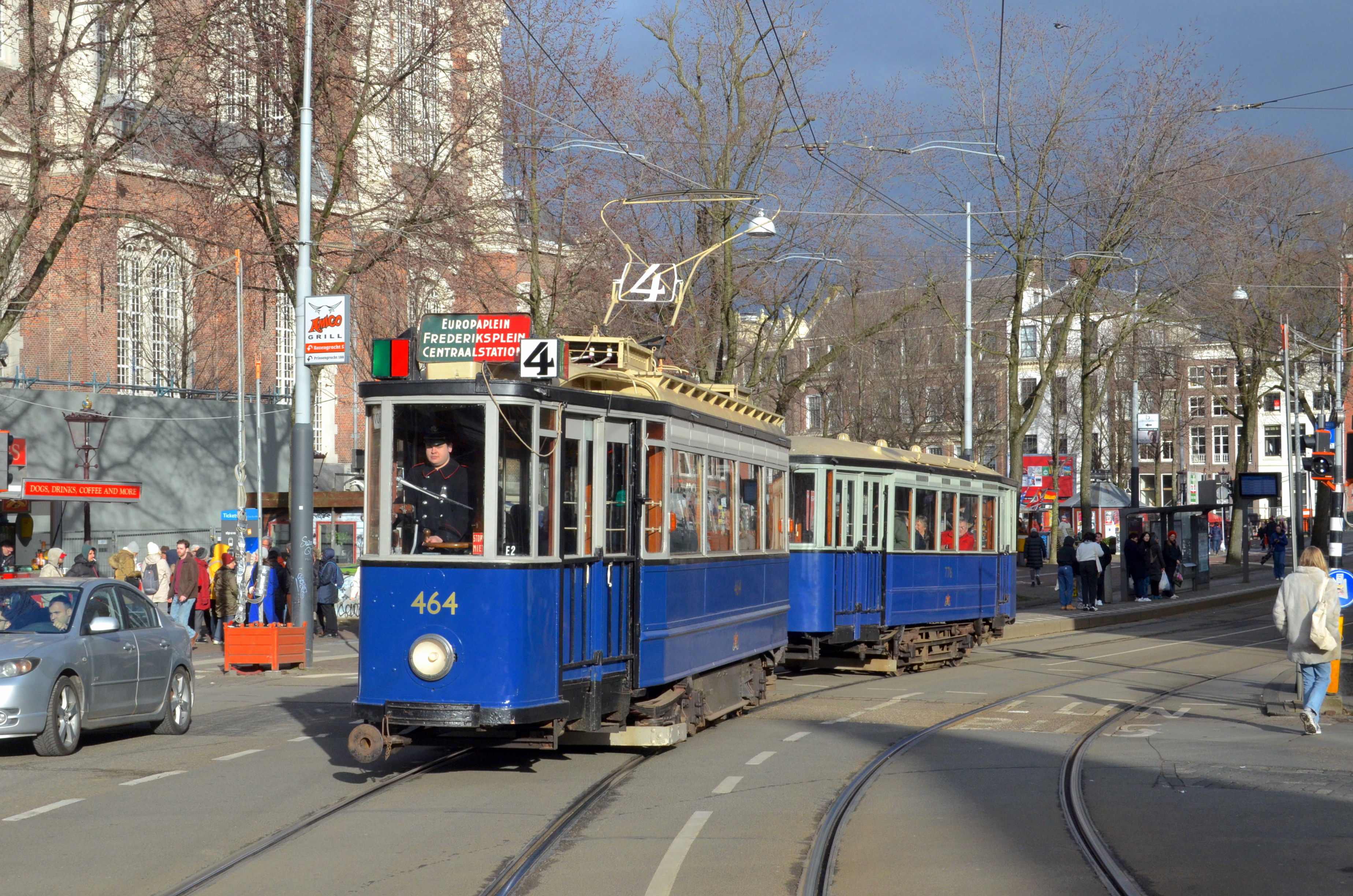
GVB 464 + 776 op de Westermarkt.
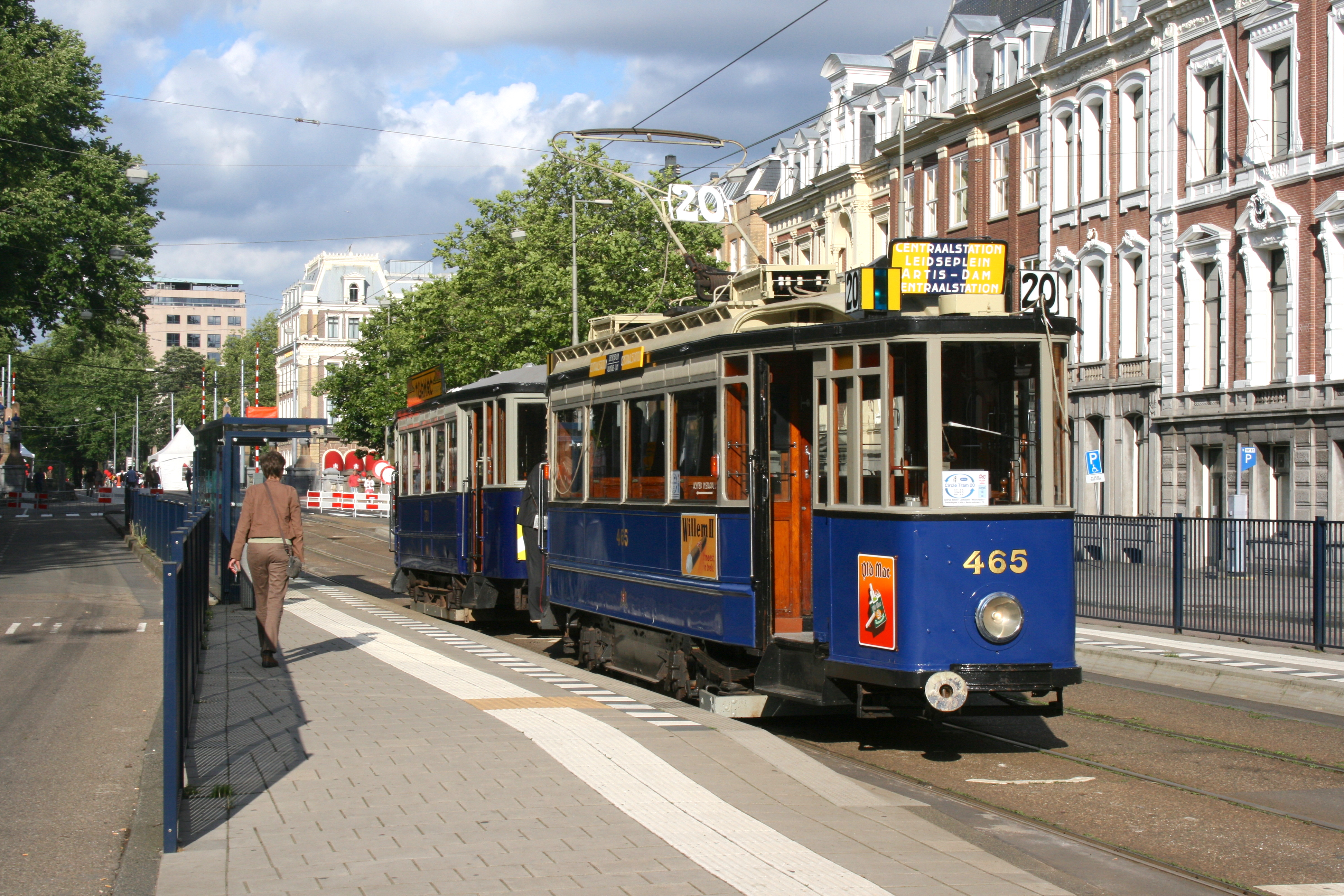
GVB 465 + 731 op het Frederiksplein.
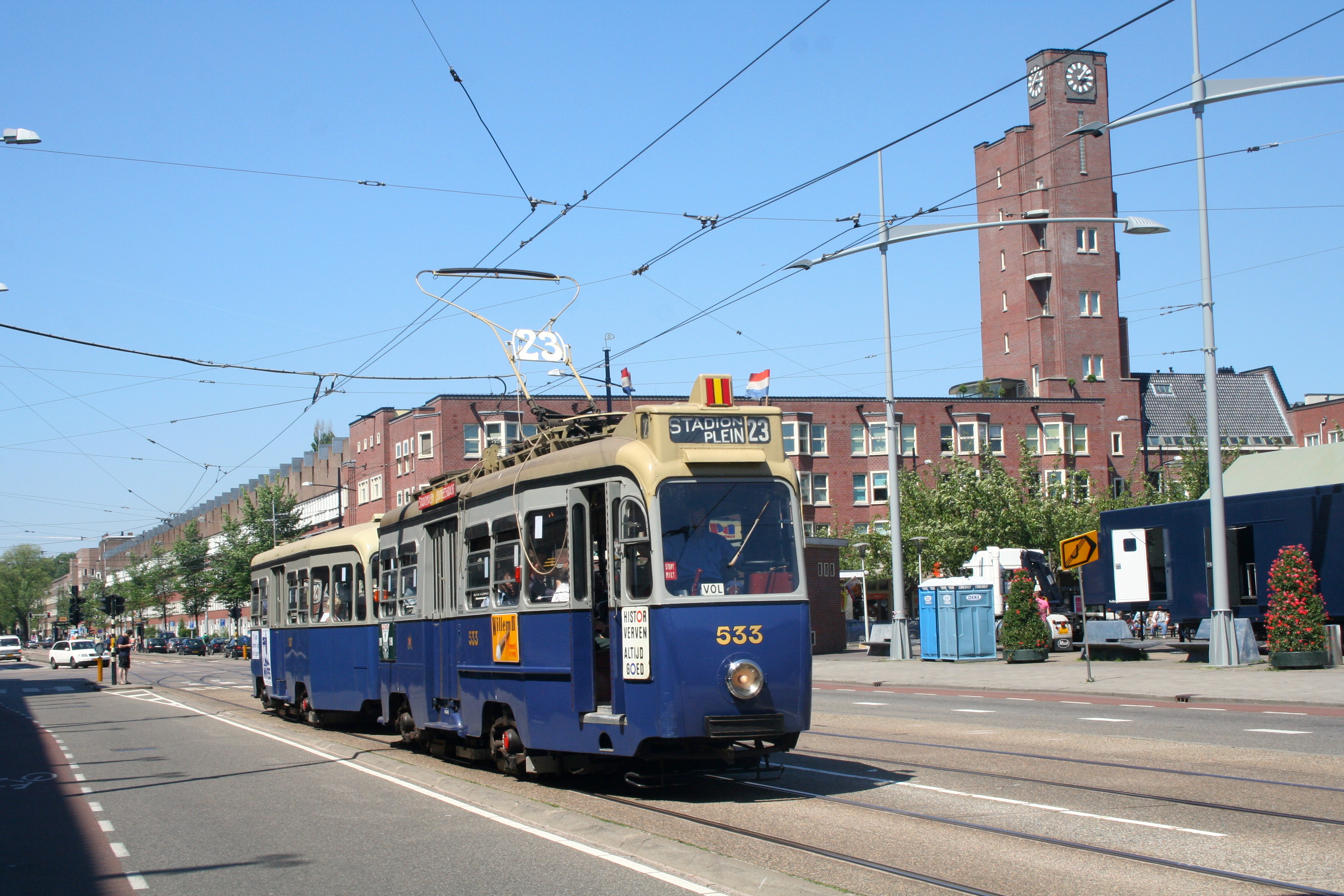
GVB 533 + 987 op het Mercatorplein.
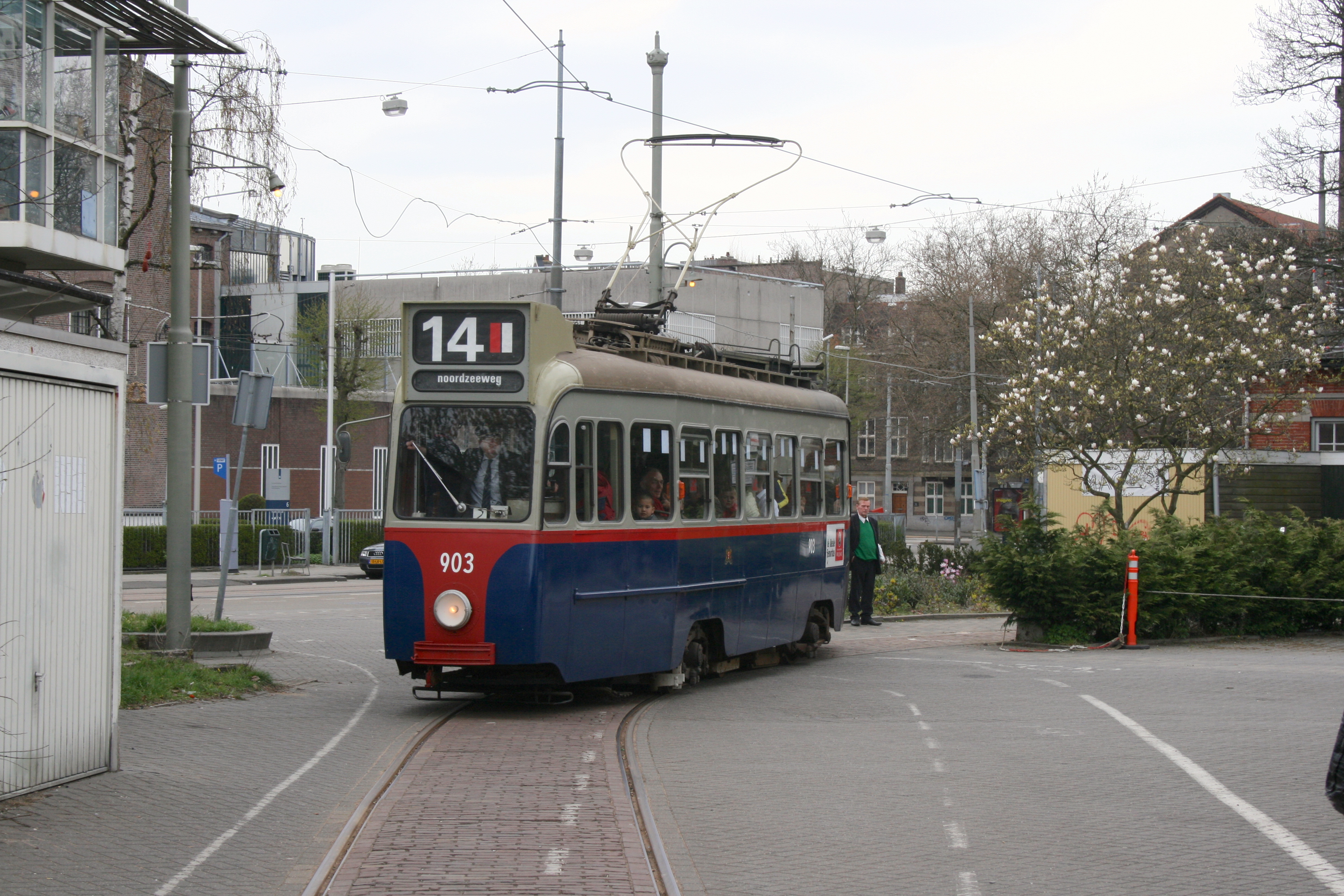
GVB 903 bij het Haarlemmermeerstation.
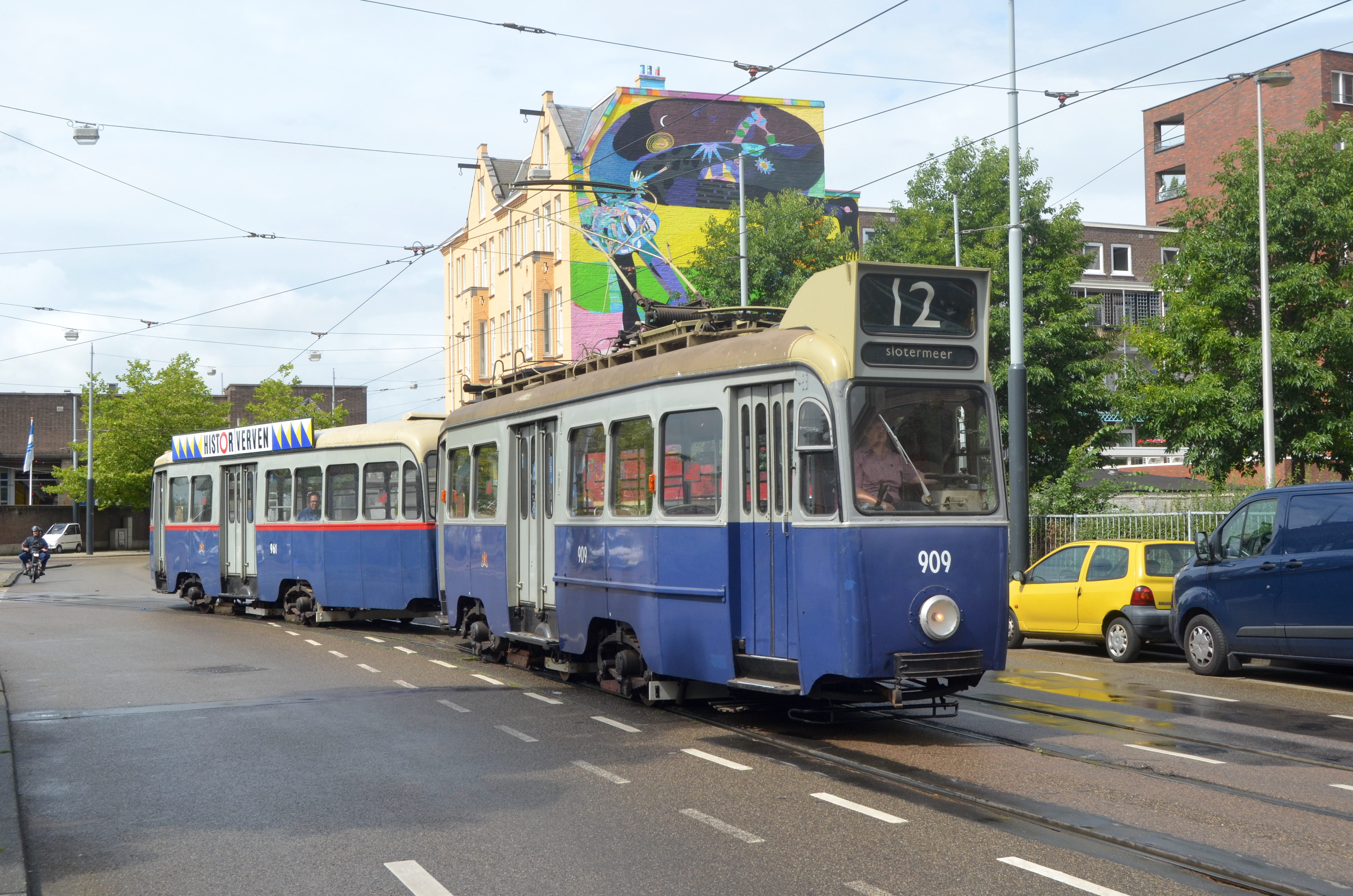
GVB 909 + 961 in de Havenstraat.
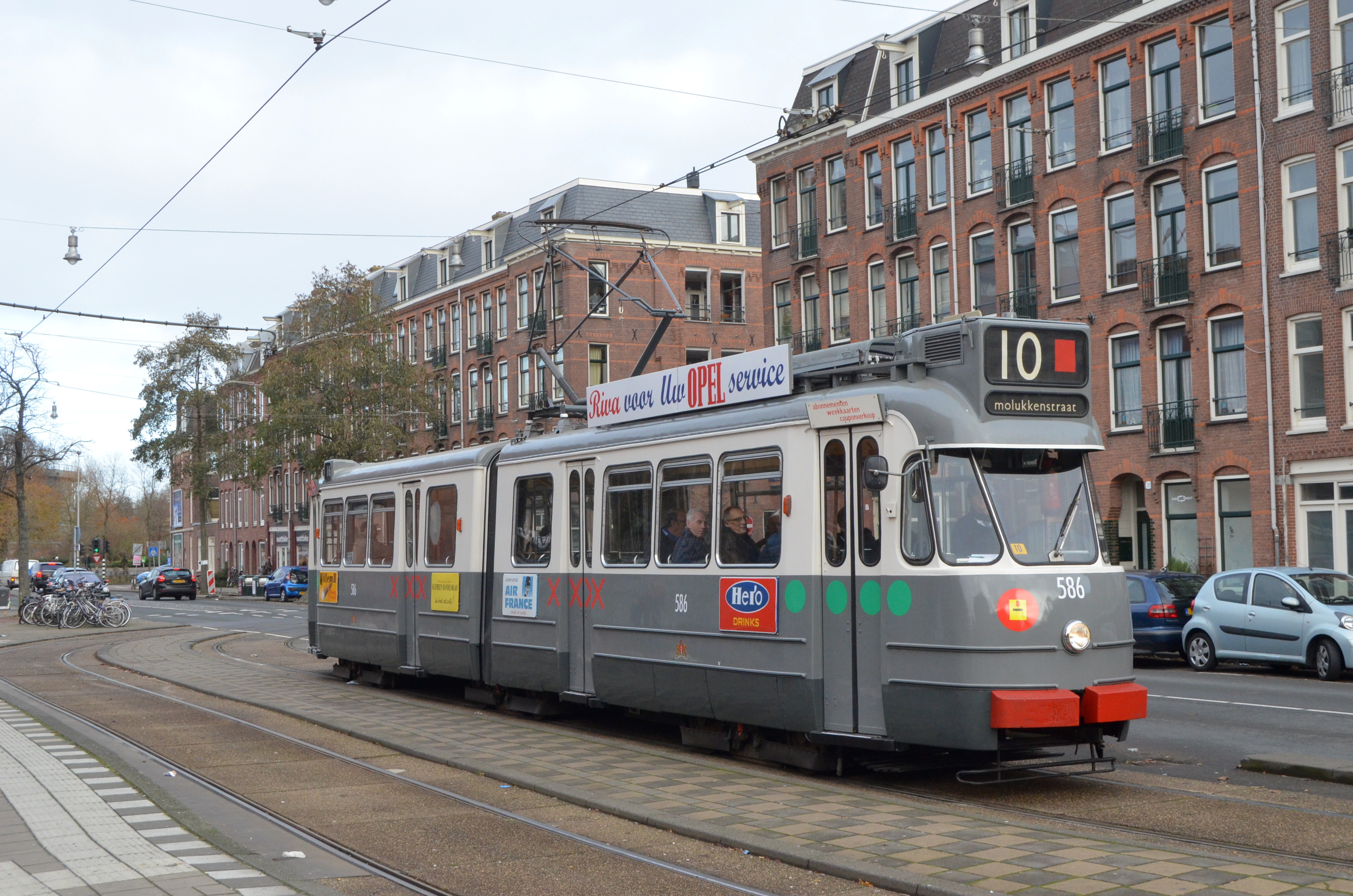
GVB 586 in de Van Hallstraat.
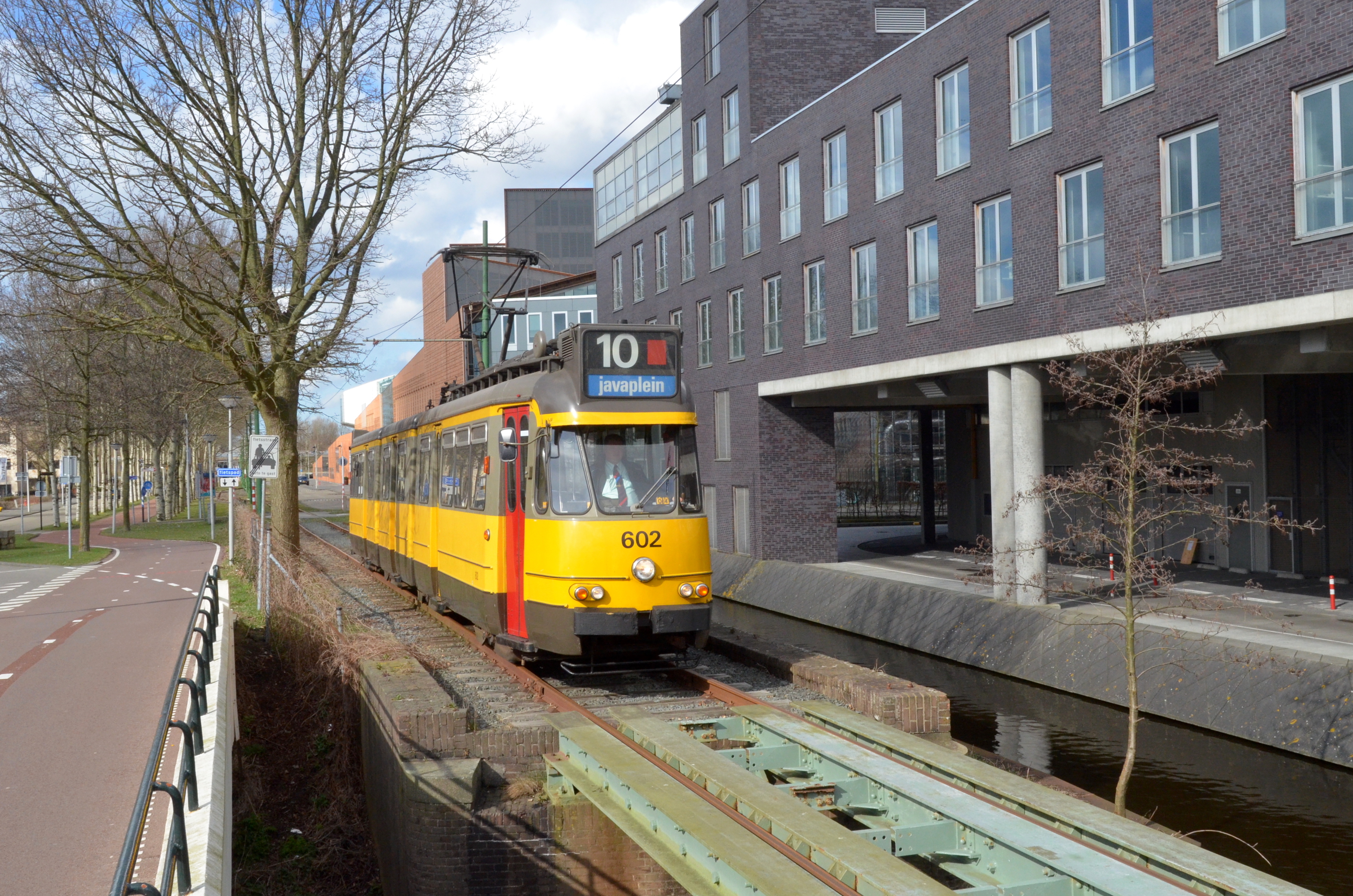
GVB 602 bij het Jollenpad.
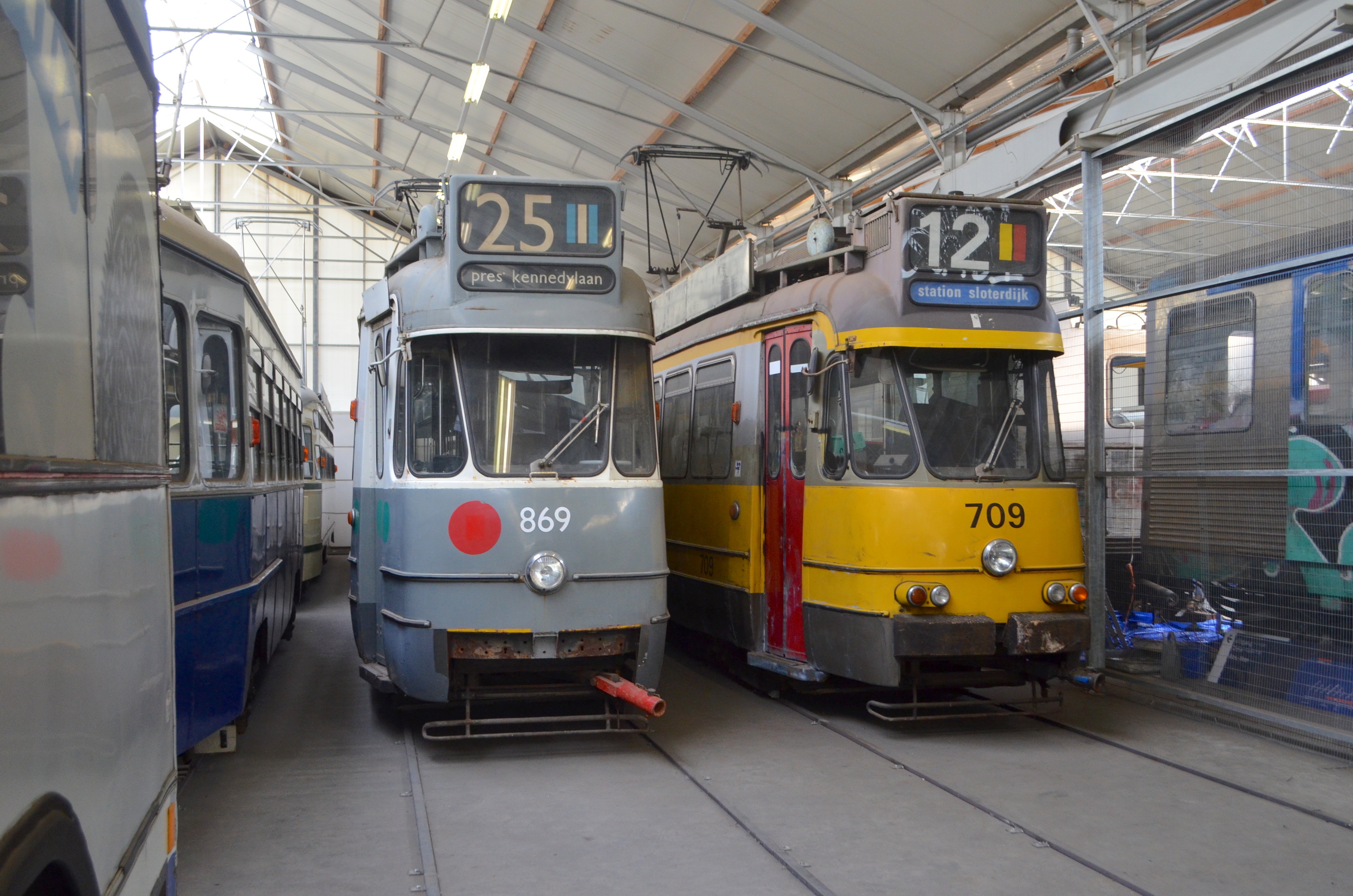
GVB 869 en 709 te Aalsmeer.
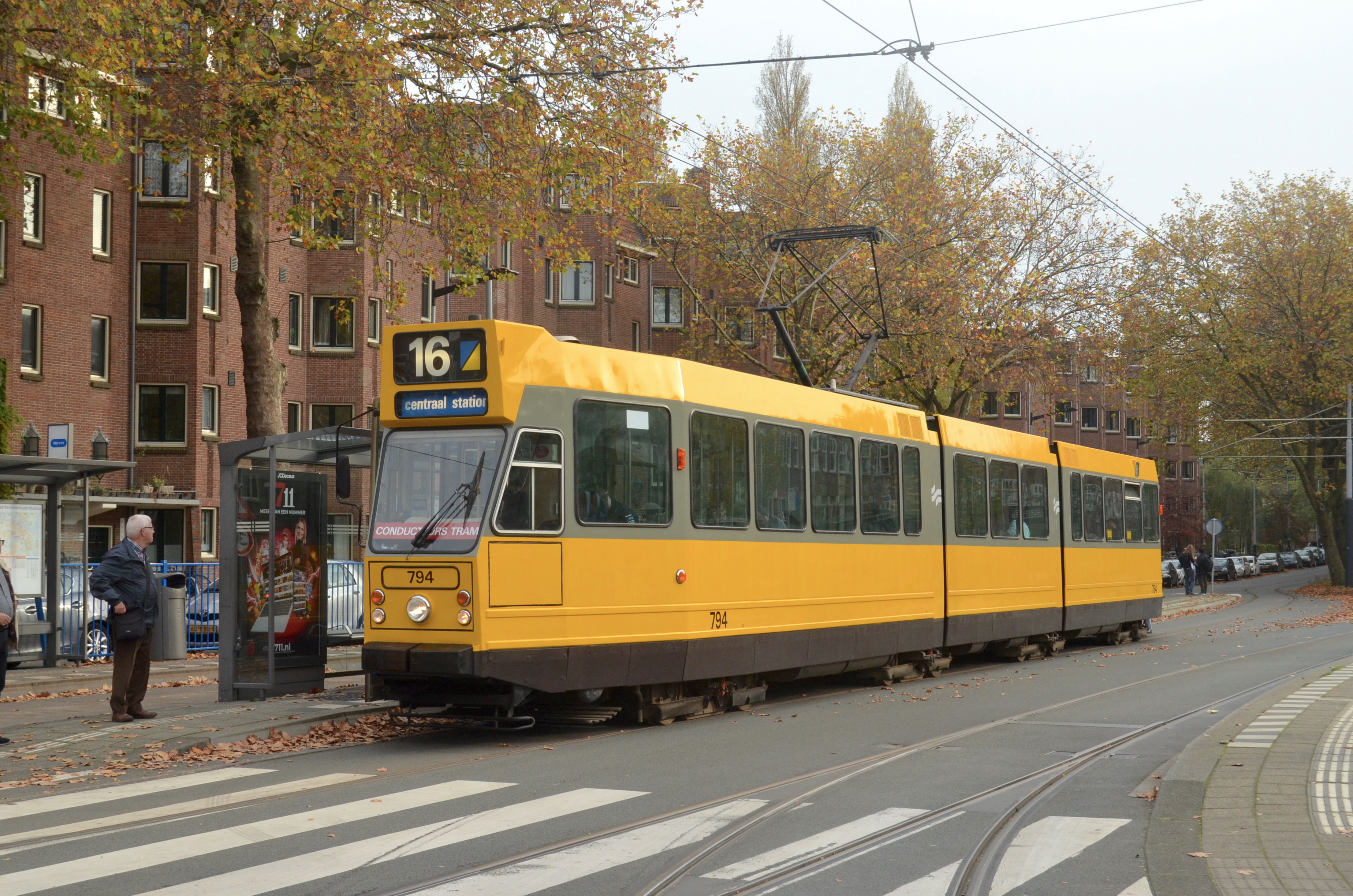
GVB 794 op de Amstelveenseweg.
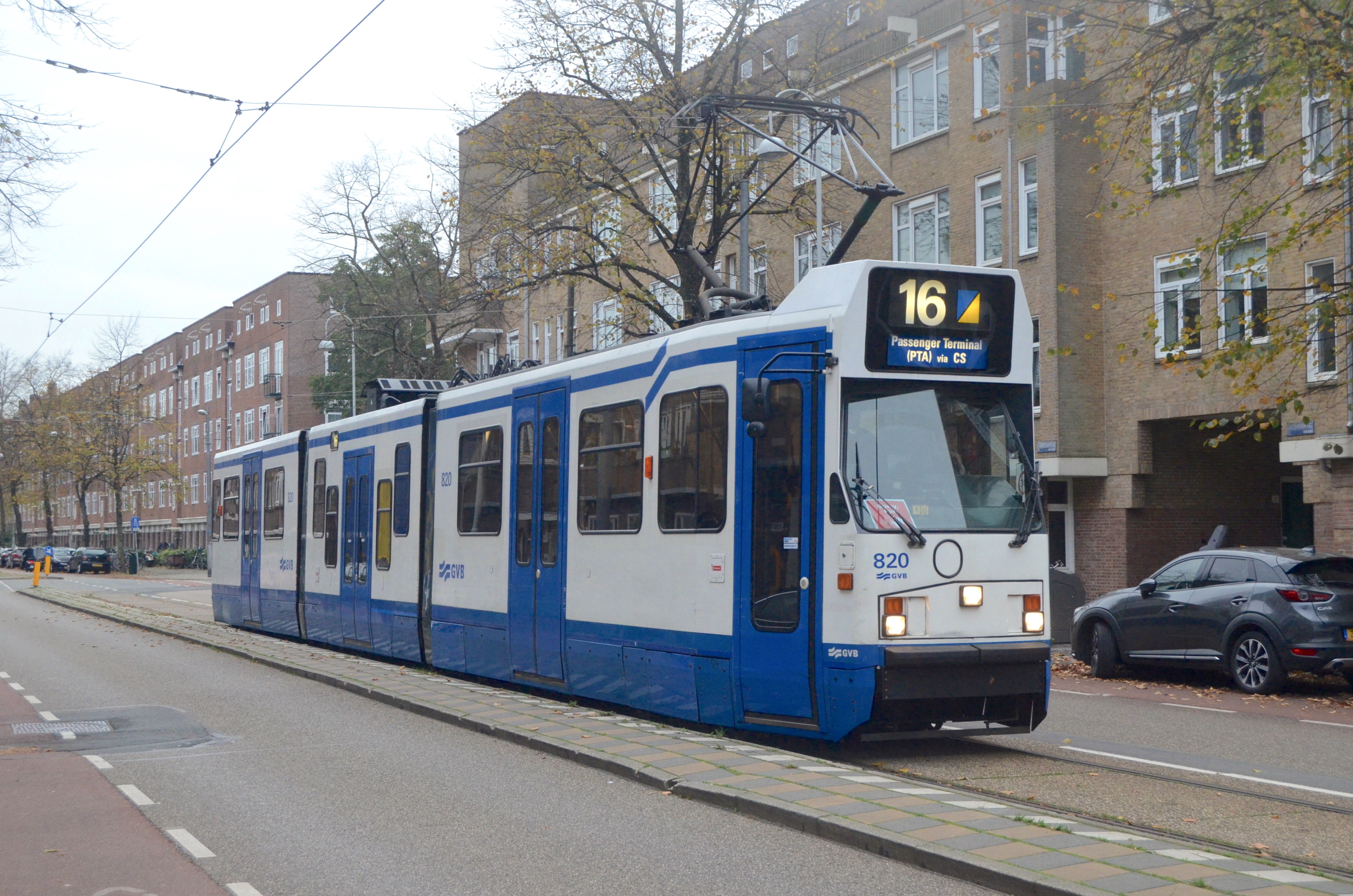
GVB 820 op de Olympiaweg.
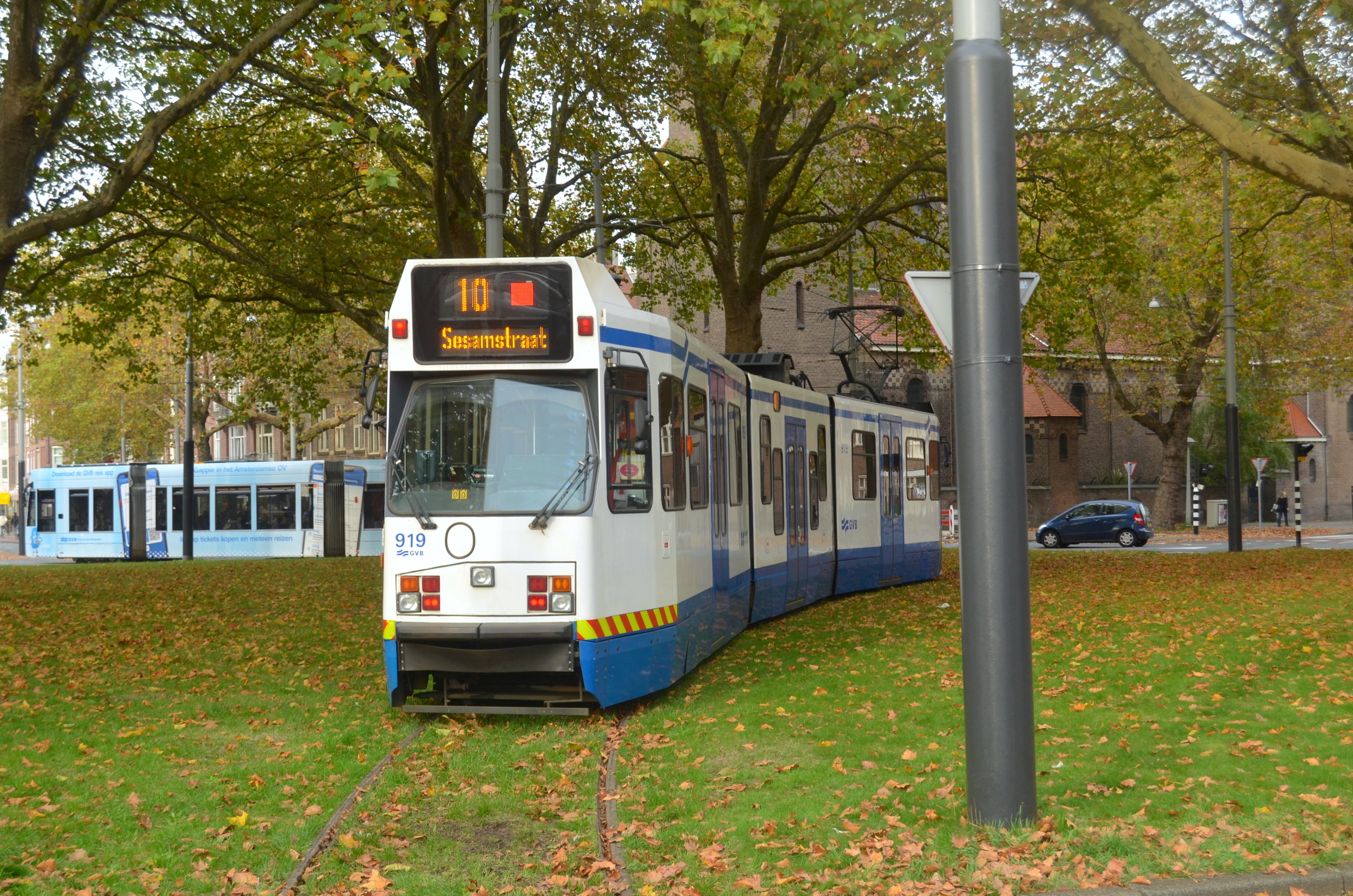
GVB 919 op de Amstelveenseweg (Haarlemmermeercircuit).
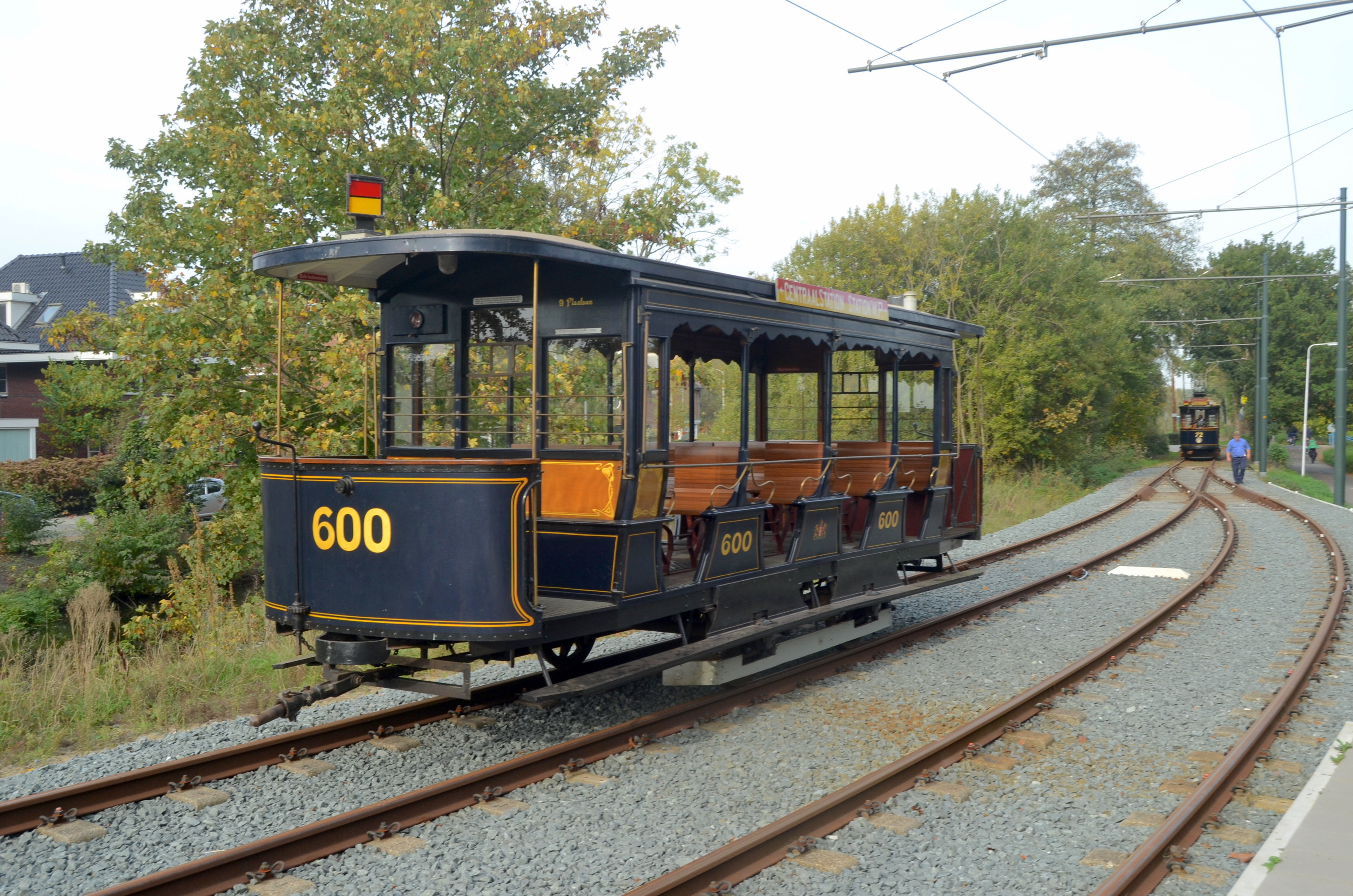
GTA 600 bij de Parklaan (wisselplaats) te Amstelveen.
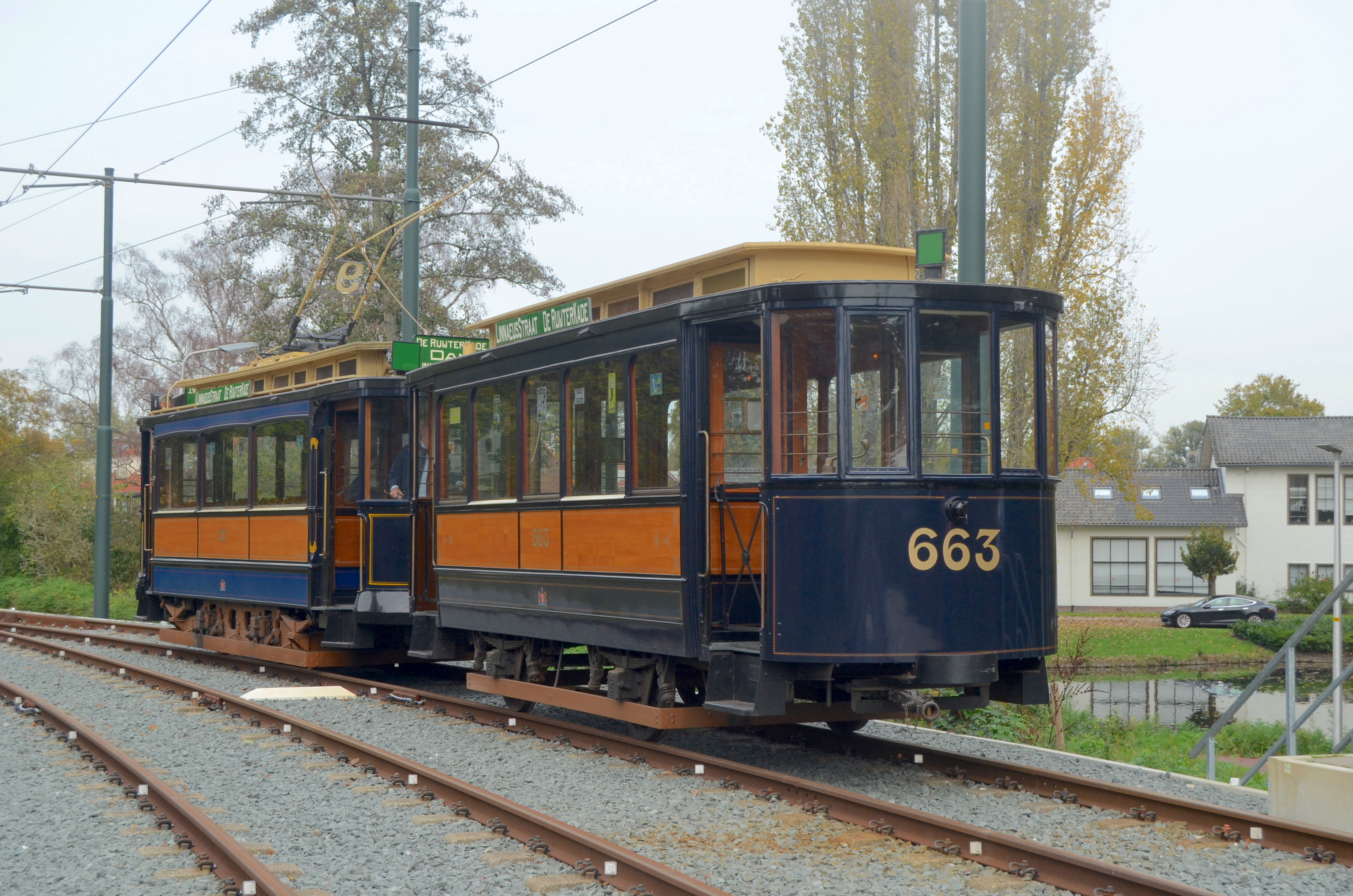
GTA 663 + 307 bij de Parklaan (wisselplaats) te Amstelveen.
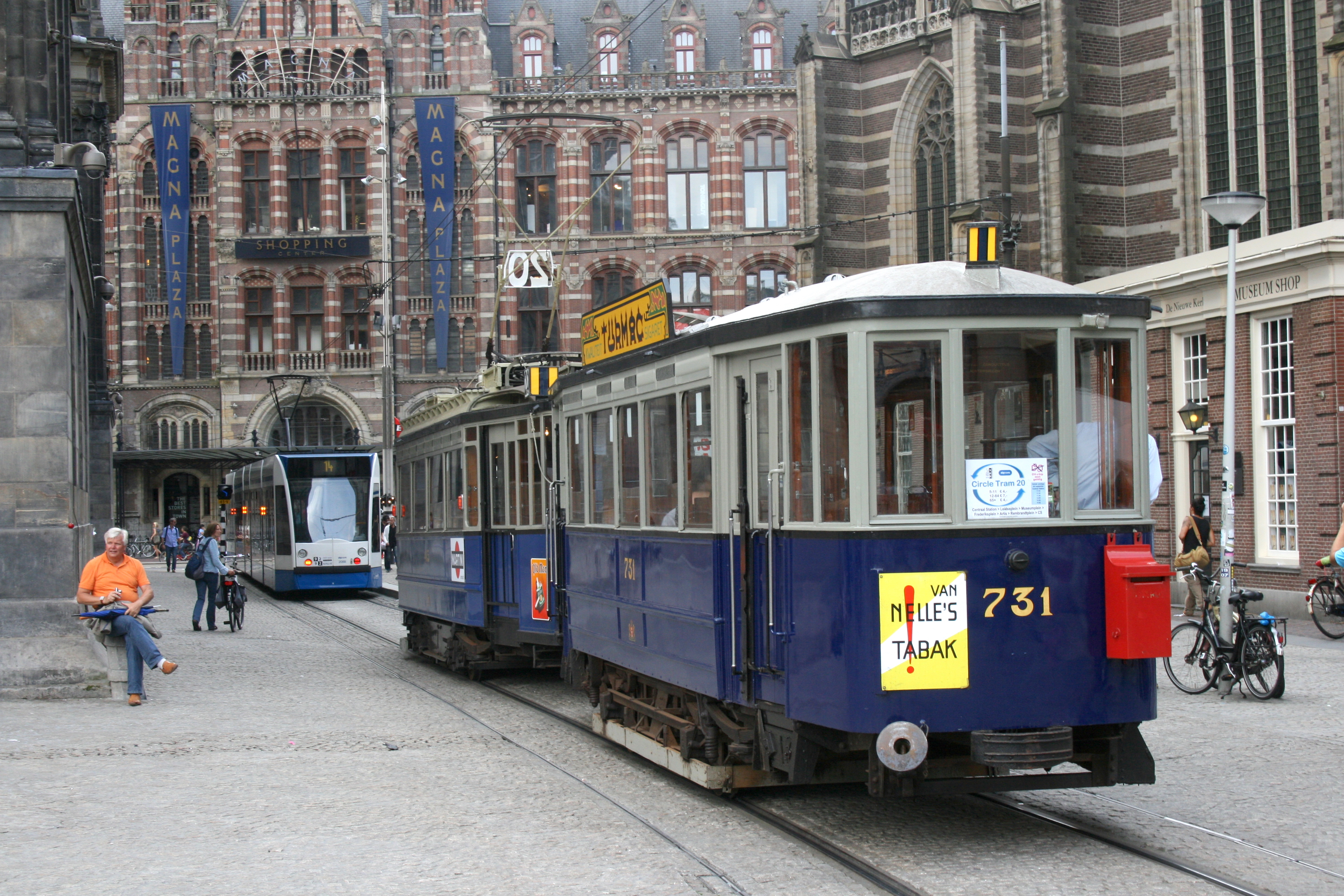
GVB 731 + 465 in de Mozes en Aäronstraat.
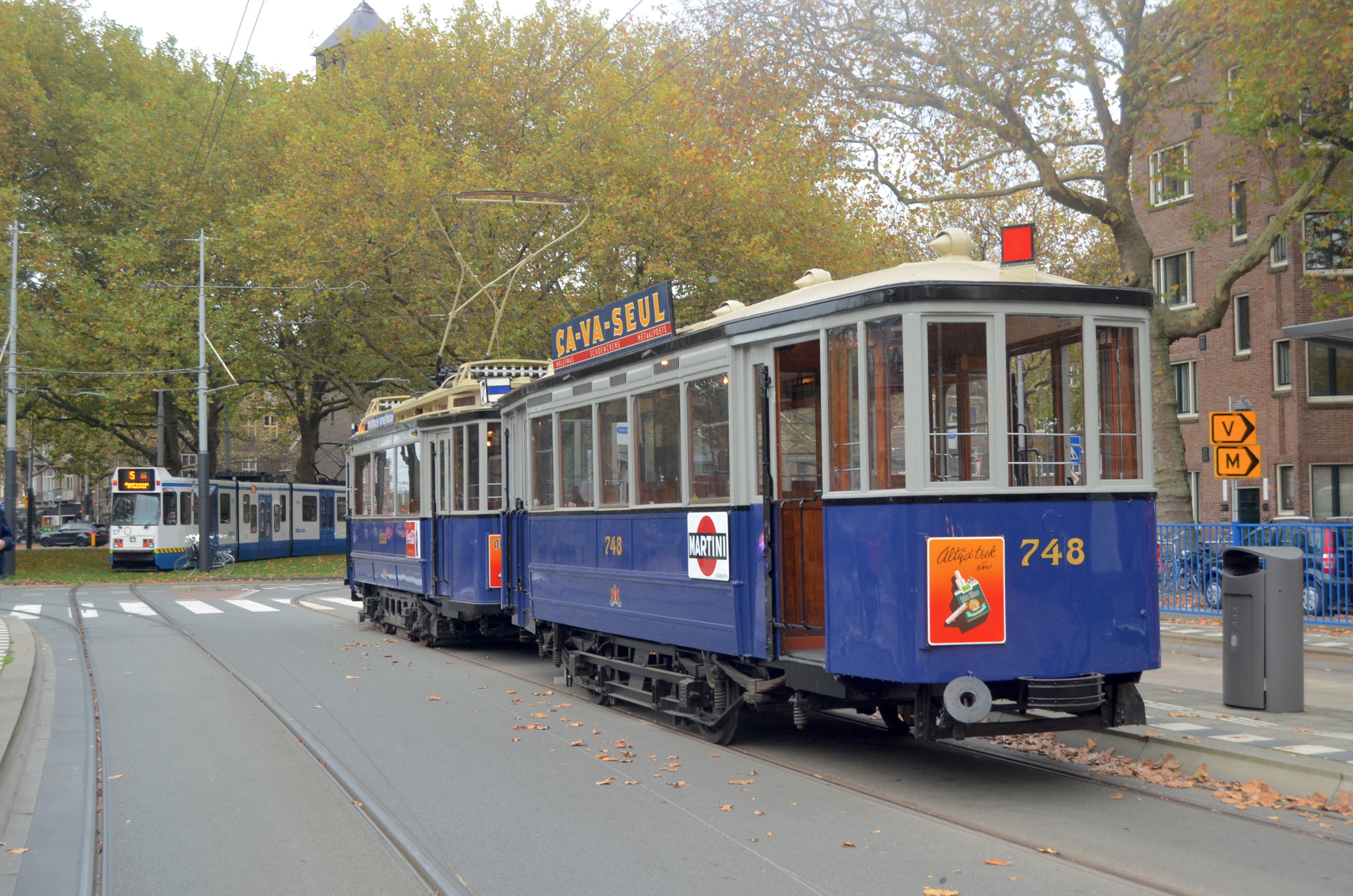
GVB 748 + 1236 op de Amstelveenseweg.
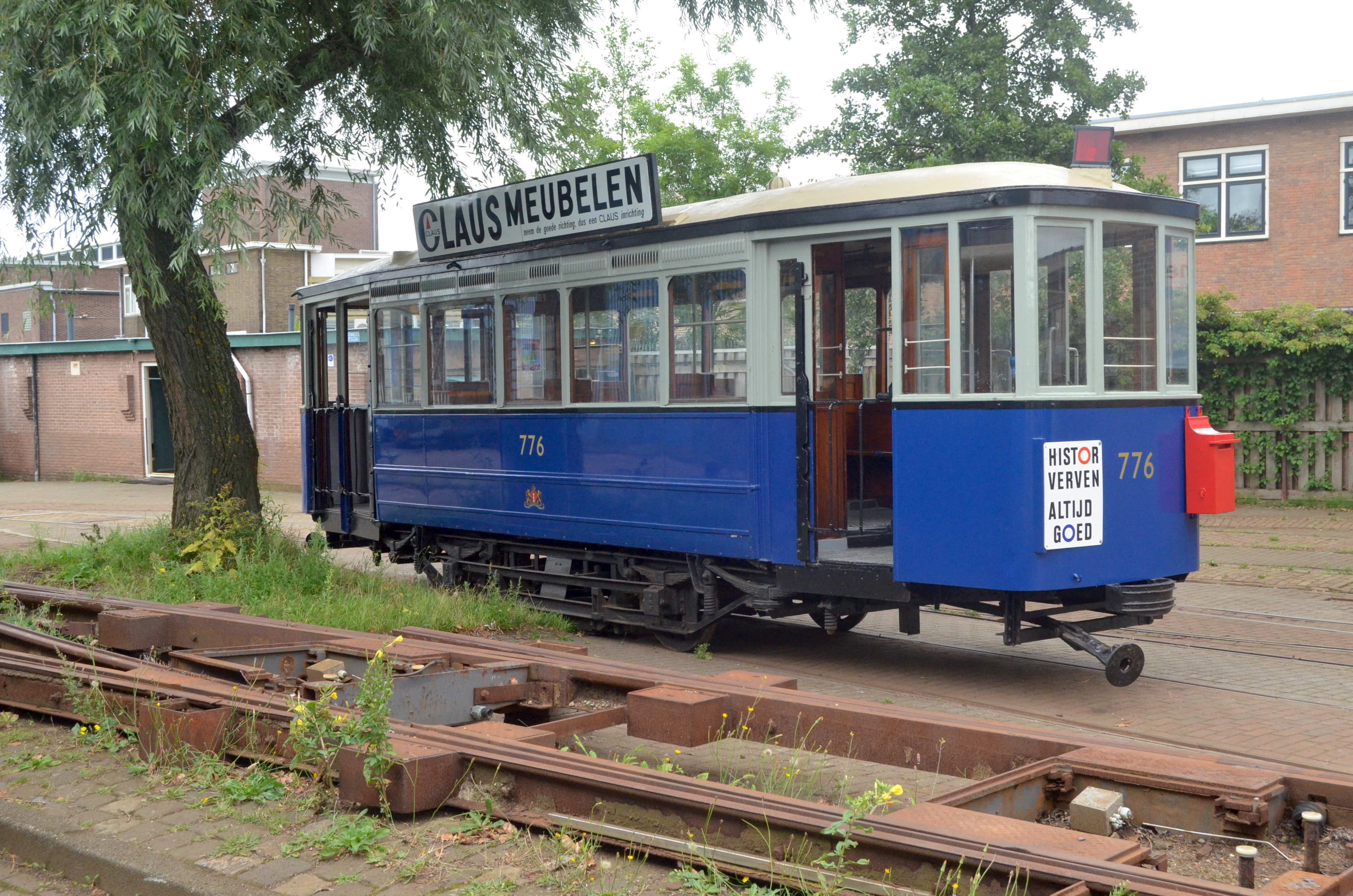
GVB 776 bij de Remise Karperweg.
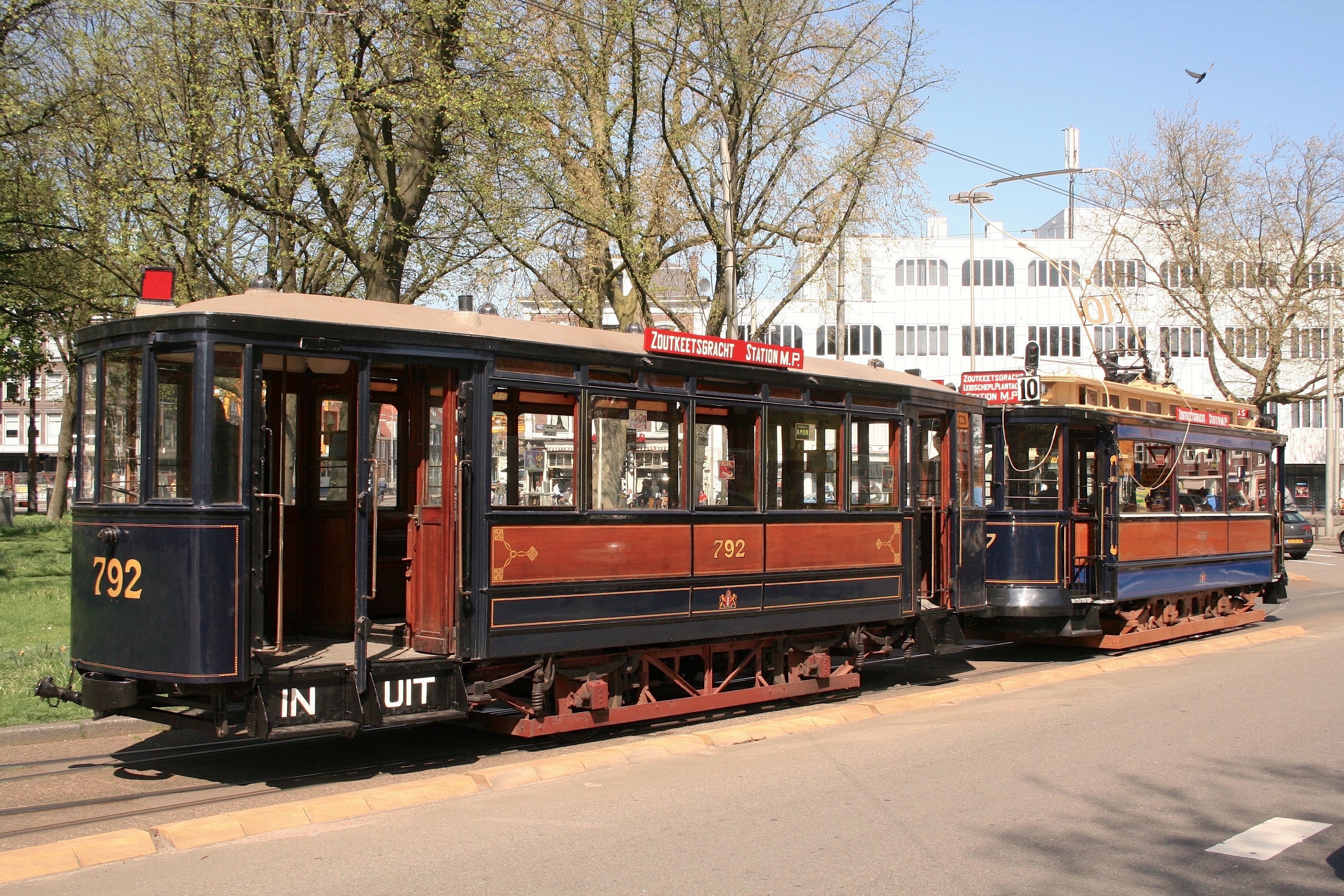
GTA 792 + 307 op het Weteringplantsoen.
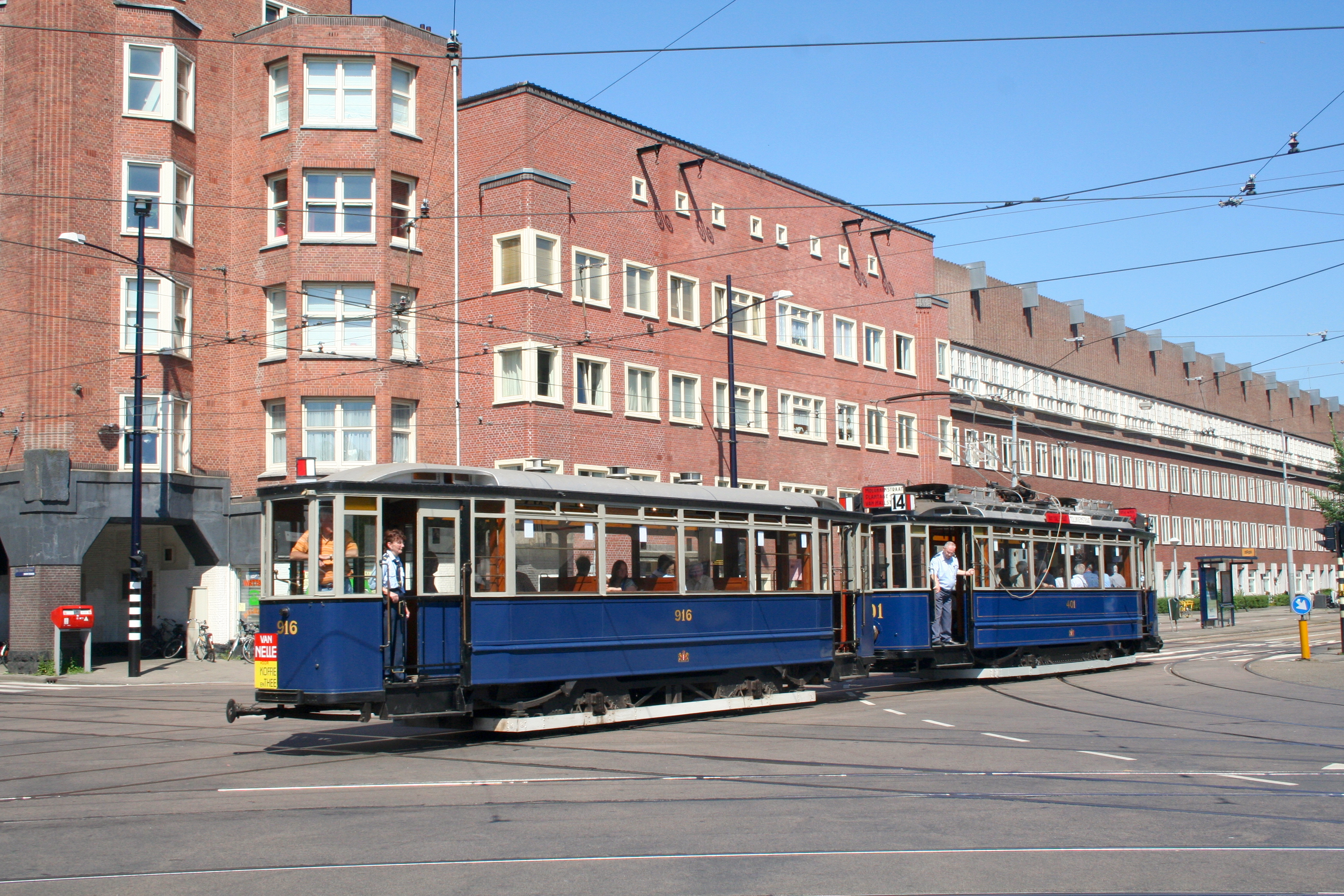
GVB 916 + 401 op het Mercatorplein.
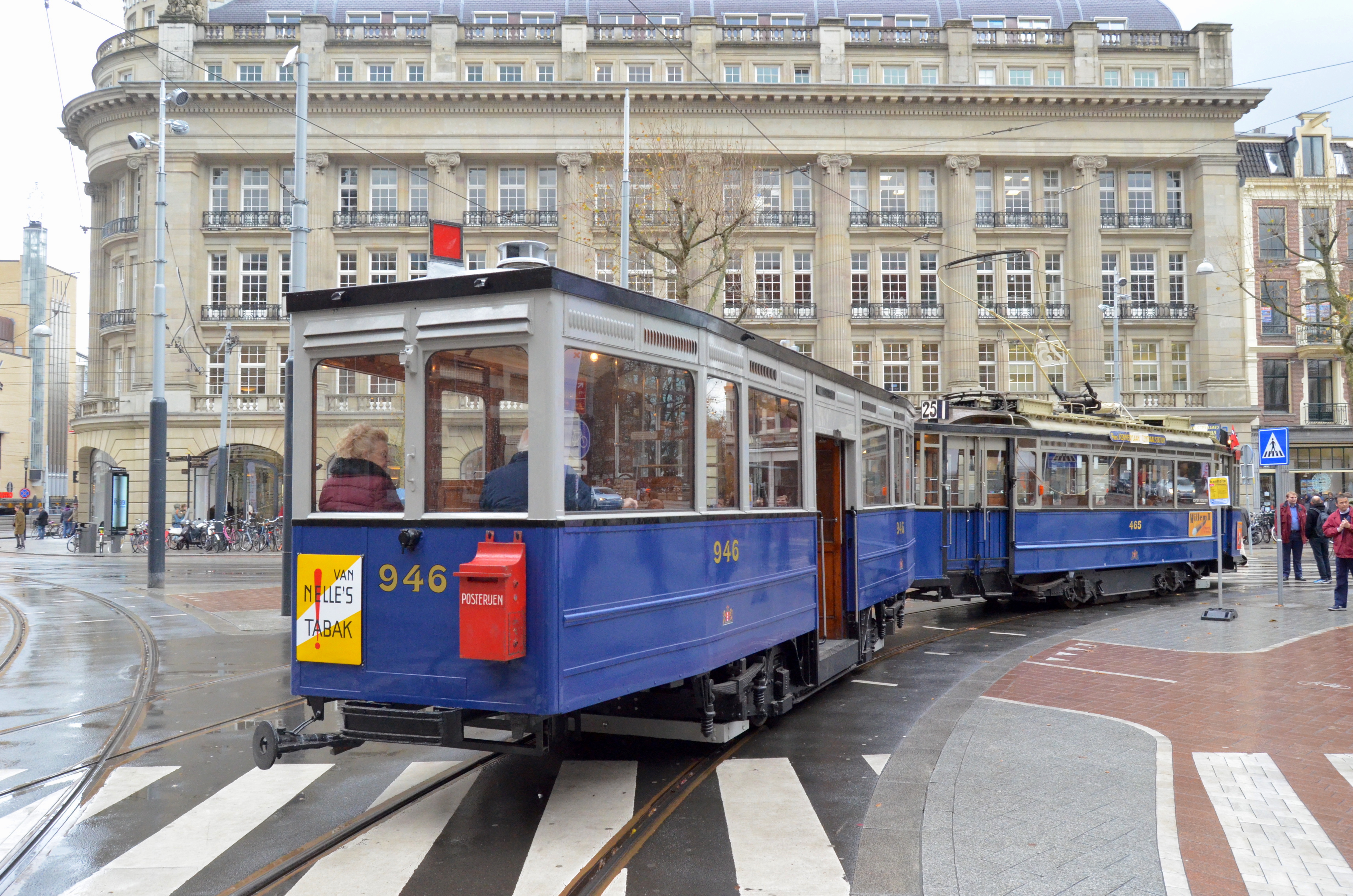
GVB 946 + 465 op het Leidseplein.
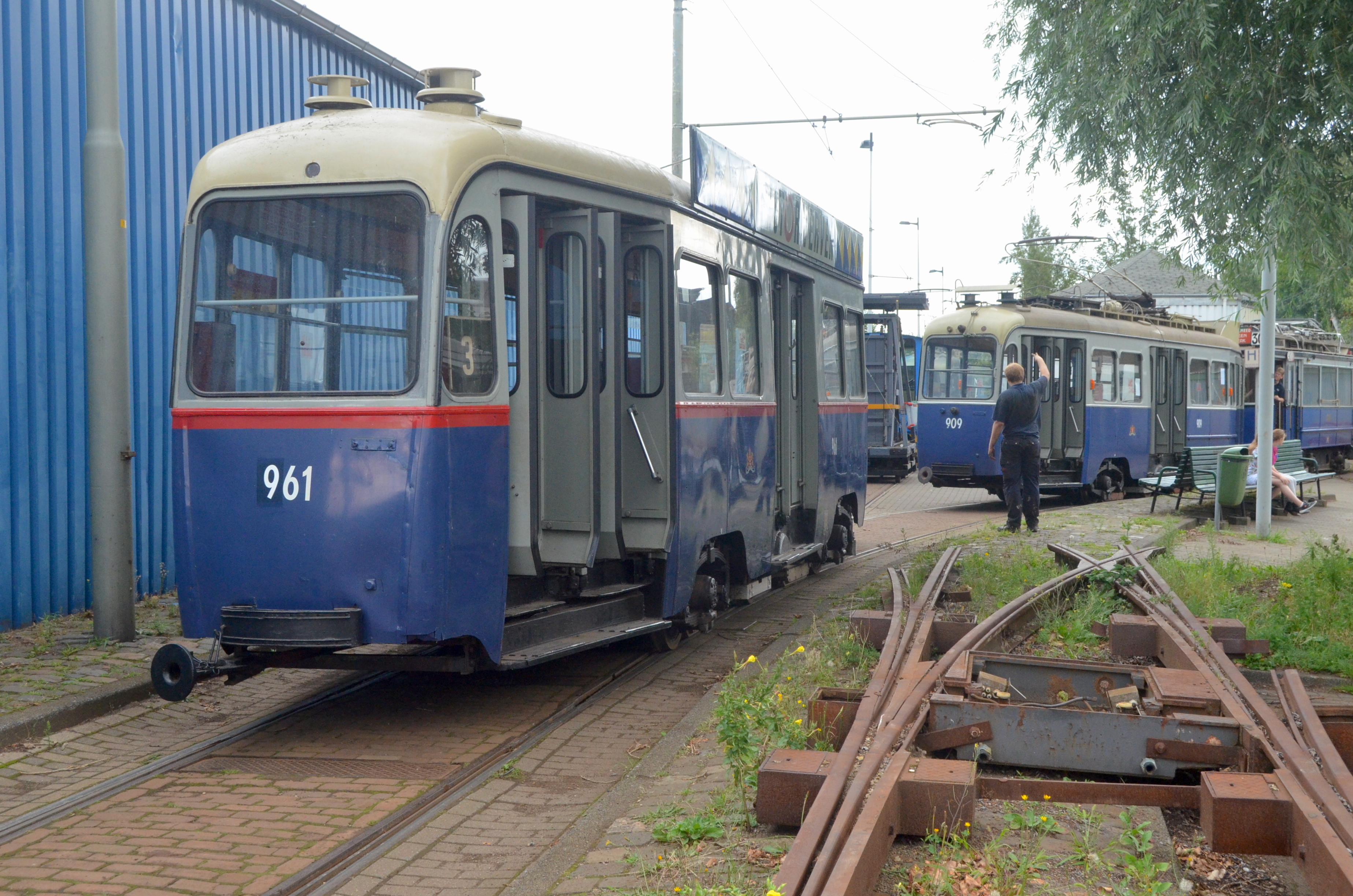
GVB 961 bij de Remise Karperweg.
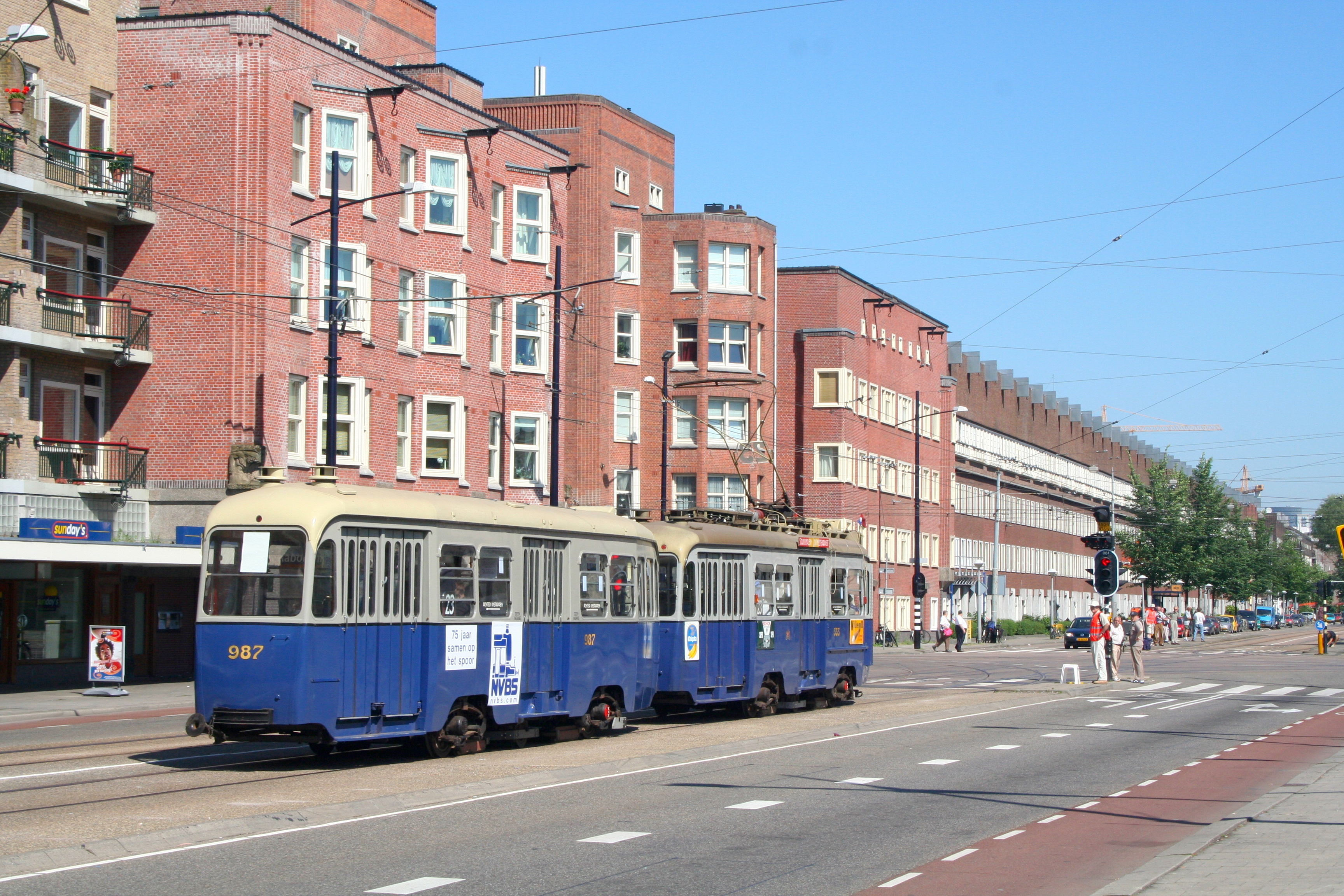
GVB 987 + 533 op het Mercatorplein.
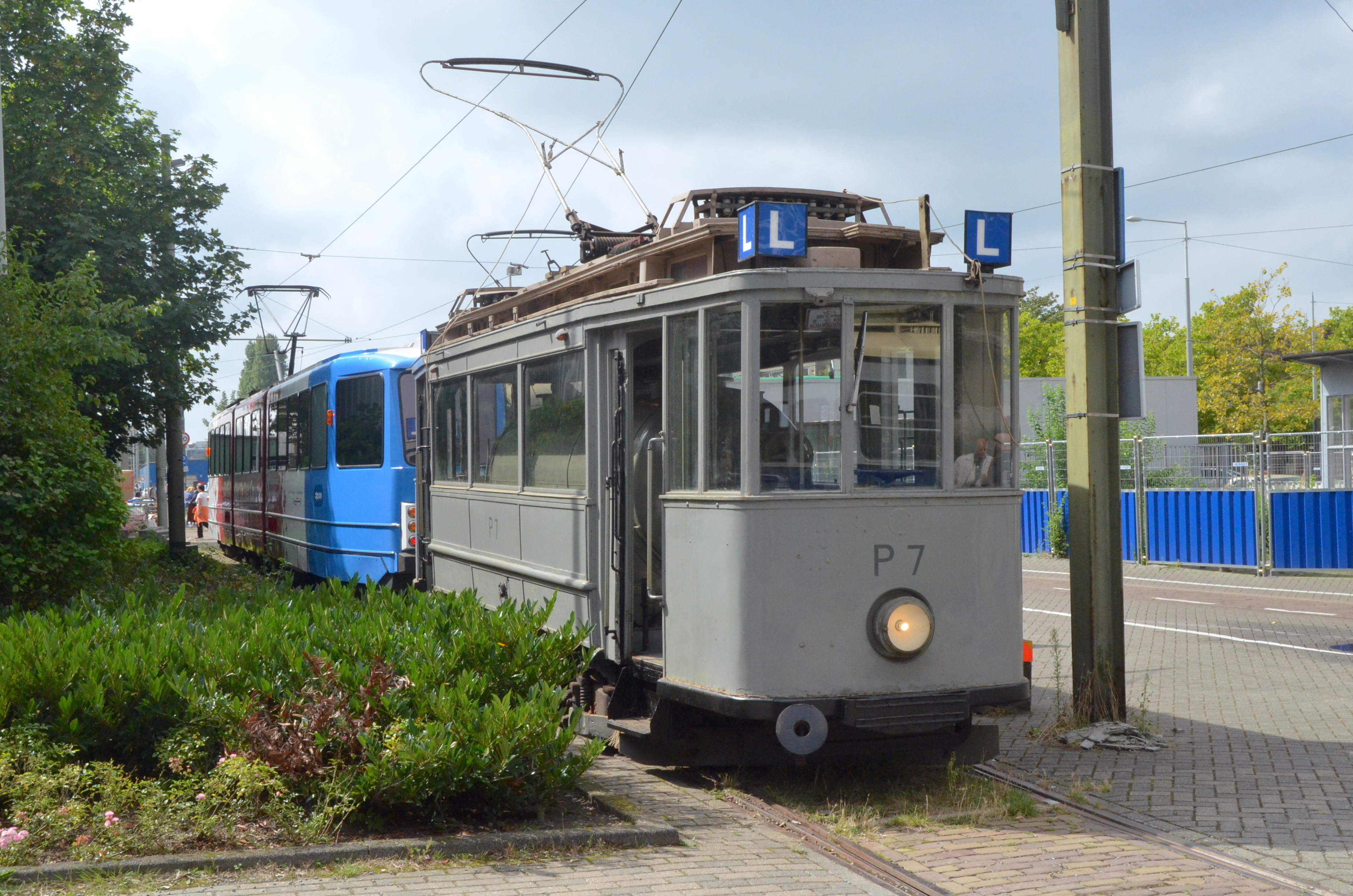
GVB P7 bij het Haarlemmermeerstation.
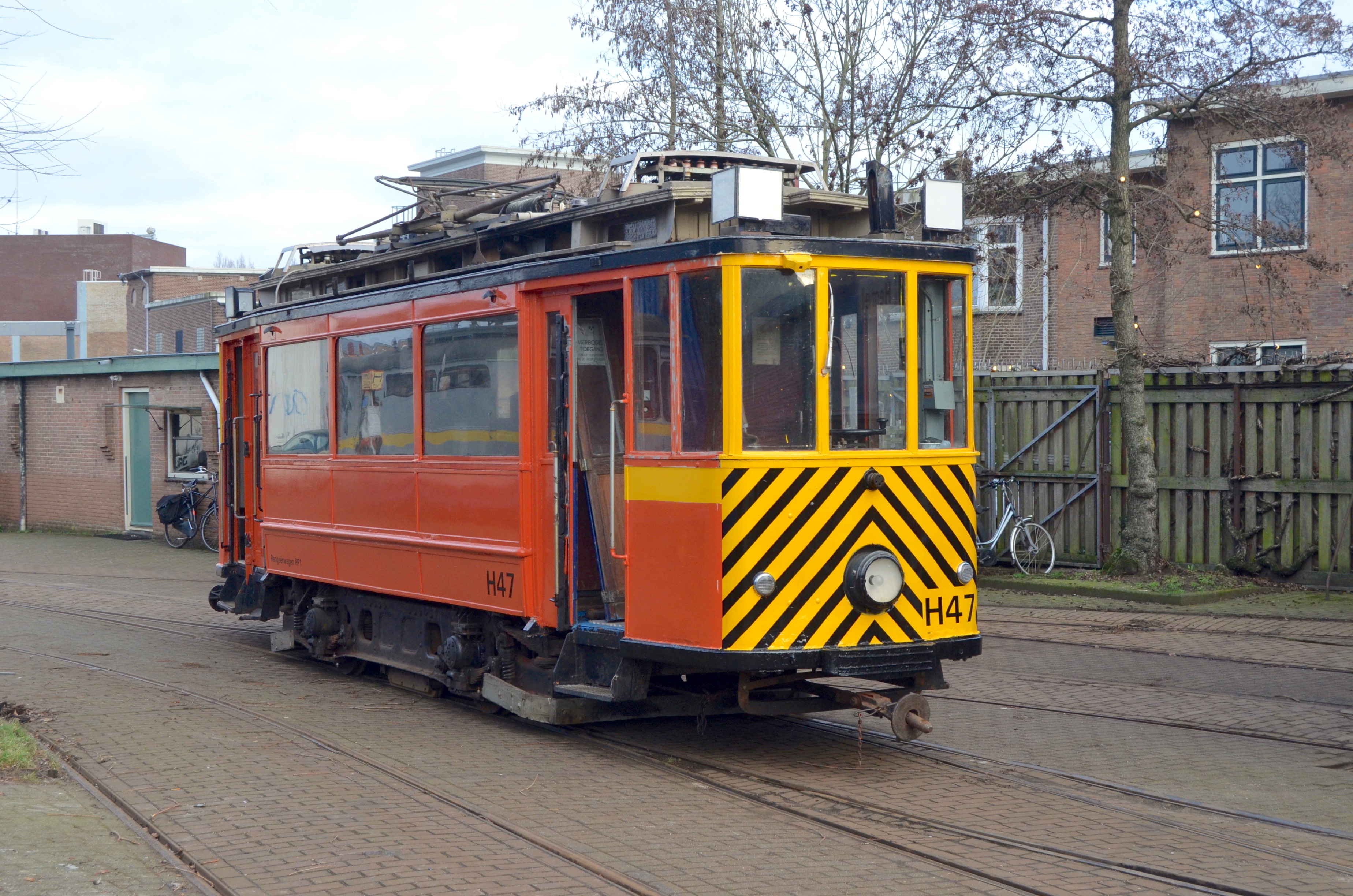
GVB H47 (ex-330) bij de Remise Karperweg.
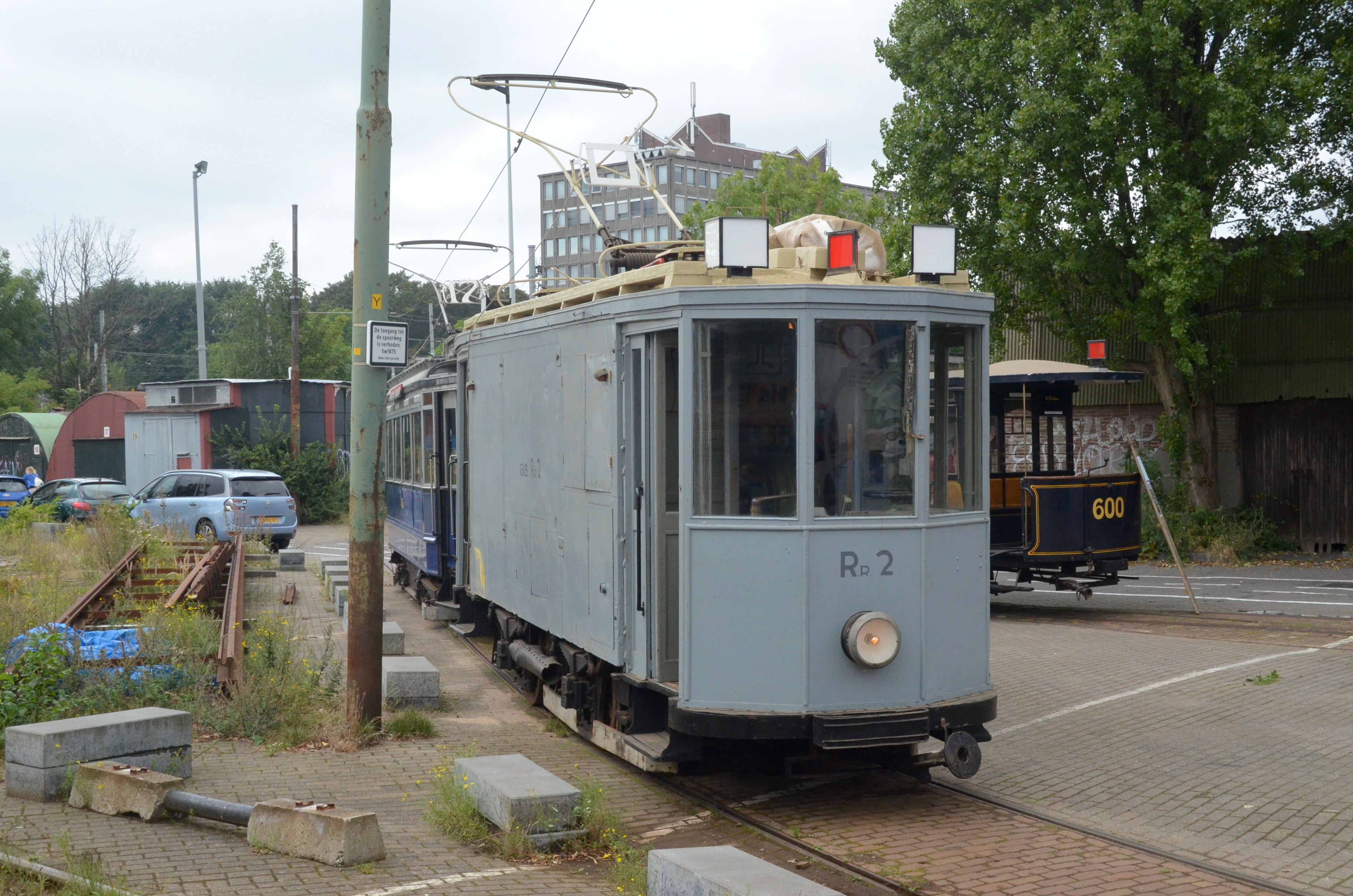
GVB Rr2 bij de Remise Karperweg.
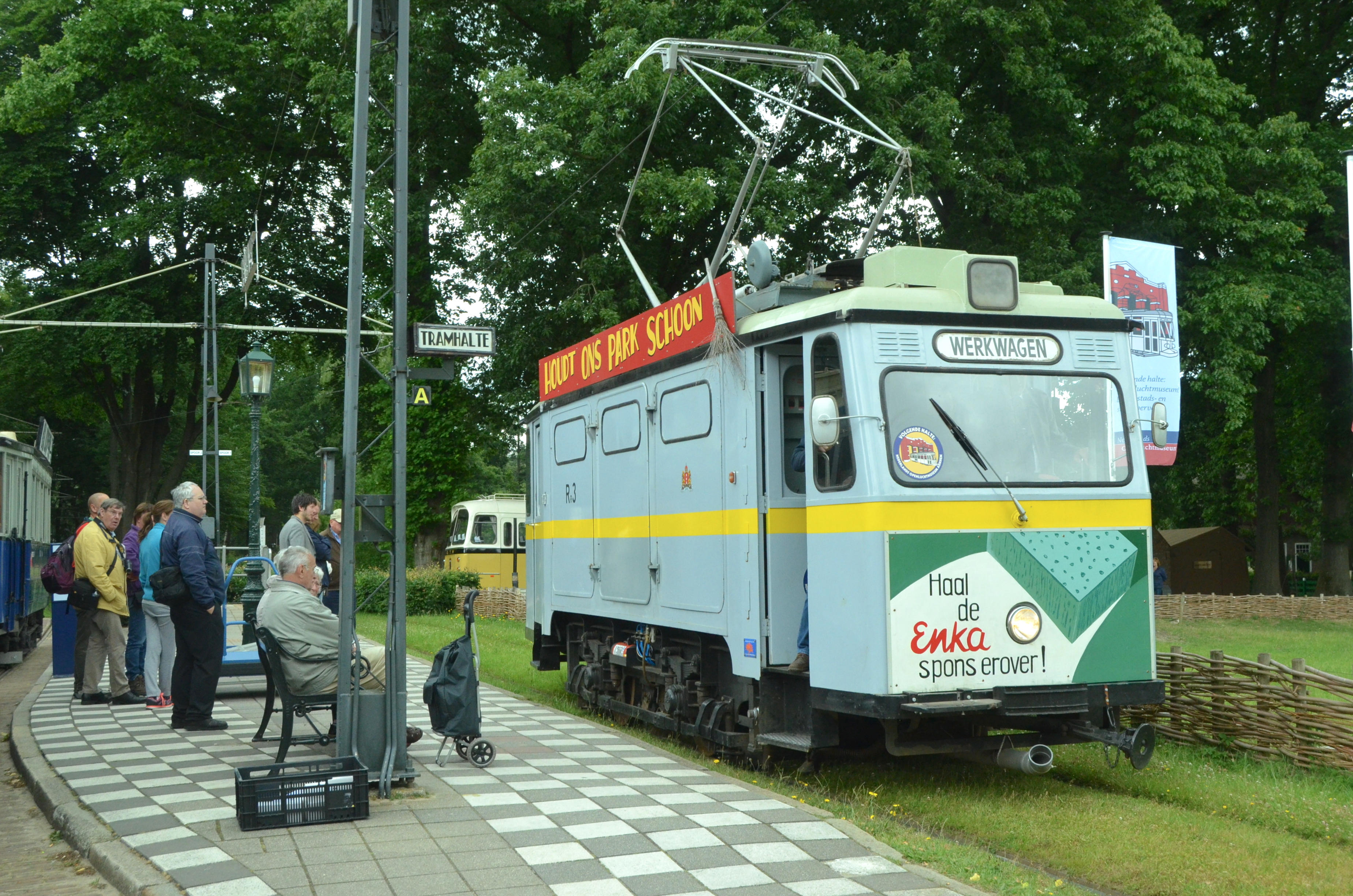
GVB Rr3, Openluchtmuseum te Arnhem.
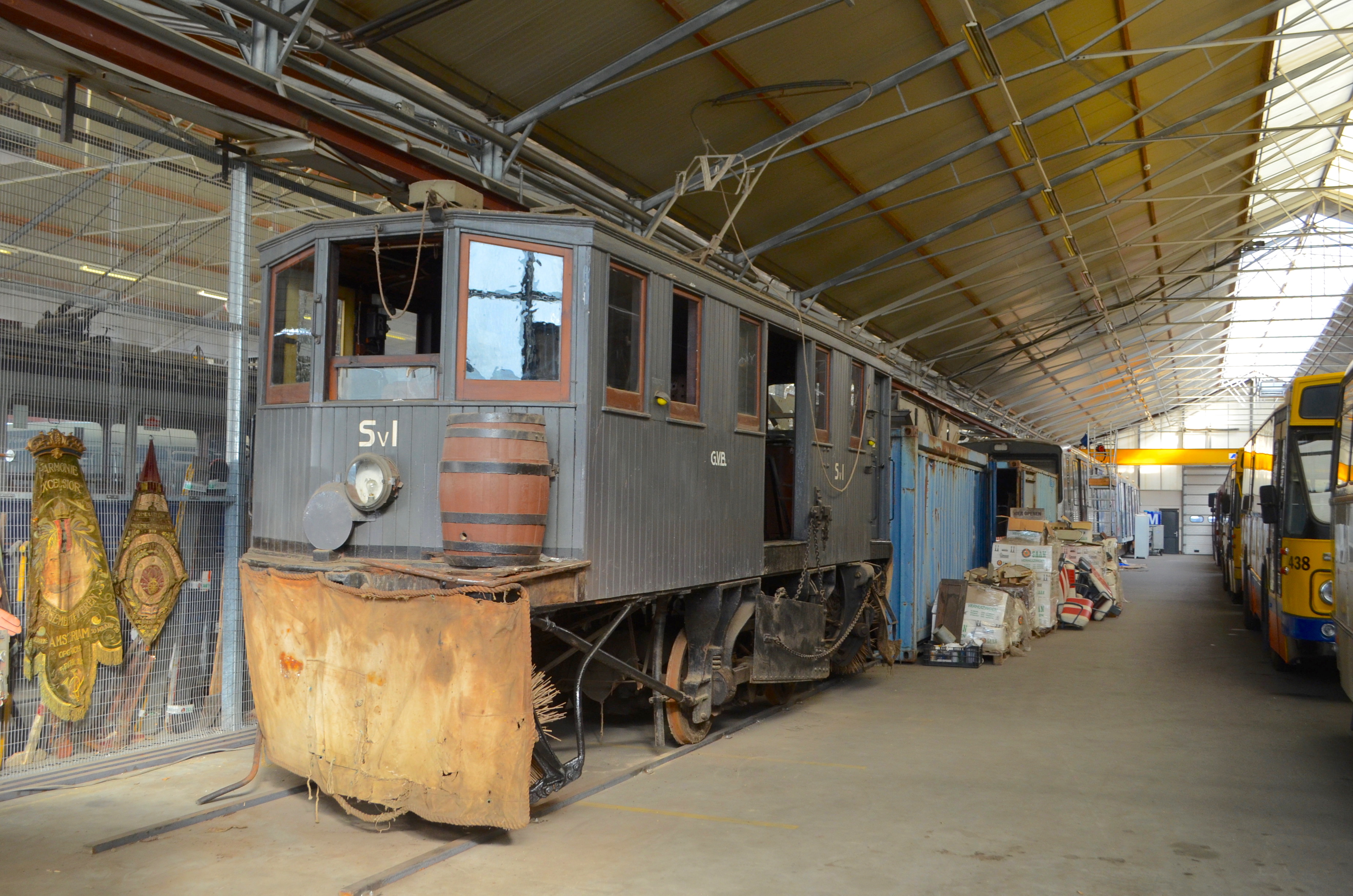
GVB Sv1 te Aalsmeer.
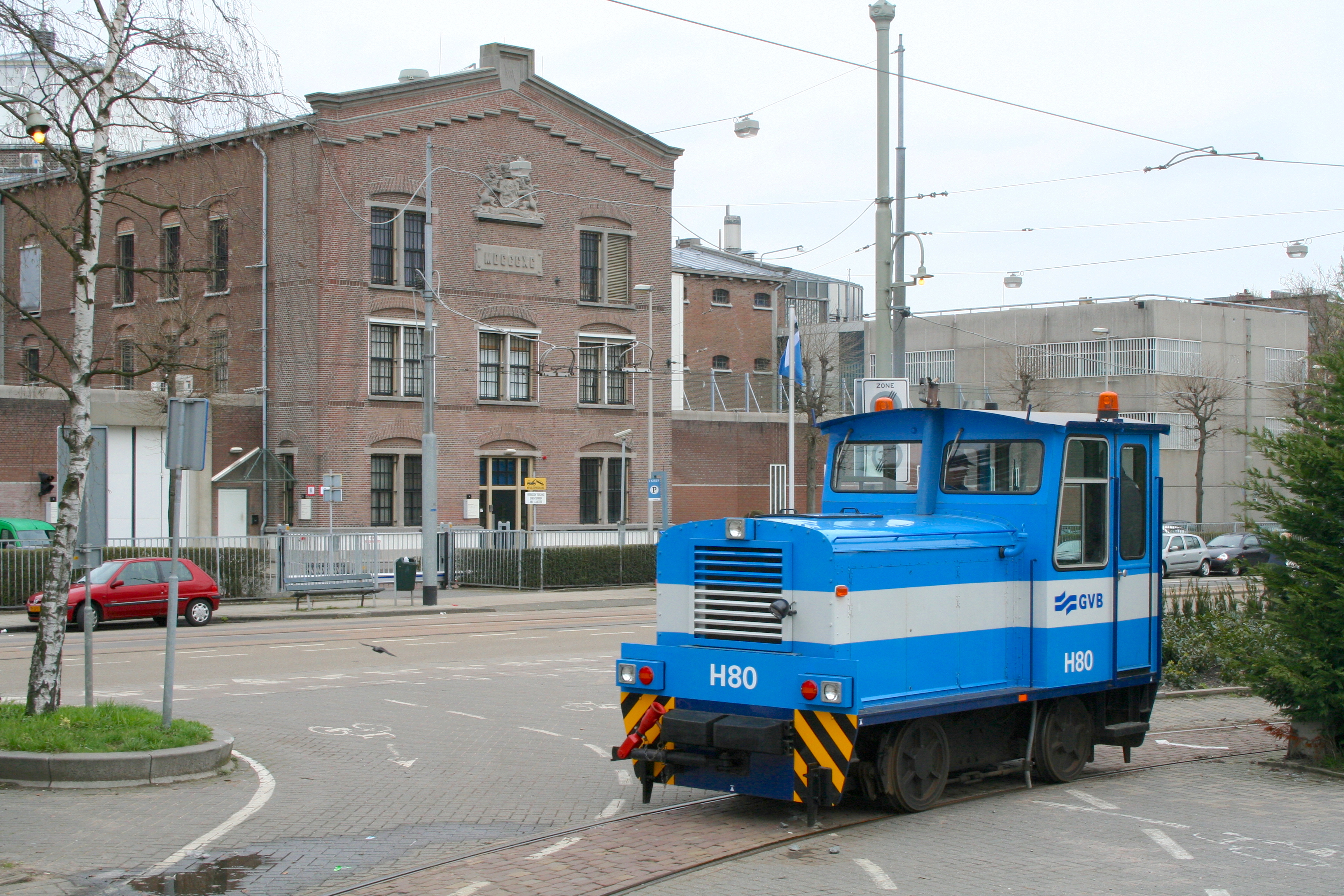
GVB dieselloc H80 bij het Haarlemmermeerstation.
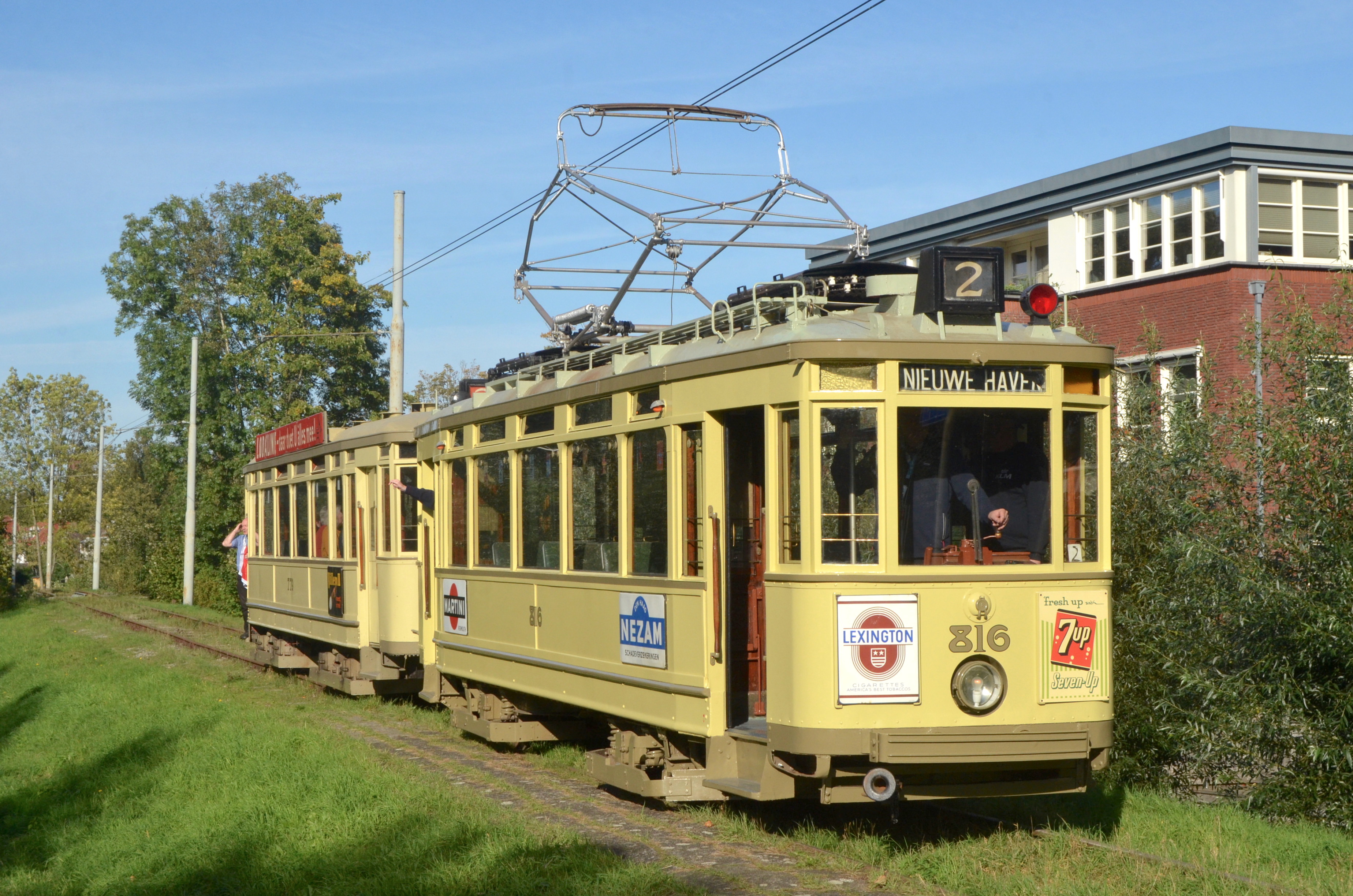
HTM 816 + 779 bij de Amsterdamseweg te Amstelveen.
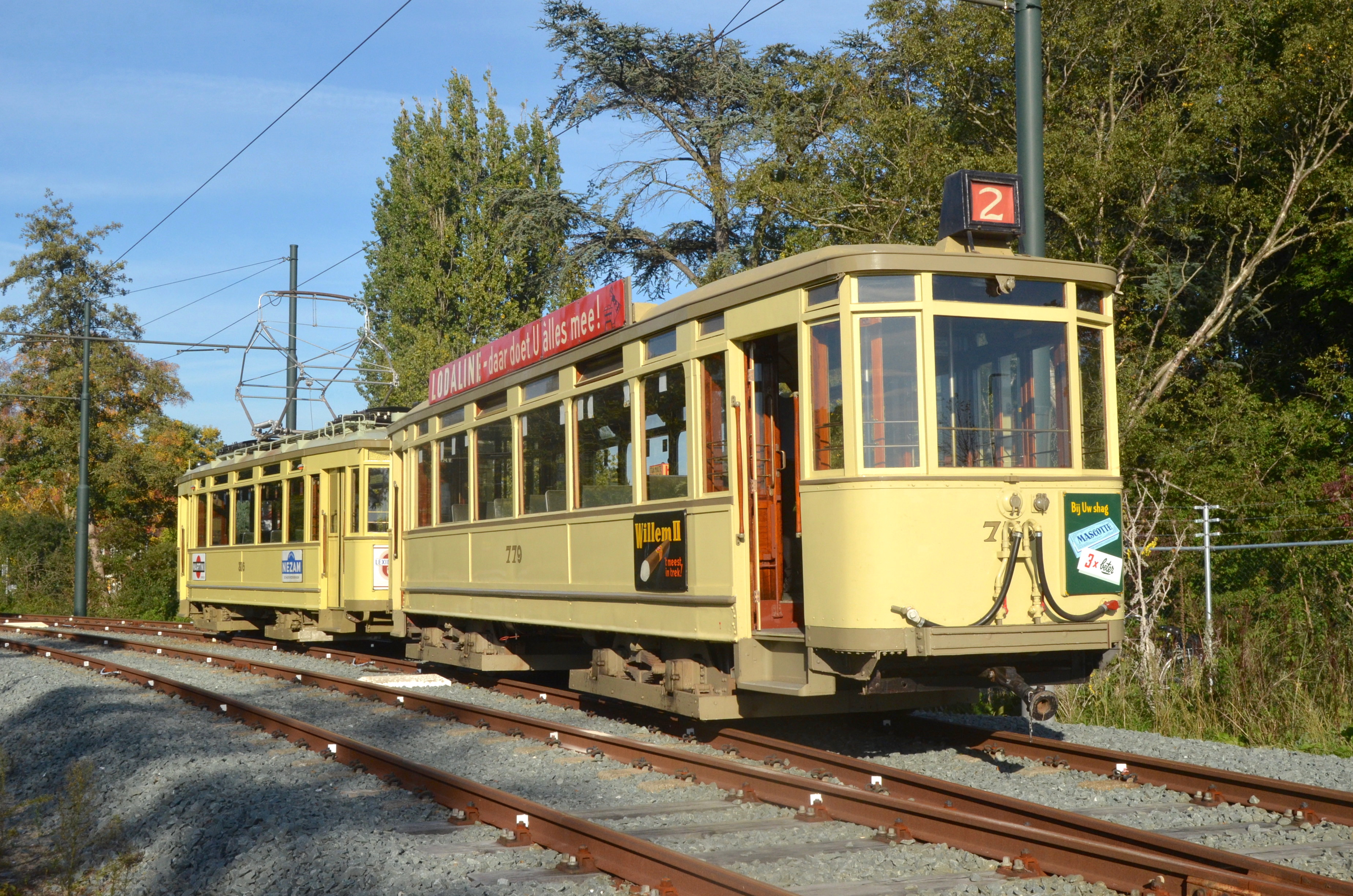
HTM 779 + 816 bij de Parklaan (wisselplaats) te Amstelveen.
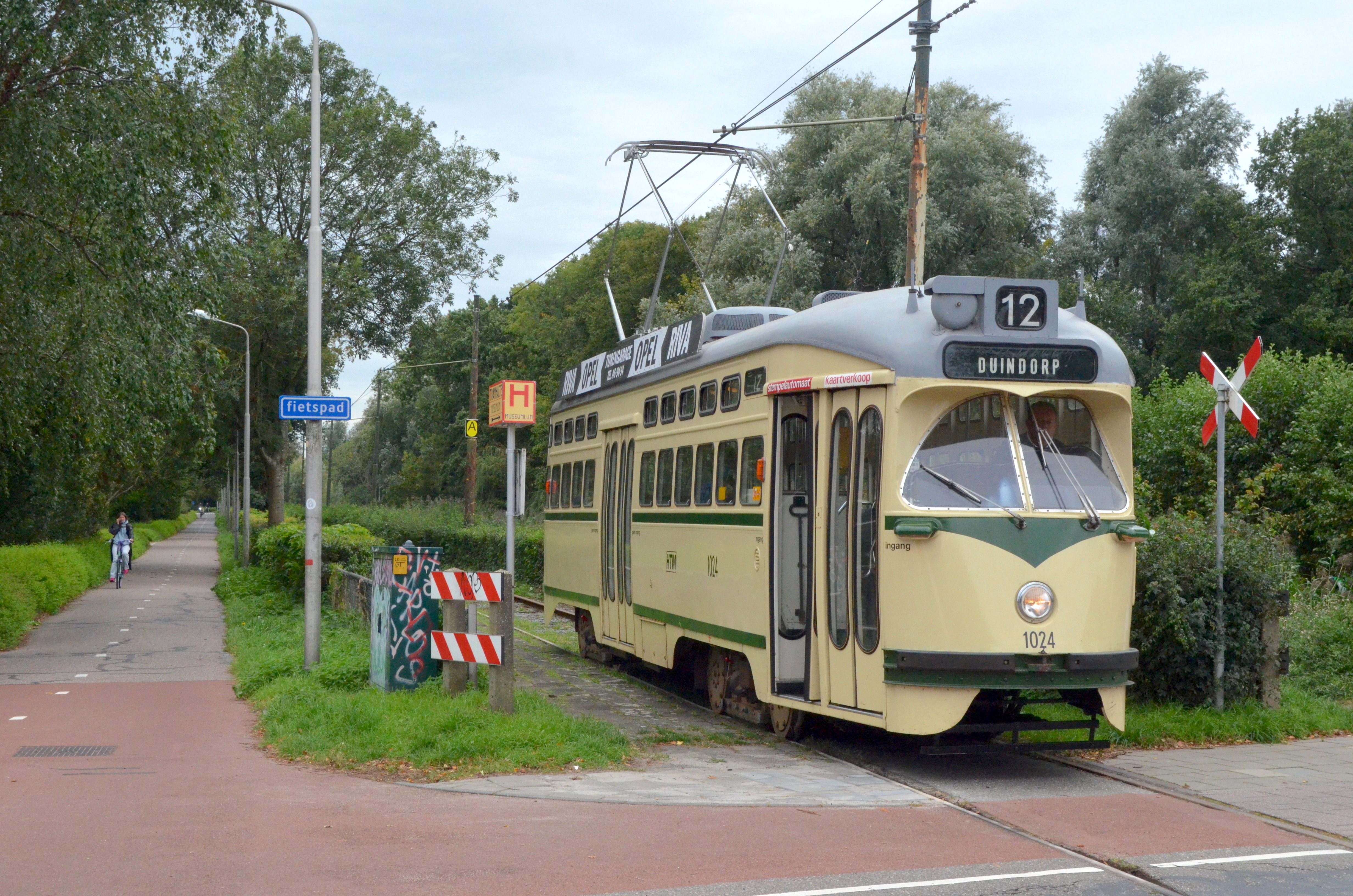
HTM 1024 bij de Molenweg te Amstelveen.
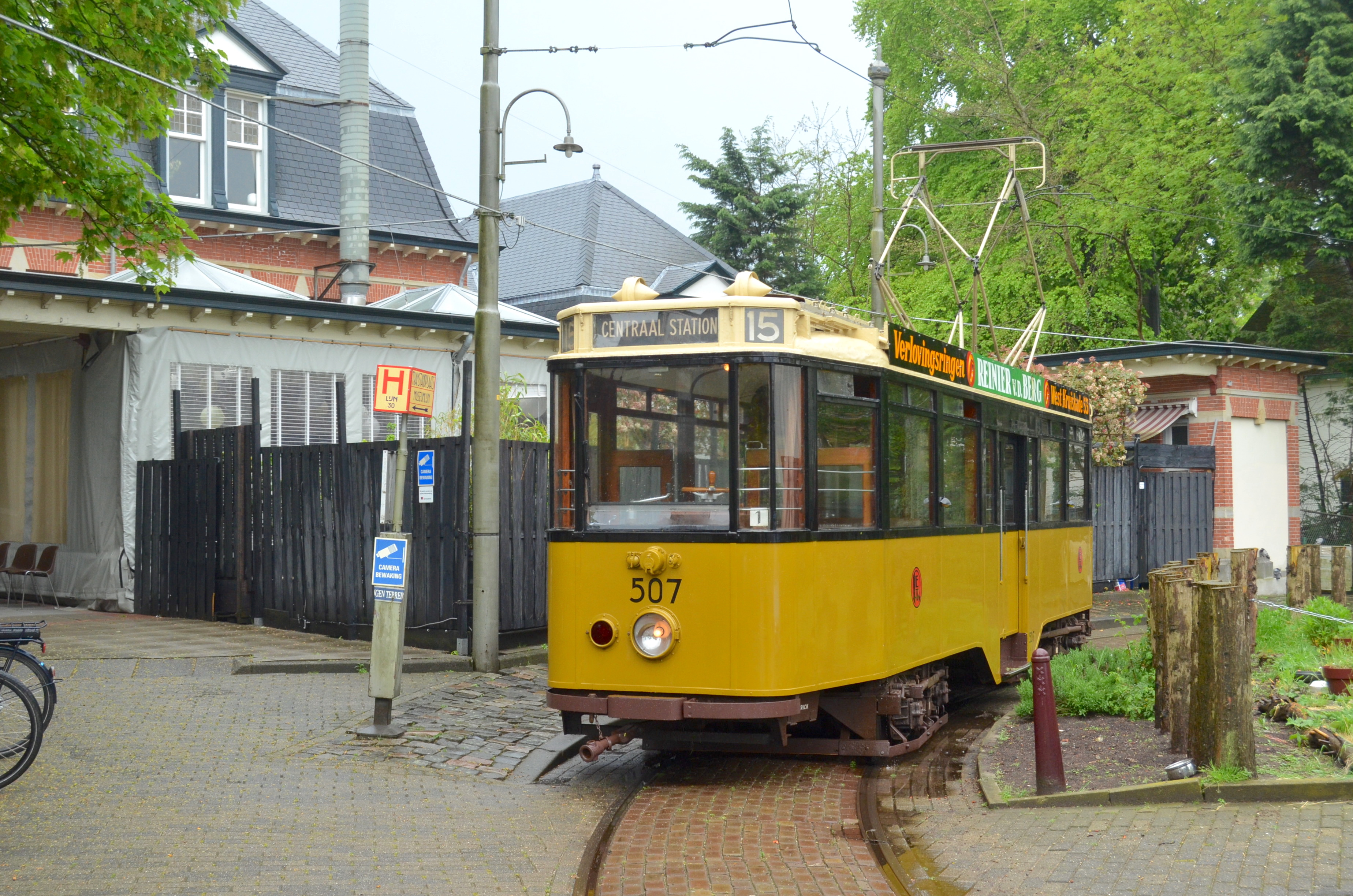
RET 507 bij het Haarlemmermeerstation.
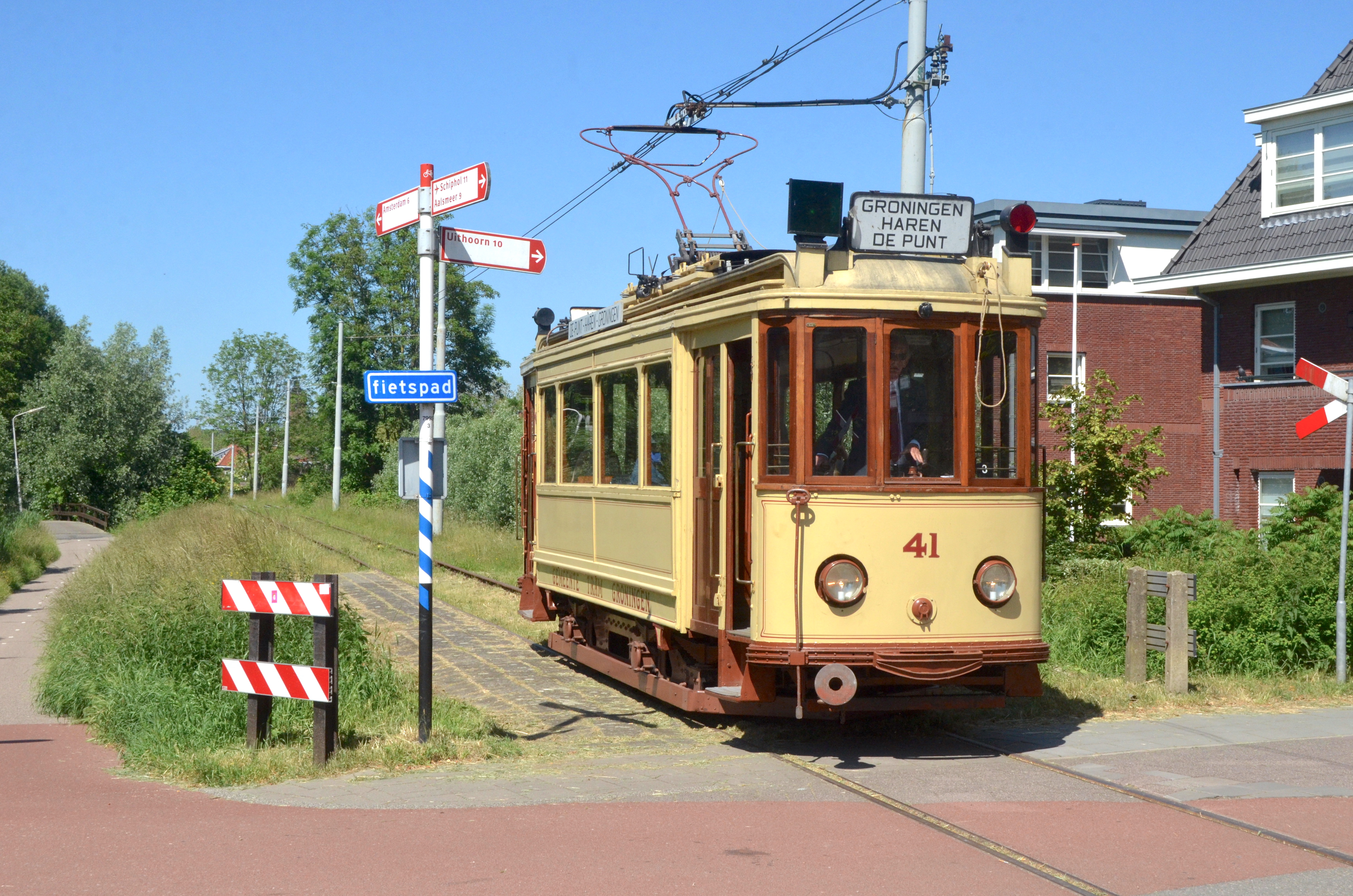
GTG 41 bij de Amsterdamseweg te Amstelveen.
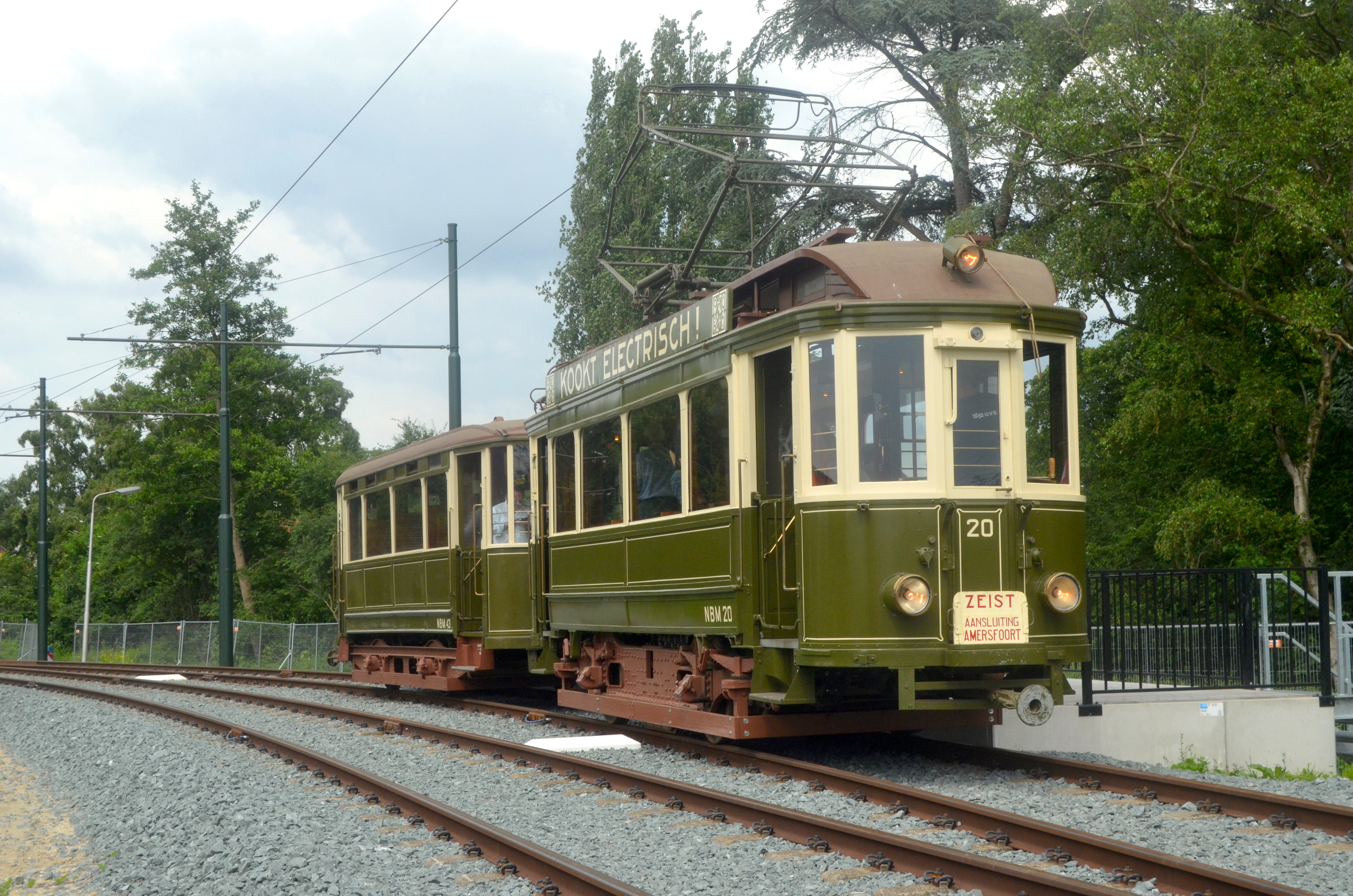
NBM 20 + 43 bij de Parklaan (wisselplaats) te Amstelveen.
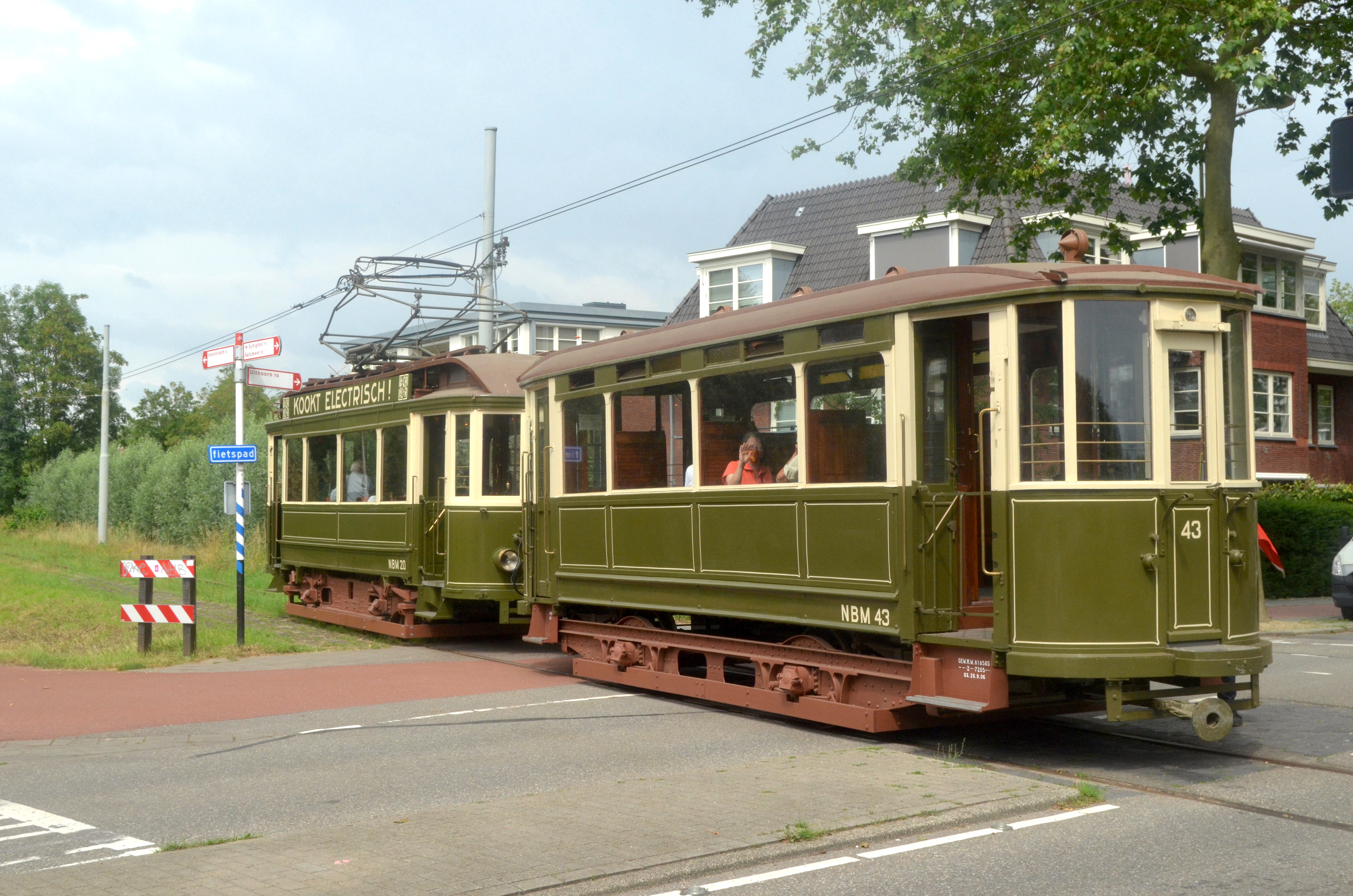
NBM 43 + 20 bij de Amsterdamseweg te Amstelveen.
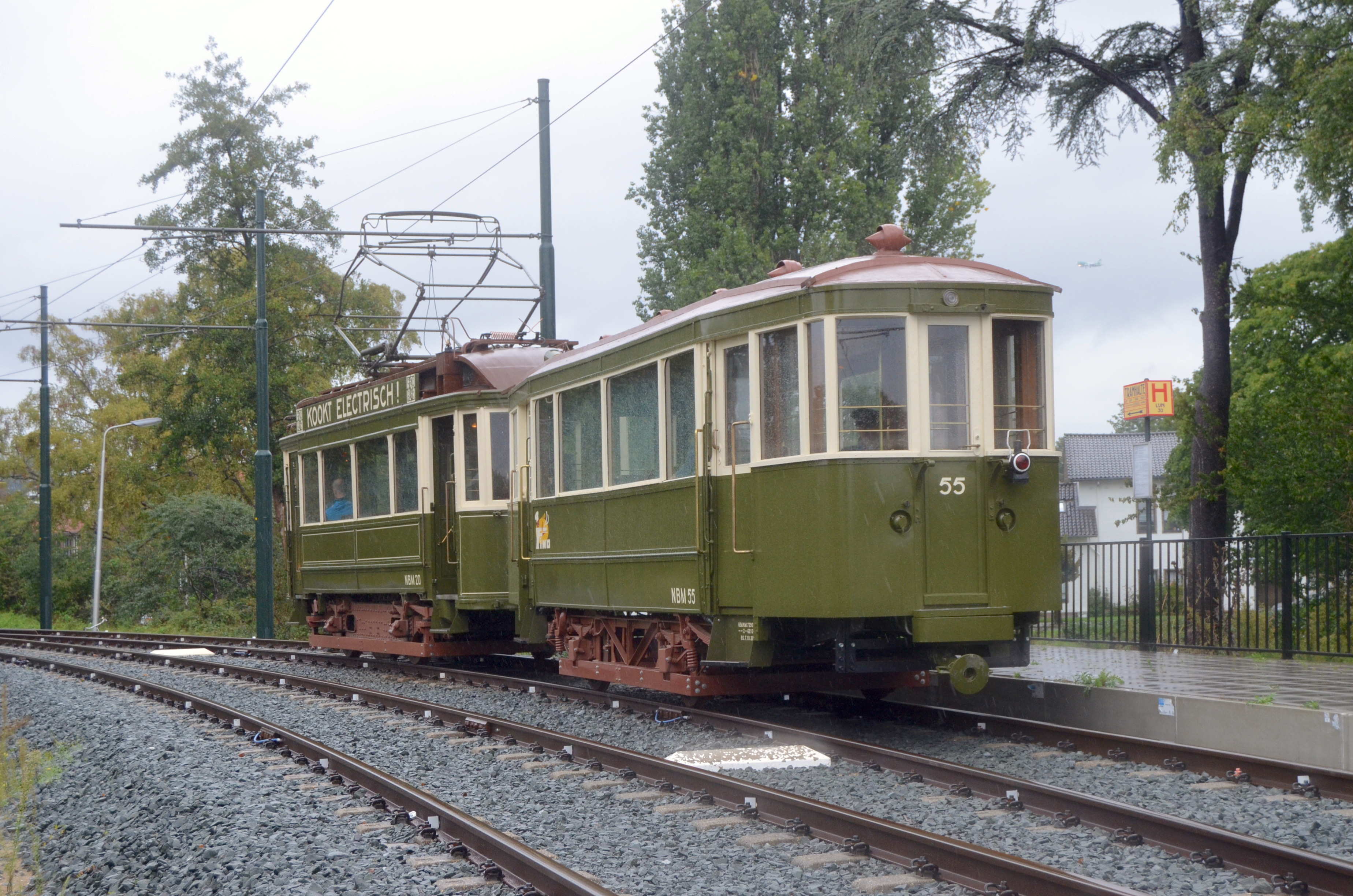
NBM 55 + 20 bij de Parklaan (wisselplaats) te Amstelveen.
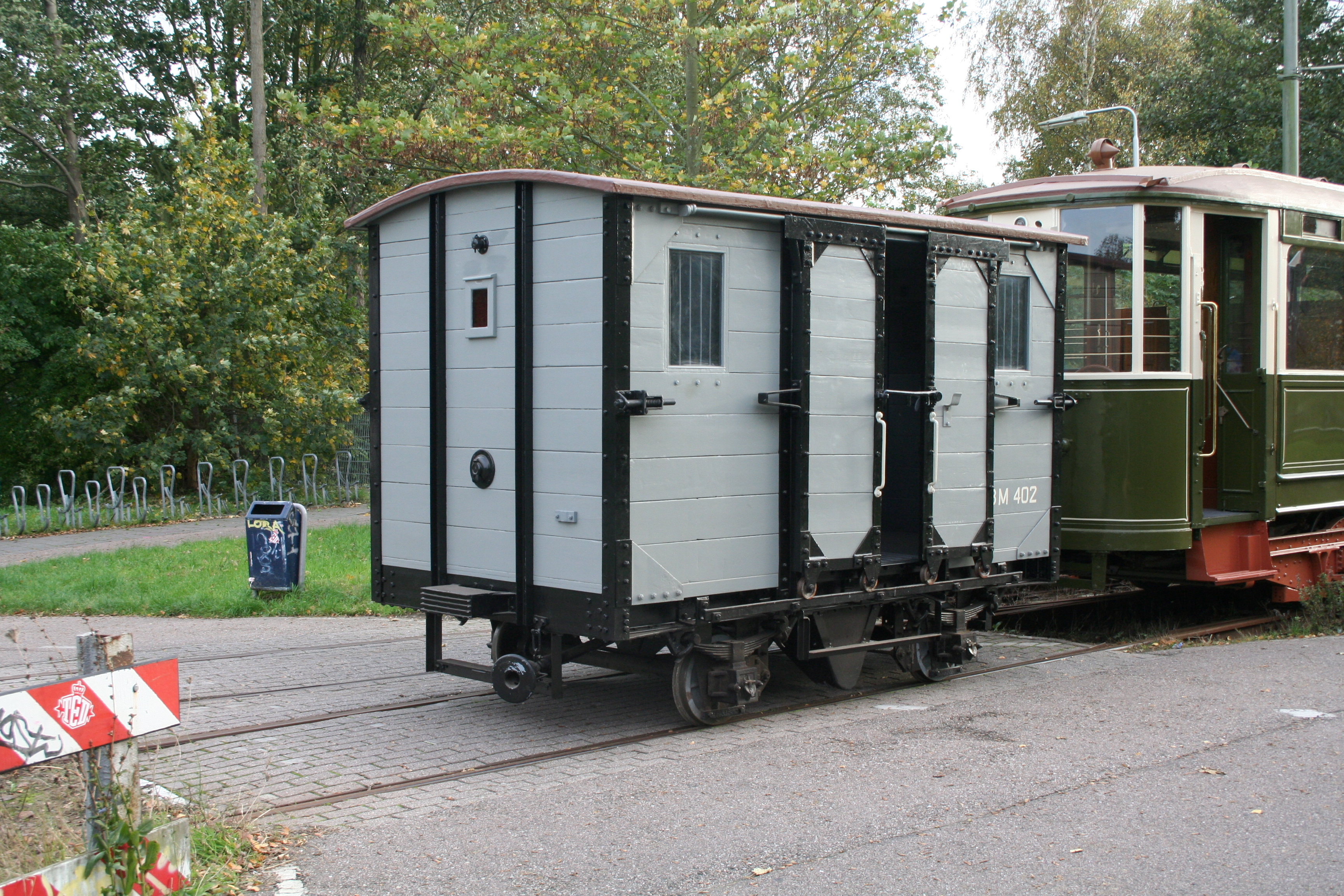
NBM 402 + 43 bij Station Amstelveen.
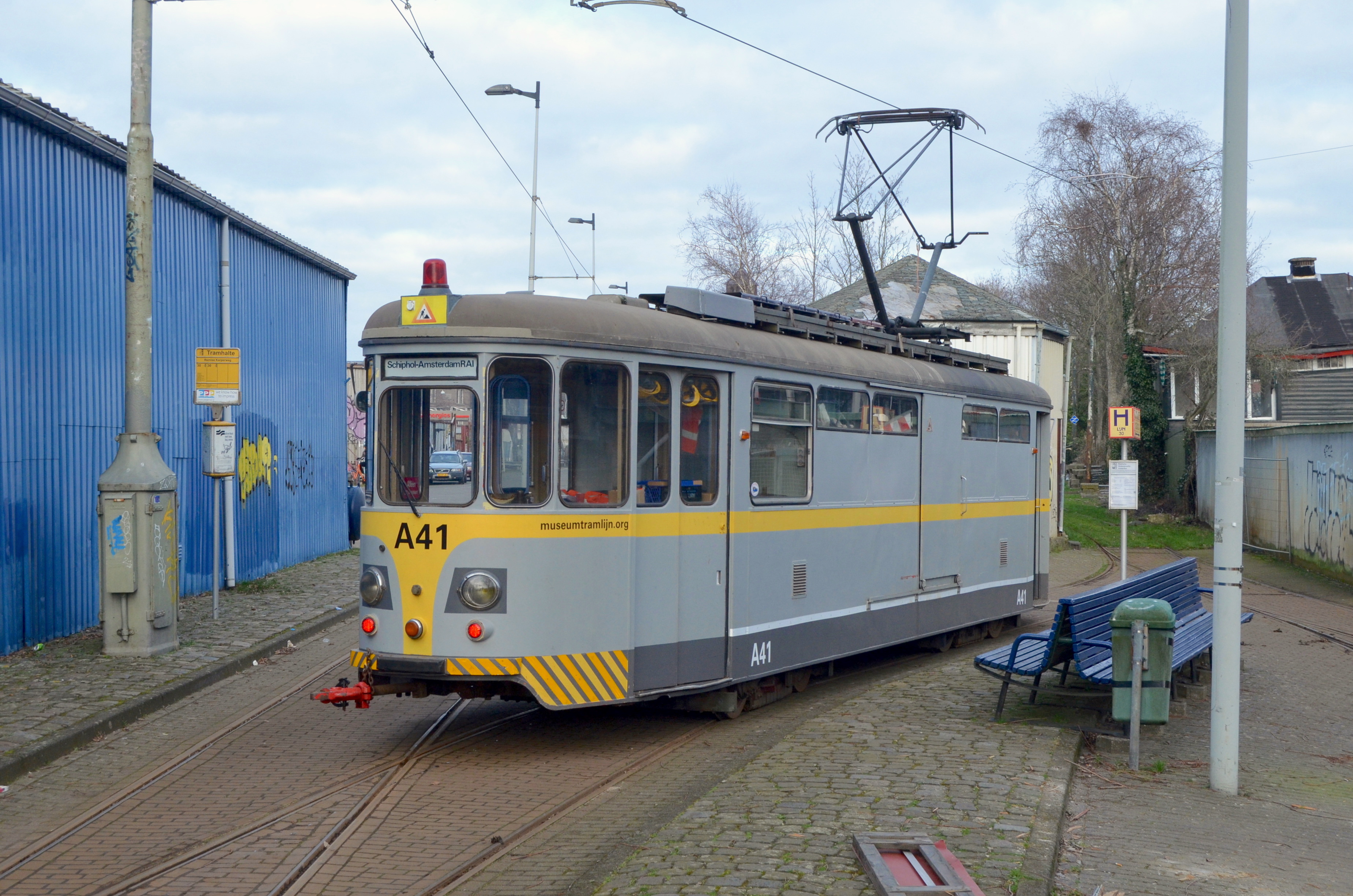
Bonn A41 bij de Remise Karperweg.
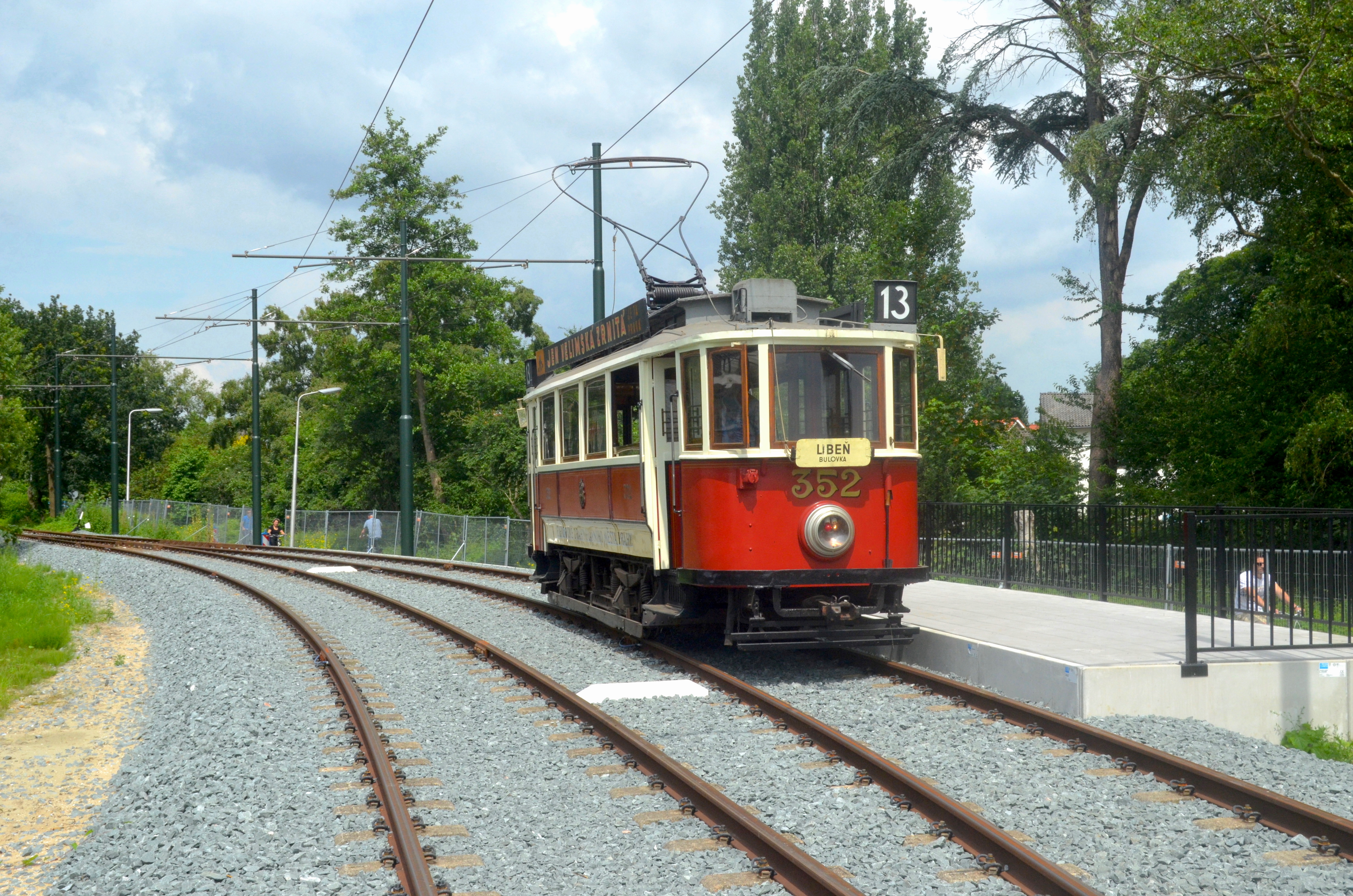
Praag 352 bij de Parklaan (wisselplaats) te Amstelveen.
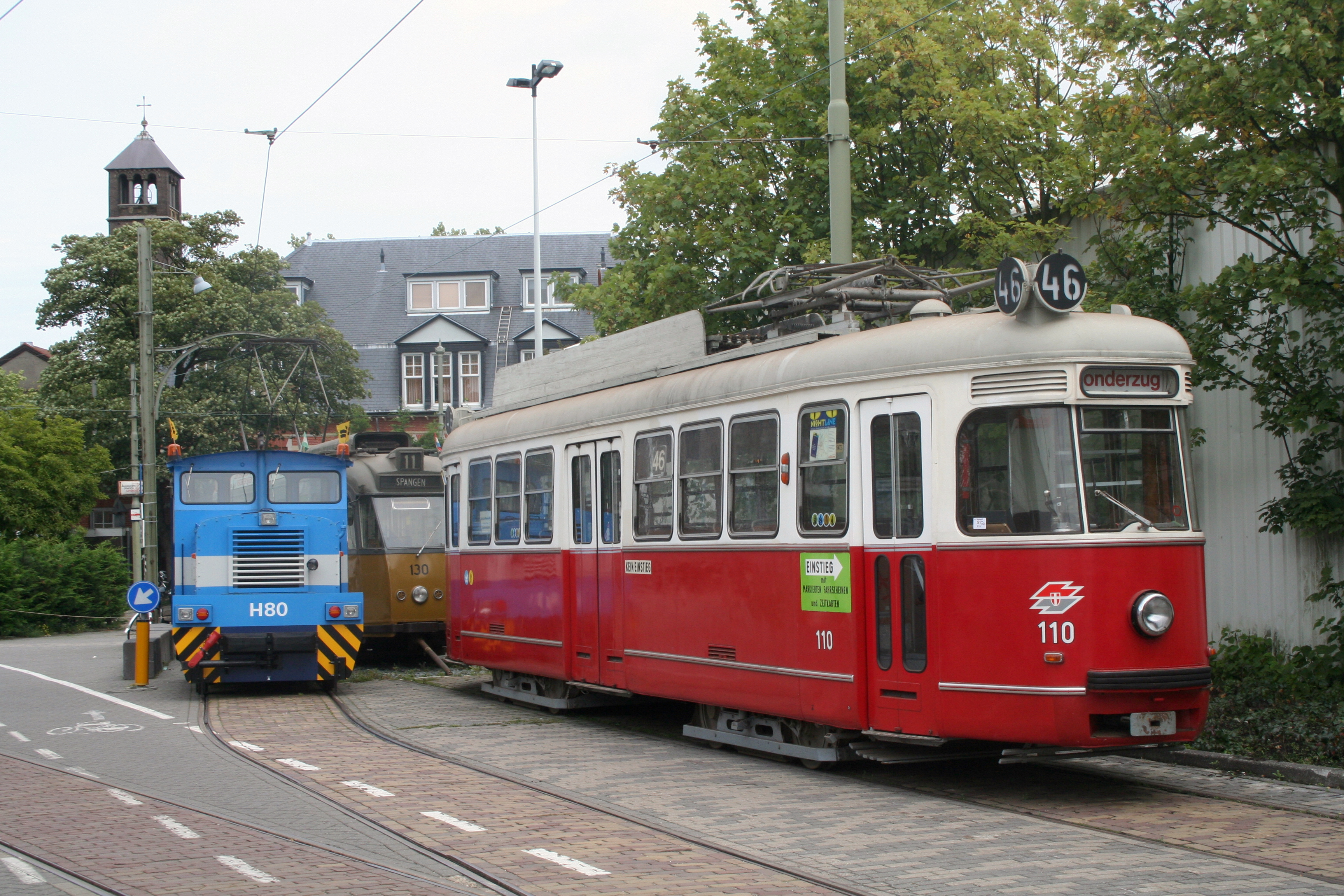
WVB 110 bij het Haarlemmermeerstation (links GVB H80).
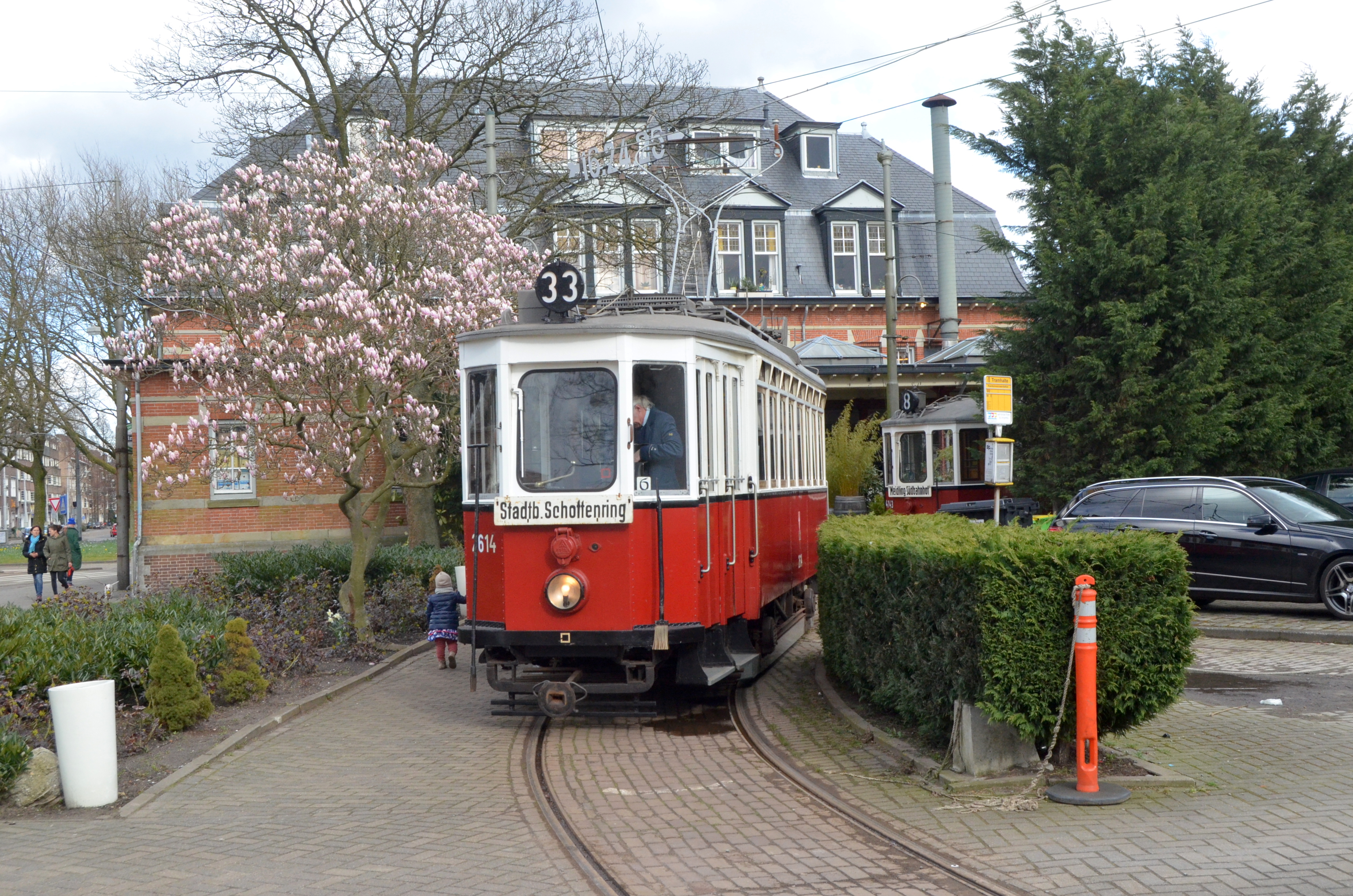
WVB 2614 bij het Haarlemmermeerstation.
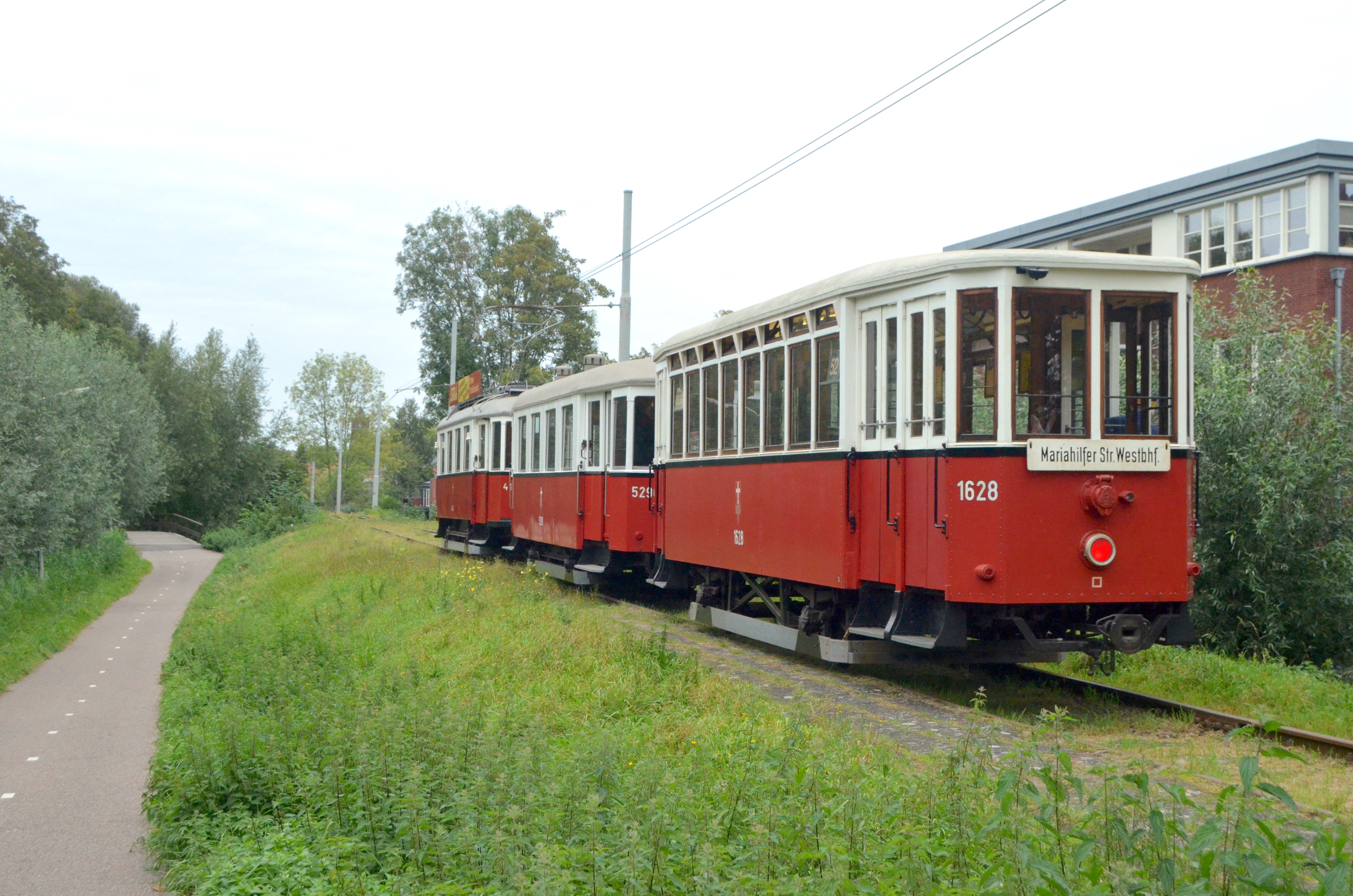
WVB 1628 + 5290 + 4143 bij de Amsterdamseweg te Amstelveen.
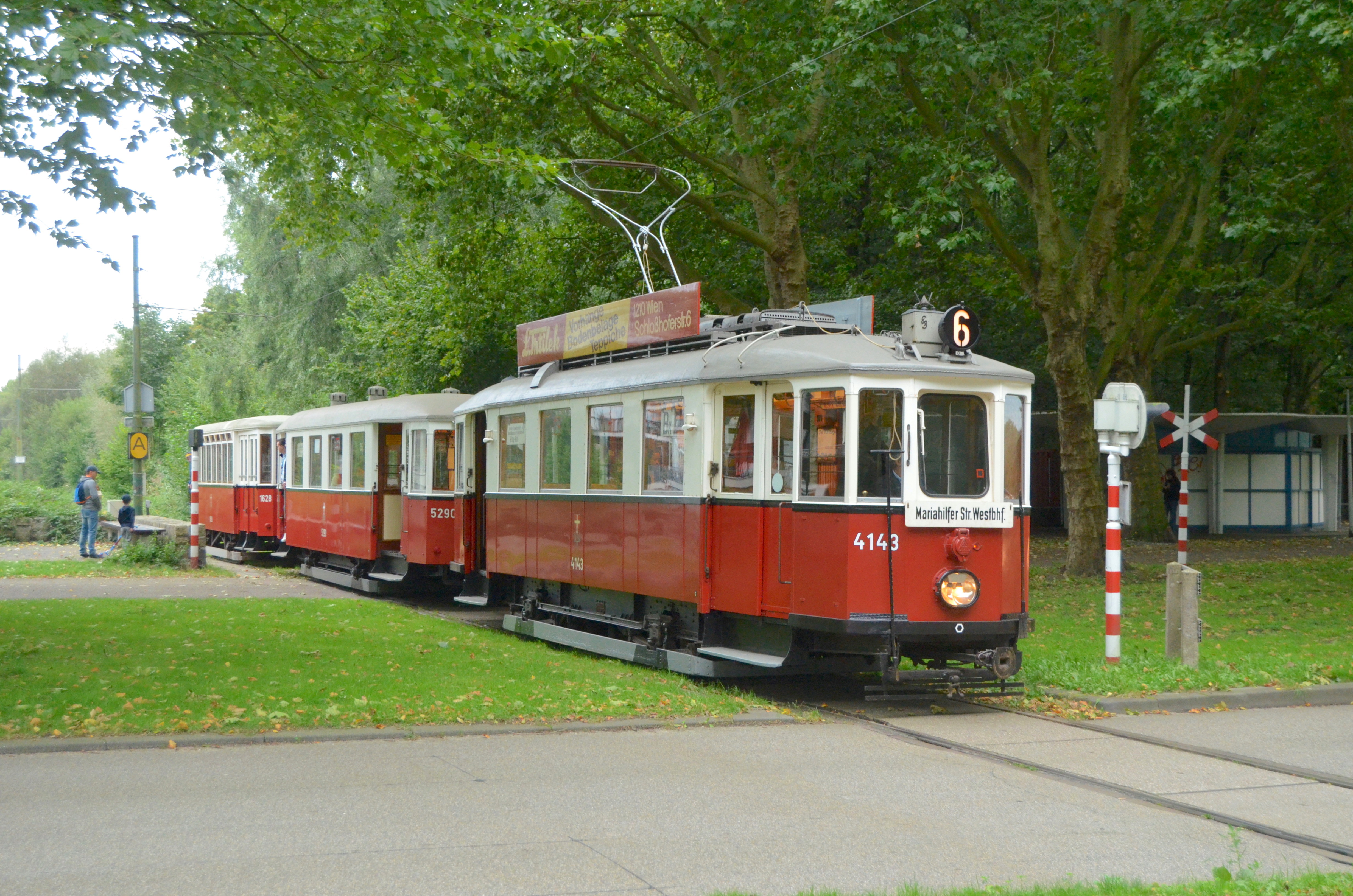
WVB 4143 + 5290 + 1628 bij de Van Nijenrodeweg.
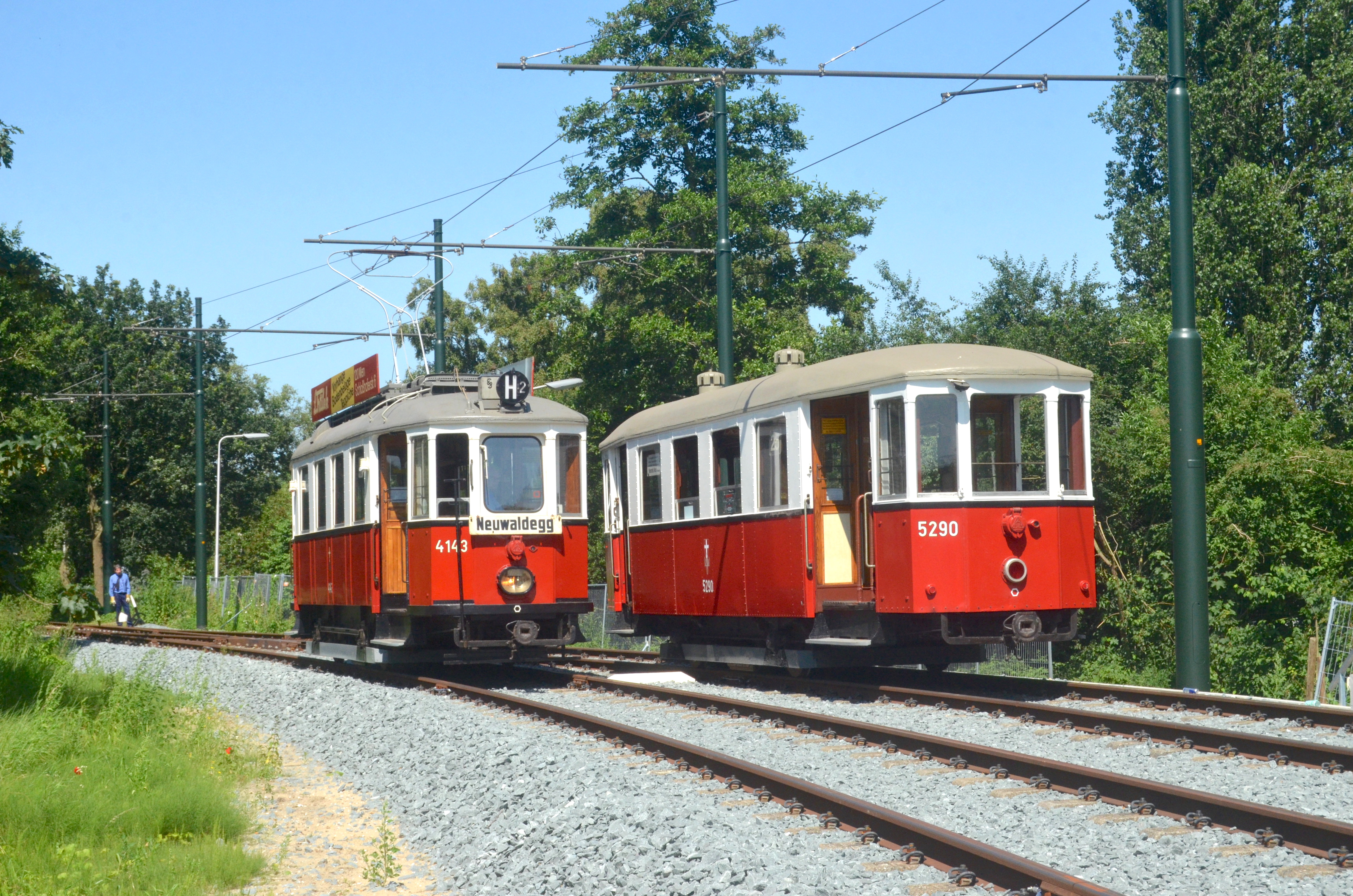
WVB 4143 en 5290 bij de Parklaan (wisselplaats) te Amstelveen.
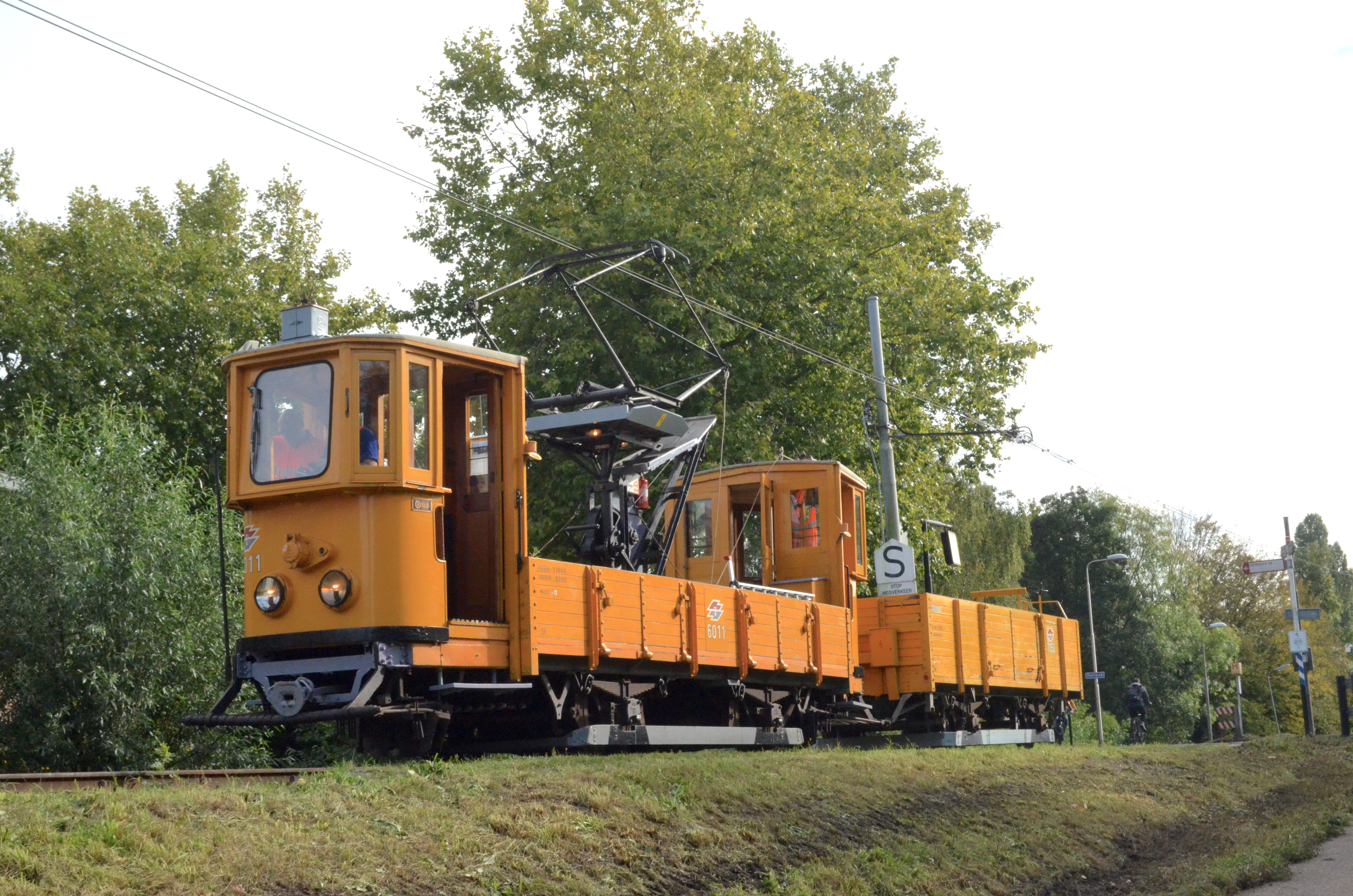
WVB 6011 + 7053 bij de Amsterdamseweg te Amstelveen.
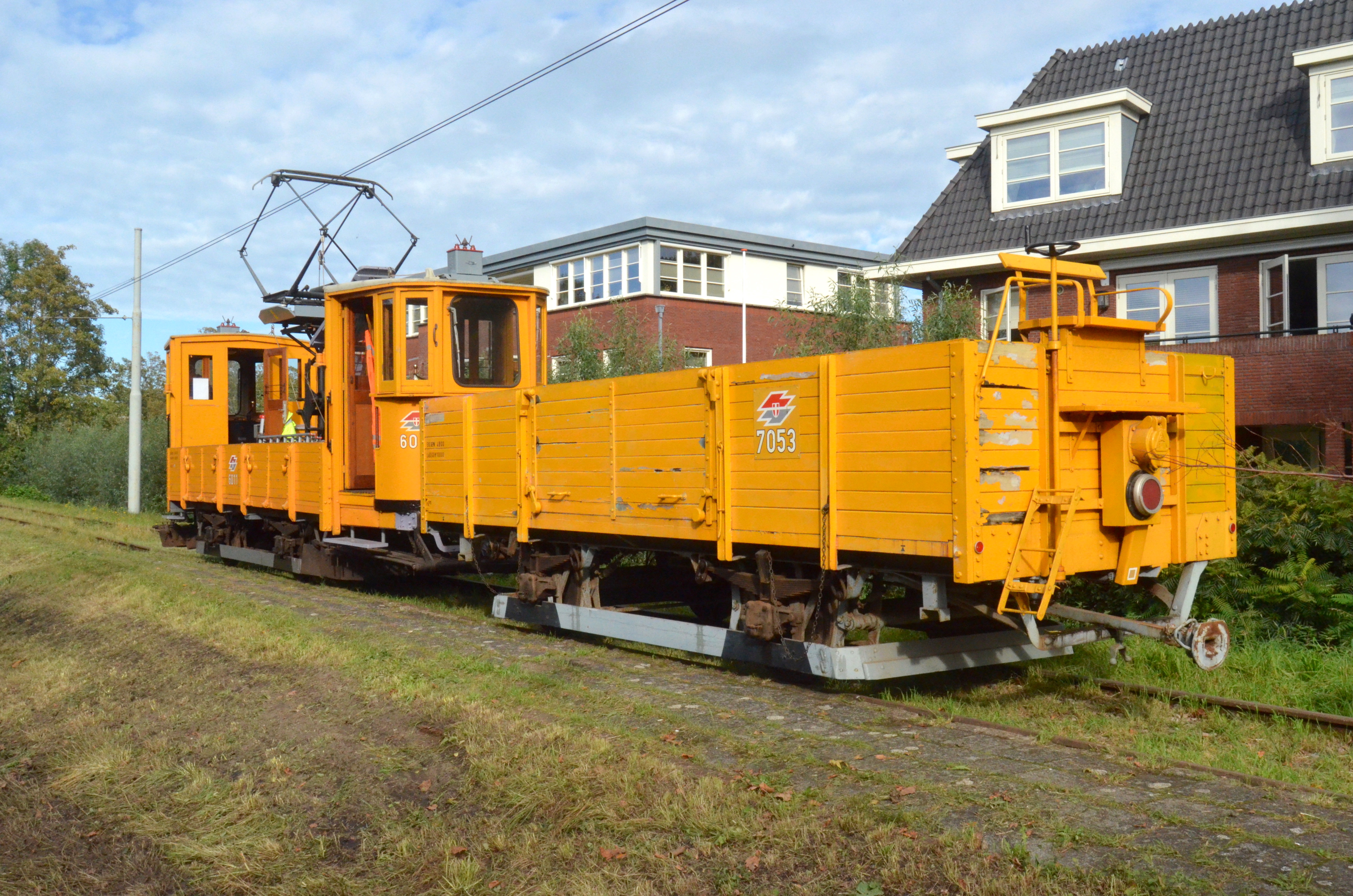
WVB 7053 + 6011 bij de Amsterdamseweg te Amstelveen.
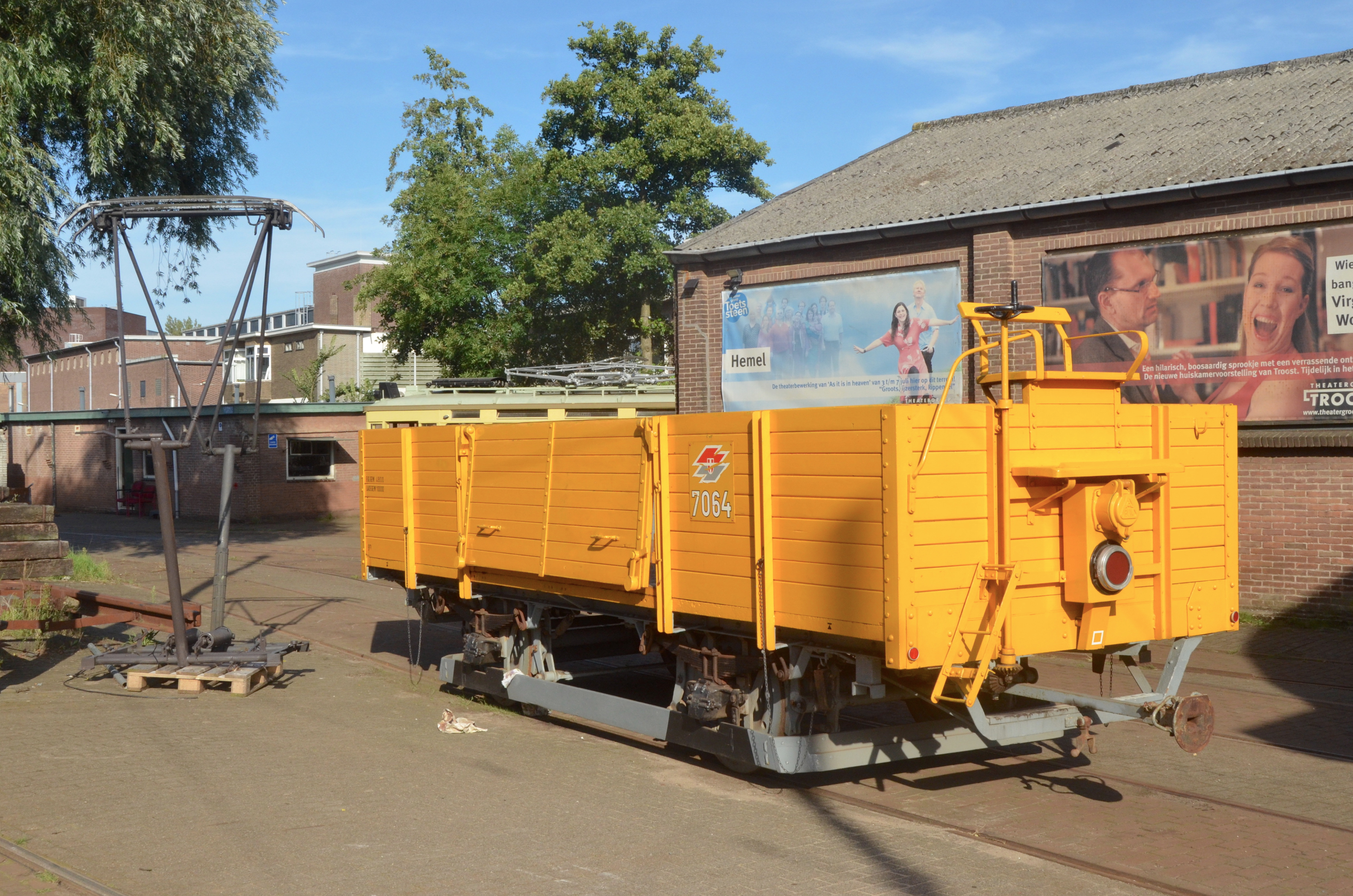
WVB 7064 bij de Remise Karperweg.